# Lista odcinków serialu W11 – Wydział Śledczy
Artykuł zawiera listę wszystkich odcinków serialu W11 – Wydział Śledczy.

## Seria 1
| Nr   | Data pierwszej emisji | Tytuł odcinka               | Komisarze |
| ---- | --------------------- | --------------------------- | --- |
| 1.   | 06.09.2004            | Zabójstwo z chciwości       | nadkom. Joanna Czechowska i st. asp. Sebastian Wątroba                                                                                  |
| 2.   | 07.09.2004            | Śmiertelny trójkąt          | nadkom. Anna Potaczek i sierż. sztab. Maciej Friedek                                                                                    |
| 3.   | 08.09.2004            | Podwójne życie              | nadkom. Joanna Czechowska i st. asp. Sebastian Wątroba                                                                                  |
| 4.   | 09.09.2004            | Oko za oko                  | nadkom. Anna Potaczek i sierż. sztab. Maciej Friedek                                                                                    |
| 5.   | 10.09.2004            | Porywcza miłość             | nadkom. Joanna Czechowska i st. asp. Sebastian Wątroba                                                                                  |
| 6.   | 13.09.2004            | Zabójczy artykuł            | nadkom. Anna Potaczek i sierż. sztab. Maciej Friedek                                                                                    |
| 7.   | 14.09.2004            | Zemsta żony                 | nadkom. Joanna Czechowska i st. asp. Sebastian Wątroba                                                                                  |
| 8.   | 15.09.2004            | Bez ochrony                 | nadkom. Anna Potaczek i sierż. sztab. Maciej Friedek                                                                                    |
| 9.   | 17.09.2004            | Ucieczka                    | nadkom. Anna Potaczek i sierż. sztab. Maciej Friedek                                                                                    |
| 10.  | 20.09.2004            | Desperacja                  | nadkom. Joanna Czechowska i st. asp. Sebastian Wątroba                                                                                  |
| 11.  | 21.09.2004            | Podejrzana matka            | nadkom. Anna Potaczek i sierż. sztab. Maciej Friedek                                                                                    |
| 12.  | 22.09.2004            | Erotyczna gra               | nadkom. Joanna Czechowska i st. asp. Sebastian Wątroba                                                                                  |
| 13.  | 23.09.2004            | Kartka od zmarłego          | nadkom. Anna Potaczek i sierż. sztab. Maciej Friedek                                                                                    |
| 14.  | 24.09.2004            | Śmierć w szkole             | nadkom. Joanna Czechowska i st. asp. Sebastian Wątroba                                                                                  |
| 15.  | 27.09.2004            | Okrutna gra                 | nadkom. Anna Potaczek i sierż. sztab. Maciej Friedek                                                                                    |
| 16.  | 28.09.2004            | Gwałt w internacie          | nadkom. Joanna Czechowska i st. asp. Sebastian Wątroba                                                                                  |
| 17.  | 29.09.2004            | Piąte: nie zabijaj          | nadkom. Anna Potaczek i sierż. sztab. Maciej Friedek                                                                                    |
| 18.  | 01.10.2004            | Niebezpieczny balet         | nadkom. Anna Potaczek i sierż. sztab. Maciej Friedek                                                                                    |
| 19.  | 04.10.2004            | Ucieczka więźnia            | nadkom. Joanna Czechowska i st. asp. Sebastian Wątroba                                                                                  |
| 20.  | 05.10.2004            | Śmierć w magazynie          | nadkom. Anna Potaczek i sierż. sztab. Maciej Friedek                                                                                    |
| 21.  | 06.10.2004            | Przepowiedziane zabójstwo   | nadkom. Joanna Czechowska i st. asp. Sebastian Wątroba                                                                                  |
| 22.  | 07.10.2004            | Szkolne rozgrywki           | nadkom. Anna Potaczek i sierż. sztab. Maciej Friedek                                                                                    |
| 23.  | 08.10.2004            | Śmiertelny zastrzyk         | nadkom. Joanna Czechowska i st. asp. Sebastian Wątroba                                                                                  |
| 24.  | 11.10.2004            | Pożar                       | nadkom. Joanna Czechowska i st. asp. Sebastian Wątroba                                                                                  |
| 25.  | 12.10.2004            | W obronie własnej           | nadkom. Anna Potaczek i sierż. sztab. Maciej Friedek                                                                                    |
| 26.  | 13.10.2004            | Partnerzy                   | nadkom. Joanna Czechowska i st. asp. Sebastian Wątroba                                                                                  |
| 27.  | 14.10.2004            | Mały świadek                | nadkom. Anna Potaczek i sierż. sztab. Maciej Friedek                                                                                    |
| 28.  | 15.10.2004            | Z chirurgiczną precyzją     | nadkom. Joanna Czechowska i st. asp. Sebastian Wątroba                                                                                  |
| 29.  | 18.10.2004            | Syn marnotrawny             | nadkom. Anna Potaczek i sierż. sztab. Maciej Friedek                                                                                    |
| 30.  | 19.10.2004            | Inkasent                    | nadkom. Joanna Czechowska i st. asp. Sebastian Wątroba                                                                                  |
| 31.  | 20.10.2004            | Utracone dziecko            | nadkom. Anna Potaczek i sierż. sztab. Maciej Friedek                                                                                    |
| 32.  | 21.10.2004            | Spisek                      | nadkom. Anna Potaczek i sierż. sztab. Maciej Friedek                                                                                    |
| 33.  | 22.10.2004            | Szantaż                     | nadkom. Joanna Czechowska i st. asp. Sebastian Wątroba                                                                                  |
| 34.  | 25.10.2004            | Niewierne żony              | nadkom. Joanna Czechowska i st. asp. Sebastian Wątroba                                                                                  |
| 35.  | 26.10.2004            | Porwane dziecko             | nadkom. Anna Potaczek i sierż. sztab. Maciej Friedek                                                                                    |
| 36.  | 27.10.2004            | Zwolnienie                  | nadkom. Joanna Czechowska i st. asp. Sebastian Wątroba                                                                                  |
| 37.  | 28.10.2004            | Zemsta po latach            | nadkom. Anna Potaczek i sierż. sztab. Maciej Friedek                                                                                    |
| 38.  | 29.10.2004            | Przerwany ślub              | nadkom. Joanna Czechowska i st. asp. Sebastian Wątroba                                                                                  |
| 39.  | 02.11.2004            | W obronie dziecka           | nadkom. Anna Potaczek i sierż. sztab. Maciej Friedek                                                                                    |
| 40.  | 03.11.2004            | Ukradłeś mi wszystko        | nadkom. Joanna Czechowska i st. asp. Sebastian Wątroba                                                                                  |
| 41.  | 04.11.2004            | Zaginiona                   | nadkom. Anna Potaczek i sierż. sztab. Maciej Friedek                                                                                    |
| 42.  | 05.11.2004            | Uprowadzenie                | nadkom. Joanna Czechowska i st. asp. Sebastian Wątroba                                                                                  |
| 43.  | 08.11.2004            | Pechowe zdjęcie             | nadkom. Joanna Czechowska i st. asp. Sebastian Wątroba                                                                                  |
| 44.  | 09.11.2004            | Złota                       | nadkom. Anna Potaczek i sierż. sztab. Maciej Friedek                                                                                    |
| 45.  | 10.11.2004            | Szkoła życia                | nadkom. Joanna Czechowska i st. asp. Sebastian Wątroba                                                                                  |
| 46.  | 12.11.2004            | Porwanie                    | nadkom. Anna Potaczek i sierż. sztab. Maciej Friedek                                                                                    |
| 47.  | 15.11.2004            | Odwet                       | nadkom. Joanna Czechowska i st. asp. Sebastian Wątroba                                                                                  |
| 48.  | 16.11.2004            | Rodzinne więzy              | nadkom. Joanna Czechowska i st. asp. Sebastian Wątroba                                                                                  |
| 49.  | 17.11.2004            | Śmierć detektywa            | nadkom. Anna Potaczek i sierż. sztab. Maciej Friedek                                                                                    |
| 50.  | 18.11.2004            | Śmierć polityka             | nadkom. Joanna Czechowska i st. asp. Sebastian Wątroba                                                                                  |
| 51.  | 19.11.2004            | Droga do śmierci            | nadkom. Anna Potaczek i sierż. sztab. Maciej Friedek                                                                                    |
| 52.  | 22.11.2004            | Romeo i Julia               | nadkom. Anna Potaczek i sierż. sztab. Maciej Friedek                                                                                    |
| 53.  | 23.11.2004            | Gwałt                       | nadkom. Joanna Czechowska i st. asp. Sebastian Wątroba                                                                                  |
| 54.  | 24.11.2004            | Zamach                      | nadkom. Anna Potaczek i sierż. sztab. Maciej Friedek                                                                                    |
| 55.  | 25.11.2004            | Zemsta sutenera             | nadkom. Joanna Czechowska i st. asp. Sebastian Wątroba                                                                                  |
| 56.  | 26.11.2004            | Szach mat                   | nadkom. Anna Potaczek i sierż. sztab. Maciej Friedek                                                                                    |
| 57.  | 29.11.2004            | Punkt zapalny               | nadkom. Joanna Czechowska i st. asp. Sebastian Wątroba                                                                                  |
| 58.  | 30.11.2004            | Tort weselny                | nadkom. Anna Potaczek i sierż. sztab. Maciej Friedek                                                                                    |
| 59.  | 01.12.2004            | Wolna miłość                | nadkom. Joanna Czechowska i st. asp. Sebastian Wątroba                                                                                  |
| 60.  | 02.12.2004            | Ostatni występ              | nadkom. Anna Potaczek i sierż. sztab. Maciej Friedek                                                                                    |
| 61.  | 03.12.2004            | Obsesja                     | nadkom. Joanna Czechowska i st. asp. Sebastian Wątroba                                                                                  |
| 62.  | 06.12.2004            | Zbrodnia na raty            | nadkom. Joanna Czechowska i st. asp. Sebastian Wątroba                                                                                  |
| 63.  | 07.12.2004            | Egzekucja                   | nadkom. Anna Potaczek i sierż. sztab. Maciej Friedek                                                                                    |
| 64.  | 08.12.2004            | Okup                        | nadkom. Joanna Czechowska i st. asp. Sebastian Wątroba                                                                                  |
| 65.  | 09.12.2004            | Opiekunka                   | nadkom. Anna Potaczek i sierż. sztab. Maciej Friedek                                                                                    |
| 66.  | 10.12.2004            | Więzy krwi                  | nadkom. Anna Potaczek i sierż. sztab. Maciej Friedek                                                                                    |
| 67.  | 13.12.2004            | Siostry                     | nadkom. Anna Potaczek i sierż. sztab. Maciej Friedek                                                                                    |
| 68.  | 14.12.2004            | Krwawa Mary                 | nadkom. Joanna Czechowska i st. asp. Sebastian Wątroba                                                                                  |
| 69.  | 15.12.2004            | Podglądacz                  | nadkom. Anna Potaczek i sierż. sztab. Maciej Friedek                                                                                    |
| 70.  | 16.12.2004            | Szkolna tajemnica           | nadkom. Anna Potaczek i sierż. sztab. Maciej Friedek                                                                                    |
| 71.  | 17.12.2004            | Przeszczep                  | nadkom. Anna Potaczek i sierż. sztab. Maciej Friedek                                                                                    |
| 72.  | 20.12.2004            | Zemsta                      | nadkom. Joanna Czechowska i st. asp. Sebastian Wątroba                                                                                  |
| 73.  | 21.12.2004            | Zakładniczka                | nadkom. Joanna Czechowska i st. asp. Sebastian Wątroba                                                                                  |
| 74.  | 22.12.2004            | Ucieczka kierowcy           | nadkom. Anna Potaczek i sierż. sztab. Maciej Friedek                                                                                    |
| 75.  | 23.12.2004            | Czarodziej                  | nadkom. Anna Potaczek i sierż. sztab. Maciej Friedek                                                                                    |
| 76.  | 27.12.2004            | Miłość aż po grób           | nadkom. Anna Potaczek i sierż. sztab. Maciej Friedek                                                                                    |
| 77.  | 28.12.2004            | Śmiertelny wirus            | nadkom. Joanna Czechowska i st. asp. Sebastian Wątroba                                                                                  |
| 78.  | 29.12.2004            | Zaginiona córka             | nadkom. Anna Potaczek i sierż. sztab. Maciej Friedek                                                                                    |
| 79.  | 30.12.2004            | Włam                        | nadkom. Anna Potaczek i sierż. sztab. Maciej Friedek                                                                                    |
| 80.  | 03.01.2005            | Żona z katalogu             | nadkom. Joanna Czechowska i st. asp. Sebastian Wątroba                                                                                  |
| 81.  | 04.01.2005            | Profesor                    | nadkom. Anna Potaczek i sierż. sztab. Maciej Friedek                                                                                    |
| 82.  | 05.01.2005            | Zła siostra                 | nadkom. Joanna Czechowska i st. asp. Sebastian Wątroba                                                                                  |
| 83.  | 06.01.2005            | Bez tresury                 | nadkom. Joanna Czechowska i st. asp. Sebastian Wątroba                                                                                  |
| 84.  | 07.01.2005            | Alergia                     | nadkom. Joanna Czechowska i st. asp. Sebastian Wątroba                                                                                  |
| 85.  | 10.01.2005            | Ostatni mecz                | nadkom. Joanna Czechowska i st. asp. Sebastian Wątroba                                                                                  |
| 86.  | 11.01.2005            | Złota bransoletka           | nadkom. Anna Potaczek i sierż. sztab. Maciej Friedek                                                                                    |
| 87.  | 12.01.2005            | Przyjaciółki                | nadkom. Joanna Czechowska i st. asp. Sebastian Wątroba                                                                                  |
| 88.  | 13.01.2005            | Złoty strzał                | nadkom. Anna Potaczek i sierż. sztab. Maciej Friedek                                                                                    |
| 89.  | 14.01.2005            | Fatalny upadek              | nadkom. Joanna Czechowska i st. asp. Sebastian Wątroba                                                                                  |
| 90.  | 17.01.2005            | Casanova                    | nadkom. Anna Potaczek i sierż. sztab. Maciej Friedek                                                                                    |
| 91.  | 18.01.2005            | Morderstwo w hotelu         | nadkom. Joanna Czechowska i st. asp. Sebastian Wątroba                                                                                  |
| 92.  | 19.01.2005            | Blokersi                    | nadkom. Anna Potaczek i sierż. sztab. Maciej Friedek                                                                                    |
| 93.  | 20.01.2005            | Chora miłość                | nadkom. Joanna Czechowska i st. asp. Sebastian Wątroba                                                                                  |
| 94.  | 21.01.2005            | Zły romans                  | nadkom. Anna Potaczek i sierż. sztab. Maciej Friedek                                                                                    |
| 95.  | 24.01.2005            | Ostrzeżenie                 | nadkom. Joanna Czechowska i st. asp. Sebastian Wątroba                                                                                  |
| 96.  | 25.01.2005            | Pornobiznes                 | nadkom. Joanna Czechowska i st. asp. Sebastian Wątroba                                                                                  |
| 97.  | 26.01.2005            | Zaginiony chłopiec          | nadkom. Anna Potaczek i sierż. sztab. Maciej Friedek                                                                                    |
| 98.  | 27.01.2005            | Upokorzona                  | nadkom. Joanna Czechowska i st. asp. Sebastian Wątroba                                                                                  |
| 99.  | 28.01.2005            | Na zakręcie                 | nadkom. Anna Potaczek i sierż. sztab. Maciej Friedek                                                                                    |
| 100. | 31.01.2005            | Zwolnienie warunkowe        | nadkom. Anna Potaczek i sierż. sztab. Maciej Friedek                                                                                    |
| 101. | 01.02.2005            | Zamach na policjanta        | nadkom. Joanna Czechowska i st. asp. Sebastian Wątroba                                                                                  |
| 102. | 02.02.2005            | Podpalacz                   | nadkom. Joanna Czechowska i st. asp. Sebastian Wątroba                                                                                  |
| 103. | 03.02.2005            | Troskliwy ojciec            | nadkom. Anna Potaczek i sierż. sztab. Maciej Friedek                                                                                    |
| 104. | 04.02.2005            | Walka o miłość              | nadkom. Anna Potaczek i sierż. sztab. Maciej Friedek                                                                                    |
| 105. | 07.02.2005            | Bez skrupułów               | nadkom. Anna Potaczek i sierż. sztab. Maciej Friedek                                                                                    |
| 106. | 08.02.2005            | Porwanie na zlecenie        | nadkom. Joanna Czechowska i st. asp. Sebastian Wątroba                                                                                  |
| 107. | 09.02.2005            | Bez winy                    | nadkom. Anna Potaczek i sierż. sztab. Maciej Friedek                                                                                    |
| 108. | 10.02.2005            | Chciwość                    | nadkom. Joanna Czechowska i st. asp. Sebastian Wątroba                                                                                  |
| 109. | 11.02.2005            | W obronie rodziny           | nadkom. Anna Potaczek i sierż. sztab. Maciej Friedek                                                                                    |
| 110. | 14.02.2005            | Spotkanie po latach         | nadkom. Anna Potaczek i sierż. sztab Maciej Friedek                                                                                     |
| 111. | 15.02.2005            | Bez śladu - cz. 1.          | nadkom. Joanna Czechowska i st. asp. Sebastian Wątroba                                                                                  |
| 112. | 16.02.2005            | Bez śladu - cz. 2.          | nadkom. Joanna Czechowska i st. asp. Sebastian Wątroba                                                                                  |
| 113. | 17.02.2005            | Skrytka                     | nadkom. Anna Potaczek i sierż. sztab. Maciej Friedek                                                                                    |
| 114. | 18.02.2005            | Trucizna                    | nadkom. Joanna Czechowska i st. asp. Sebastian Wątroba                                                                                  |
| 115. | 21.02.2005            | Weterynarz                  | nadkom. Anna Potaczek i sierż. sztab. Maciej Friedek                                                                                    |
| 116. | 22.02.2005            | Pierwsze ostrzeżenie        | nadkom. Joanna Czechowska i st. asp. Sebastian Wątroba                                                                                  |
| 117. | 23.02.2005            | Śmierć psychologa           | nadkom. Anna Potaczek i sierż. sztab. Maciej Friedek                                                                                    |
| 118. | 24.02.2005            | Złamane życie               | nadkom. Joanna Czechowska i st. asp. Sebastian Wątroba                                                                                  |
| 119. | 25.02.2005            | Śmierć w płomieniach        | nadkom. Joanna Czechowska i st. asp. Sebastian Wątroba                                                                                  |
| 120. | 28.02.2005            | Zazdrość                    | nadkom. Joanna Czechowska i st. asp. Sebastian Wątroba                                                                                  |
| 121. | 01.03.2005            | Wypadek                     | nadkom. Anna Potaczek i sierż. sztab. Maciej Friedek                                                                                    |
| 122. | 02.03.2005            | Poszukiwany                 | nadkom. Anna Potaczek i sierż. sztab. Maciej Friedek                                                                                    |
| 123. | 03.03.2005            | Zranione ambicje            | nadkom. Joanna Czechowska i st. asp. Sebastian Wątroba                                                                                  |
| 124. | 04.03.2005            | Napad na jubilera           | nadkom. Joanna Czechowska i st. asp. Sebastian Wątroba                                                                                  |
| 125. | 07.03.2005            | Dożywocie                   | nadkom. Anna Potaczek i sierż. sztab. Maciej Friedek                                                                                    |
| 126. | 08.03.2005            | List gończy                 | nadkom. Joanna Czechowska i st. asp. Sebastian Wątroba                                                                                  |
| 127. | 09.03.2005            | Ul. Cicha 4.                | nadkom. Anna Potaczek i sierż. sztab. Maciej Friedek                                                                                    |
| 128. | 10.03.2005            | Wyrok                       | nadkom. Joanna Czechowska i st. asp. Sebastian Wątroba                                                                                  |
| 129. | 11.03.2005            | Duże pieniądze              | nadkom. Anna Potaczek i sierż. sztab. Maciej Friedek                                                                                    |
| 130. | 14.03.2005            | Nie cudzołóż                | nadkom. Anna Potaczek i sierż. sztab. Maciej Friedek                                                                                    |
| 131. | 15.03.2005            | Impreza                     | nadkom. Joanna Czechowska i st. asp. Sebastian Wątroba                                                                                  |
| 132. | 16.03.2005            | Mroczna tajemnica           | nadkom. Anna Potaczek i sierż. sztab. Maciej Friedek                                                                                    |
| 133. | 17.03.2005            | Szkolna miłość              | nadkom. Anna Potaczek i sierż. sztab. Maciej Friedek                                                                                    |
| 134. | 18.03.2005            | W sieci dowodów             | nadkom. Joanna Czechowska i st. asp. Sebastian Wątroba                                                                                  |
| 135. | 21.03.2005            | Z zimną krwią               | nadkom. Anna Potaczek i sierż. sztab. Maciej Friedek                                                                                    |
| 136. | 22.03.2005            | Idol                        | nadkom. Joanna Czechowska i st. asp. Sebastian Wątroba                                                                                  |
| 137. | 23.03.2005            | Strzał z ukrycia            | nadkom. Joanna Czechowska i st. asp. Sebastian Wątroba                                                                                  |
| 138. | 24.03.2005            | Firma                       | nadkom. Anna Potaczek i sierż. sztab. Maciej Friedek                                                                                    |
| 139. | 25.03.2005            | Niechciana córka            | nadkom. Anna Potaczek i sierż. sztab. Maciej Friedek                                                                                    |
| 140. | 29.03.2005            | Maturzystki                 | nadkom. Joanna Czechowska i st. asp. Sebastian Wątroba                                                                                  |
| 141. | 30.03.2005            | Salsa Cafe                  | nadkom. Joanna Czechowska i st. asp. Sebastian Wątroba                                                                                  |
| 142. | 31.03.2005            | Morderstwo prawie doskonałe | nadkom. Anna Potaczek i sierż. sztab. Maciej Friedek                                                                                    |
| 143. | 06.04.2005            | Śmiertelna zmowa            | nadkom. Anna Potaczek i sierż. sztab. Maciej Friedek                                                                                    |
| 144. | 07.04.2005            | Bliźniaczki                 | nadkom. Anna Potaczek i sierż. sztab. Maciej Friedek                                                                                    |
| 145. | 11.04.2005            | Fabryka lalek               | nadkom. Joanna Czechowska i st. asp. Sebastian Wątroba                                                                                  |
| 146. | 12.04.2005            | Młody kochanek              | nadkom. Anna Potaczek i sierż. sztab. Maciej Friedek                                                                                    |
| 147. | 13.04.2005            | Męskie porachunki           | nadkom. Joanna Czechowska i st. asp. Sebastian Wątroba                                                                                  |
| 148. | 14.04.2005            | Studniówka                  | nadkom. Joanna Czechowska i st. asp. Sebastian Wątroba                                                                                  |
| 149. | 15.04.2005            | Tajemnica                   | nadkom. Joanna Czechowska i st. asp. Sebastian Wątroba                                                                                  |
| 150. | 18.04.2005            | Urwany trop                 | nadkom. Anna Potaczek i sierż. sztab. Maciej Friedek                                                                                    |
| 151. | 19.04.2005            | Piotruś - cz. 1.            | nadkom. Joanna Czechowska i st. asp. Sebastian Wątroba                                                                                  |
| 152. | 20.04.2005            | Piotruś - cz. 2.            | nadkom. Joanna Czechowska i st. asp. Sebastian Wątroba                                                                                  |
| 153. | 21.04.2005            | Osiedlowa banda             | nadkom. Anna Potaczek i sierż. sztab. Maciej Friedek                                                                                    |
| 154. | 22.04.2005            | Ostatnie urodziny           | nadkom. Joanna Czechowska i st. asp. Sebastian Wątroba                                                                                  |
| 155. | 25.04.2005            | Stażystka                   | nadkom. Anna Potaczek i sierż. sztab. Maciej Friedek                                                                                    |
| 156. | 26.04.2005            | Dusiciel                    | nadkom. Joanna Czechowska i st. asp. Sebastian Wątroba                                                                                  |
| 157. | 27.04.2005            | Spadek                      | nadkom. Anna Potaczek i sierż. sztab. Maciej Friedek                                                                                    |
| 158. | 28.04.2005            | Ślady z przeszłości         | nadkom. Anna Potaczek i sierż. sztab. Maciej Friedek                                                                                    |
| 159. | 29.04.2005            | Lombard                     | nadkom. Joanna Czechowska i st. asp. Sebastian Wątroba                                                                                  |
| 160. | 02.05.2005            | Samowolka                   | nadkom. Joanna Czechowska i st. asp. Sebastian Wątroba                                                                                  |
| 161. | 04.05.2005            | Niebezpieczny szpital       | nadkom. Joanna Czechowska i st. asp. Sebastian Wątroba                                                                                  |
| 162. | 05.05.2005            | Utrzymanka                  | nadkom. Anna Potaczek i sierż. sztab. Maciej Friedek                                                                                    |
| 163. | 06.05.2005            | Ostatnia budowa             | nadkom. Anna Potaczek i sierż. sztab. Maciej Friedek                                                                                    |
| 164. | 09.05.2005            | Fałszywy ruch               | nadkom. Joanna Czechowska i st. asp. Sebastian Wątroba oraz nadkom. Anna Potaczek                                                       |
| 165. | 10.05.2005            | Porachunki gangsterów       | nadkom. Joanna Czechowska i st. asp. Sebastian Wątroba nadkom. Anna Potaczek i sierż. sztab. Maciej Friedek oraz mł. asp. Maciej Dębosz |
| 166. | 11.05.2005            | Radio Lider                 | nadkom. Anna Potaczek i sierż. sztab. Maciej Friedek                                                                                    |
| 167. | 12.05.2005            | Pomoc społeczna             | nadkom. Anna Potaczek i sierż. sztab. Maciej Friedek                                                                                    |
| 168. | 13.05.2005            | Taksówkarz                  | nadkom. Anna Potaczek i sierż. sztab. Maciej Friedek                                                                                    |
| 169. | 16.05.2005            | Starzy znajomi              | nadkom. Anna Potaczek i sierż. sztab. Maciej Friedek oraz nadkom. Joanna Czechowska i st. asp. Sebastian Wątroba                        |
| 170. | 17.05.2005            | Ognisko za domem            | nadkom. Joanna Czechowska i st. asp. Sebastian Wątroba                                                                                  |
| 171. | 18.05.2005            | Fałszywa ciąża              | nadkom. Anna Potaczek i sierż. sztab. Maciej Friedek                                                                                    |
| 172. | 19.05.2005            | Studentka                   | nadkom. Joanna Czechowska i st. asp. Sebastian Wątroba                                                                                  |
| 173. | 20.05.2005            | Nienarodzone dziecko        | nadkom. Anna Potaczek i sierż. sztab. Maciej Friedek                                                                                    |
| 174. | 23.05.2005            | Córeczka                    | nadkom. Joanna Czechowska i st. asp. Sebastian Wątroba                                                                                  |
| 175. | 24.05.2005            | Miss Roid                   | nadkom. Joanna Czechowska i st. asp. Sebastian Wątroba                                                                                  |
| 176. | 25.05.2005            | Pieniądze z Anglii          | nadkom. Anna Potaczek i sierż. sztab. Maciej Friedek                                                                                    |
| 177. | 27.05.2005            | Ochroniarz                  | nadkom. Joanna Czechowska i st. asp. Sebastian Wątroba                                                                                  |
| 178. | 30.05.2005            | Przystojny brunet           | nadkom. Anna Potaczek i sierż. sztab. Maciej Friedek                                                                                    |
| 179. | 31.05.2005            | Gwałciciel                  | nadkom. Joanna Czechowska i st. asp. Sebastian Wątroba                                                                                  |
| 180. | 01.06.2005            | Morderstwo na dyskotece     | nadkom. Anna Potaczek i sierż. sztab. Maciej Friedek                                                                                    |
| 181. | 02.06.2005            | Bez świadków                | nadkom. Joanna Czechowska i st. asp. Sebastian Wątroba                                                                                  |
| 182. | 03.06.2005            | Haracz                      | nadkom. Joanna Czechowska i st. asp. Sebastian Wątroba                                                                                  |
| 183. | 06.06.2005            | Snajper                     | nadkom. Joanna Czechowska i st. asp. Sebastian Wątroba                                                                                  |
| 184. | 07.06.2005            | Kasyno                      | nadkom. Anna Potaczek i sierż. sztab. Maciej Friedek                                                                                    |
| 185. | 08.06.2005            | Jasnowidz                   | nadkom. Joanna Czechowska i st. asp. Sebastian Wątroba                                                                                  |
| 186. | 09.06.2005            | Nowe życie                  | nadkom. Joanna Czechowska i st. asp. Sebastian Wątroba                                                                                  |
| 187. | 10.06.2005            | Raper                       | nadkom. Anna Potaczek i sierż. sztab. Maciej Friedek                                                                                    |
| 188. | 13.06.2005            | Gang                        | nadkom. Joanna Czechowska i st. asp. Sebastian Wątroba                                                                                  |
| 189. | 14.06.2005            | Szef kuchni                 | nadkom. Anna Potaczek i sierż. sztab. Maciej Friedek                                                                                    |
| 190. | 15.06.2005            | Późny kurs                  | nadkom. Joanna Czechowska i st. asp. Sebastian Wątroba                                                                                  |
| 191. | 16.06.2005            | 48 godzin                   | nadkom. Anna Potaczek i sierż. sztab. Maciej Friedek                                                                                    |
| 192. | 17.06.2005            | Ostatnia randka             | nadkom. Joanna Czechowska i st. asp. Sebastian Wątroba                                                                                  |
| 193. | 20.06.2005            | Zabójczy duet               | nadkom. Anna Potaczek i sierż. sztab. Maciej Friedek                                                                                    |
| 194. | 21.06.2005            | Kubuś                       | nadkom. Anna Potaczek i sierż. sztab. Maciej Friedek                                                                                    |
| 195. | 22.06.2005            | Dom dziecka                 | nadkom. Joanna Czechowska i st. asp. Sebastian Wątroba                                                                                  |
| 196. | 23.06.2005            | Zabójstwo taksówkarza       | nadkom. Anna Potaczek i sierż. sztab. Maciej Friedek                                                                                    |
| 197. | 24.06.2005            | Prawdziwa blondynka         | nadkom. Joanna Czechowska i st. asp. Sebastian Wątroba                                                                                  |

## Seria 2
| Nr   | Data pierwszej emisji | Tytuł odcinka              | Komisarze |
| ---- | --------------------- | -------------------------- | --- |
| 198. | 05.09.2005            | Narkoman                   | nadkom. Joanna Czechowska i st. asp. Sebastian Wątroba                                                          |
| 199. | 06.09.2005            | Błąd w sztuce              | nadkom. Anna Potaczek i sierż. sztab. Maciej Friedek                                                            |
| 200. | 07.09.2005            | Porachunki                 | nadkom. Joanna Czechowska i st. asp. Sebastian Wątroba                                                          |
| 201. | 08.09.2005            | Ukochany tatuś             | nadkom. Anna Potaczek i sierż. sztab. Maciej Friedek                                                            |
| 202. | 09.09.2005            | Szkolne ognisko            | nadkom. Joanna Czechowska i st. asp. Sebastian Wątroba                                                          |
| 203. | 12.09.2005            | Rysunek                    | nadkom. Anna Potaczek i sierż. sztab. Maciej Friedek                                                            |
| 204. | 13.09.2005            | Kontrakt w Mediolanie      | nadkom. Joanna Czechowska i st. asp. Sebastian Wątroba                                                          |
| 205. | 14.09.2005            | Pobicie                    | nadkom Anna Potaczek i sierż. sztab. Maciej Friedek                                                             |
| 206. | 15.09.2005            | Mariolka                   | nadkom. Joanna Czechowska i st. asp. Sebastian Wątroba                                                          |
| 207. | 16.09.2005            | Staruszkowie               | nadkom. Anna Potaczek i sierż. sztab. Maciej Friedek                                                            |
| 208. | 19.09.2005            | Dręczyciel                 | nadkom. Joanna Czechowska i st. asp. Sebastian Wątroba                                                          |
| 209. | 20.09.2005            | Zniszczę cię               | nadkom. Anna Potaczek i sierż. sztab. Maciej Friedek                                                            |
| 210. | 21.09.2005            | Wycieczka do Peru          | nadkom. Joanna Czechowska i st. asp. Sebastian Wątroba oraz st. sierż. Anna Palka i sierż. sztab. Rafał Kopacz  |
| 211. | 22.09.2005            | Komputerowa śmierć         | nadkom. Anna Potaczek i sierż. sztab. Maciej Friedek                                                            |
| 212. | 23.09.2005            | Dezerter                   | nadkom. Joanna Czechowska i st. asp. Sebastian Wątroba                                                          |
| 213. | 26.09.2005            | Zgwałcona maturzystka      | nadkom. Joanna Czechowska i st. asp. Sebastian Wątroba                                                          |
| 214. | 27.09.2005            | Pośrednik                  | nadkom. Anna Potaczek i sierż. sztab. Maciej Friedek                                                            |
| 215. | 28.09.2005            | Nauczyciel                 | nadkom. Joanna Czechowska i st. asp. Sebastian Wątroba                                                          |
| 216. | 29.09.2005            | Odzyskany syn              | nadkom. Anna Potaczek i sierż. sztab. Maciej Friedek                                                            |
| 217. | 30.09.2005            | Wykorzystana               | nadkom. Joanna Czechowska i st. asp. Sebastian Wątroba                                                          |
| 218. | 03.10.2005            | Masz za swoje              | nadkom. Anna Potaczek i sierż. sztab. Maciej Friedek                                                            |
| 219. | 04.10.2005            | Parszywa sprawa            | nadkom. Joanna Czechowska i st. asp. Sebastian Wątroba                                                          |
| 220. | 05.10.2005            | Bokser                     | nadkom. Anna Potaczek i sierż. sztab. Maciej Friedek                                                            |
| 221. | 06.10.2005            | Prezenterka                | nadkom. Joanna Czechowska i st. asp. Sebastian Wątroba                                                          |
| 222. | 07.10.2005            | Wyrównane rachunki         | nadkom. Anna Potaczek i sierż. sztab. Maciej Friedek                                                            |
| 223. | 10.10.2005            | Dowód miłości              | nadkom. Joanna Czechowska i st. asp. Sebastian Wątroba                                                          |
| 224. | 11.10.2005            | Złoty chłopiec             | nadkom. Anna Potaczek i sierż. sztab. Maciej Friedek                                                            |
| 225. | 12.10.2005            | Zlecenie                   | nadkom. Joanna Czechowska i st. asp. Sebastian Wątroba                                                          |
| 226. | 13.10.2005            | Listy z Iraku              | nadkom. Anna Potaczek i sierż. sztab. Maciej Friedek                                                            |
| 227. | 14.10.2005            | Desperackie porwanie       | nadkom. Joanna Czechowska i st. asp. Sebastian Wątroba                                                          |
| 228. | 17.10.2005            | Pierwszy raz               | nadkom. Anna Potaczek i sierż. sztab. Maciej Friedek oraz st. sierż. Anna Palka i sierż. sztab. Rafał Kopacz    |
| 229. | 18.10.2005            | Bracia                     | nadkom. Joanna Czechowska i st. asp. Sebastian Wątroba oraz nadkom. Anna Potaczek                               |
| 230. | 19.10.2005            | Totolotek                  | nadkom. Anna Potaczek i sierż. sztab. Jakub Gęsiarz                                                             |
| 231. | 20.10.2005            | Duch                       | nadkom. Joanna Czechowska i st. asp. Sebastian Wątroba                                                          |
| 232. | 21.10.2005            | Spóźnienie                 | nadkom. Anna Potaczek i sierż. sztab. Jakub Gęsiarz oraz st. sierż. Anna Palka i sierż. sztab. Rafał Kopacz     |
| 233. | 24.10.2005            | Śmierć na torach           | nadkom. Joanna Czechowska i st. asp. Sebastian Wątroba                                                          |
| 234. | 25.10.2005            | Bezdomna                   | nadkom. Anna Potaczek i sierż. sztab. Jakub Gęsiarz oraz st. sierż. Anna Palka i sierż. sztab. Rafał Kopacz     |
| 235. | 26.10.2005            | Doping                     | nadkom. Joanna Czechowska i st. asp. Sebastian Wątroba                                                          |
| 236. | 27.10.2005            | Pod prysznicem             | nadkom. Anna Potaczek i sierż. sztab. Jakub Gęsiarz                                                             |
| 237. | 28.10.2005            | Pogotowie                  | nadkom. Joanna Czechowska i st. asp. Sebastian Wątroba                                                          |
| 238. | 31.10.2005            | Wujek                      | nadkom. Anna Potaczek i sierż. sztab. Jakub Gęsiarz                                                             |
| 239. | 01.11.2005            | Zabawy na podwórku         | nadkom. Joanna Czechowska i st. asp. Sebastian Wątroba                                                          |
| 240. | 02.11.2005            | Wędkarze                   | nadkom. Anna Potaczek i sierż. sztab. Jakub Gęsiarz                                                             |
| 241. | 03.11.2005            | Uciekinier                 | nadkom. Anna Potaczek i sierż. sztab. Jakub Gęsiarz                                                             |
| 242. | 04.11.2005            | Sobotnia noc               | nadkom. Joanna Czechowska i st. asp. Sebastian Wątroba                                                          |
| 243. | 07.11.2005            | Śmiertelny strzał          | nadkom. Anna Potaczek i sierż. sztab. Jakub Gęsiarz                                                             |
| 244. | 08.11.2005            | Życie w wielkim mieście    | nadkom. Joanna Czechowska i st. asp. Sebastian Wątroba                                                          |
| 245. | 09.11.2005            | Hotel w lesie              | nadkom. Anna Potaczek i sierż. sztab. Jakub Gęsiarz oraz nadkom. Joanna Czechowska i st. asp. Sebastian Wątroba |
| 246. | 10.11.2005            | Maestro                    | nadkom. Joanna Czechowska i st. asp. Sebastian Wątroba                                                          |
| 247. | 14.11.2005            | W klatce                   | nadkom. Anna Potaczek i sierż. sztab. Jakub Gęsiarz                                                             |
| 248. | 15.11.2005            | Gwałt w rodzinie           | nadkom. Joanna Czechowska i st. asp. Sebastian Wątroba                                                          |
| 249. | 16.11.2005            | Niedopałki                 | nadkom. Anna Potaczek i sierż. sztab. Jakub Gęsiarz                                                             |
| 250. | 17.11.2005            | Studencka impreza          | nadkom. Anna Potaczek i sierż. sztab. Jakub Gęsiarz                                                             |
| 251. | 21.11.2005            | Zabójstwo prostytutki      | nadkom. Joanna Czechowska i st. asp. Sebastian Wątroba                                                          |
| 252. | 22.11.2005            | Samochodzik                | nadkom. Anna Potaczek i sierż. sztab. Jakub Gęsiarz                                                             |
| 253. | 23.11.2005            | Zmarnowane życie           | st. sierż. Anna Palka i sierż. sztab. Rafał Kopacz                                                              |
| 254. | 24.11.2005            | Call girl                  | nadkom. Joanna Czechowska i st. asp. Sebastian Wątroba                                                          |
| 255. | 28.11.2005            | Zabójca                    | nadkom. Joanna Czechowska i st. asp. Sebastian Wątroba                                                          |
| 256. | 29.11.2005            | Starsza pani               | nadkom. Anna Potaczek i sierż. sztab. Jakub Gęsiarz                                                             |
| 257. | 30.11.2005            | Ostateczne rozliczenie     | st. sierż. Anna Palka i sierż. sztab. Rafał Kopacz                                                              |
| 258. | 05.12.2005            | Na przedmieściach          | nadkom. Anna Potaczek i sierż. sztab. Jakub Gęsiarz                                                             |
| 259. | 06.12.2005            | Bogata babcia              | nadkom. Joanna Czechowska i st. asp. Sebastian Wątroba                                                          |
| 260. | 07.12.2005            | Zabójstwo pisarza          | st. sierż. Anna Palka i sierż. sztab. Rafał Kopacz                                                              |
| 261. | 12.12.2005            | Nauka jazdy                | nadkom. Anna Potaczek i sierż. sztab. Jakub Gęsiarz                                                             |
| 262. | 13.12.2005            | Babiarz                    | nadkom. Joanna Czechowska i st. asp. Sebastian Wątroba                                                          |
| 263. | 14.12.2005            | W rodzinie                 | st. sierż. Anna Palka i sierż. sztab. Rafał Kopacz                                                              |
| 264. | 19.12.2005            | Dziewczyna bez przeszłości | nadkom. Anna Potaczek i sierż. sztab. Jakub Gęsiarz                                                             |
| 265. | 20.12.2005            | Fala w internacie          | nadkom. Joanna Czechowska i st. asp. Sebastian Wątroba                                                          |
| 266. | 21.12.2005            | Wbrew zasadom              | st. sierż. Anna Palka i sierż. sztab. Rafał Kopacz                                                              |
| 267. | 27.12.2005            | Kustosz                    | nadkom. Anna Potaczek i sierż. sztab. Jakub Gęsiarz                                                             |
| 268. | 28.12.2005            | Akademik                   | nadkom. Joanna Czechowska i st. asp. Sebastian Wątroba                                                          |
| 269. | 02.01.2006            | Sex, kłamstwa, i..         | nadkom. Joanna Czechowska i st. asp. Sebastian Wątroba                                                          |
| 270. | 03.01.2006            | Walka o spadek             | st. sierż. Anna Palka i sierż. sztab. Rafał Kopacz                                                              |
| 271. | 04.01.2006            | Temat z okładki            | nadkom. Anna Potaczek i sierż. sztab. Jakub Gęsiarz                                                             |
| 272. | 09.01.2006            | Dziewczyna z reklamy       | nadkom. Joanna Czechowska i st. asp. Sebastian Wątroba                                                          |
| 273. | 10.01.2006            | Bigamista                  | st. sierż. Anna Palka i sierż. sztab. Rafał Kopacz                                                              |
| 274. | 11.01.2006            | Dziewczyna z internatu     | nadkom. Anna Potaczek i sierż. sztab. Jakub Gęsiarz                                                             |
| 275. | 16.01.2006            | Doskonały plan             | nadkom. Joanna Czechowska i st. asp. Sebastian Wątroba                                                          |
| 276. | 17.01.2006            | Mordercza samba            | nadkom. Anna Potaczek i sierż. sztab. Jakub Gęsiarz                                                             |
| 277. | 18.01.2006            | W rozpaczy                 | st. sierż. Anna Palka i sierż. sztab. Rafał Kopacz                                                              |
| 278. | 23.01.2006            | Nazwisko nieznane          | nadkom. Joanna Czechowska i st. asp. Sebastian Wątroba                                                          |
| 279. | 24.01.2006            | Biuro samotnych serc       | nadkom. Anna Potaczek i sierż. sztab. Jakub Gęsiarz                                                             |
| 280. | 25.01.2006            | Hurtownia kwiatów          | st. sierż. Anna Palka i sierż. sztab. Rafał Kopacz                                                              |
| 281. | 30.01.2006            | Nienawiść                  | nadkom. Joanna Czechowska i st. asp. Sebastian Wątroba                                                          |
| 282. | 31.01.2006            | Lekcje tańca               | nadkom. Anna Potaczek i sierż. sztab. Jakub Gęsiarz                                                             |
| 283. | 01.02.2006            | Filatelista                | nadkom. Joanna Czechowska i st. asp. Sebastian Wątroba                                                          |
| 284. | 06.02.2006            | Strażnik więzienny         | nadkom. Anna Potaczek i sierż. sztab. Jakub Gęsiarz                                                             |
| 285. | 07.02.2006            | Dziecko                    | st. sierż. Anna Palka i sierż. sztab. Rafał Kopacz                                                              |
| 286. | 08.02.2006            | Synek                      | nadkom. Joanna Czechowska i st. asp. Sebastian Wątroba                                                          |
| 287. | 09.02.2006            | Stan zagrożenia            | nadkom. Anna Potaczek i sierż. sztab. Jakub Gęsiarz oraz nadkom. Joanna Czechowska i st. asp. Sebastian Wątroba |
| 288. | 13.02.2006            | Ostatni kurs               | nadkom. Joanna Czechowska i st. asp. Sebastian Wątroba                                                          |
| 289. | 14.02.2006            | Święty Mikołaj             | st. sierż. Anna Palka i sierż. sztab. Rafał Kopacz                                                              |
| 290. | 15.02.2006            | Dobra śmierć               | nadkom. Joanna Czechowska i st. asp. Sebastian Wątroba                                                          |
| 291. | 16.02.2006            | Kameleon                   | st. sierż. Anna Palka i sierż. sztab. Rafał Kopacz                                                              |
| 292. | 20.02.2006            | Pułapka                    | nadkom. Joanna Czechowska i st. asp. Sebastian Wątroba                                                          |
| 293. | 21.02.2006            | Burzliwe życie             | st. sierż. Anna Palka i sierż. sztab. Rafał Kopacz                                                              |
| 294. | 22.02.2006            | Życiowa okazja             | nadkom. Joanna Czechowska i st. asp. Sebastian Wątroba                                                          |
| 295. | 23.02.2006            | Narkomanka                 | nadkom. Anna Potaczek i sierż. sztab. Jakub Gęsiarz                                                             |
| 296. | 27.02.2006            | Kosztowna miłość           | nadkom. Anna Potaczek i sierż. sztab. Jakub Gęsiarz                                                             |
| 297. | 28.02.2006            | Obserwuję was              | nadkom. Joanna Czechowska i st. asp. Sebastian Wątroba oraz st. sierż. Anna Palka i sierż. sztab. Rafał Kopacz  |
| 298. | 01.03.2006            | Sąsiedzi                   | nadkom. Anna Potaczek i sierż. sztab. Jakub Gęsiarz                                                             |
| 299. | 02.03.2006            | Do domu                    | nadkom. Joanna Czechowska i st. asp. Sebastian Wątroba                                                          |
| 300. | 06.03.2006            | Dworzec                    | nadkom. Anna Potaczek i sierż. sztab. Jakub Gęsiarz                                                             |
| 301. | 07.03.2006            | Ryzykowny szantaż          | nadkom. Anna Potaczek i sierż. sztab. Jakub Gęsiarz oraz detektyw Maciej Friedek                                |
| 302. | 08.03.2006            | Nóż do chleba              | st. sierż. Anna Palka i sierż. sztab. Rafał Kopacz                                                              |
| 303. | 09.03.2006            | Śmiertelna gra             | nadkom. Joanna Czechowska i st. asp. Sebastian Wątroba                                                          |
| 304. | 13.03.2006            | Prawo serii                | nadkom. Anna Potaczek i sierż. sztab. Jakub Gęsiarz                                                             |
| 305. | 14.03.2006            | Zabójstwo na osiedlu       | st. sierż. Anna Palka i sierż.sztab. Rafał Kopacz                                                               |
| 306. | 15.03.2006            | Przypadek                  | nadkom. Anna Potaczek i sierż. sztab. Jakub Gęsiarz                                                             |
| 307. | 16.03.2006            | Kantor                     | nadkom. Joanna Czechowska i st. asp. Sebastian Wątroba                                                          |
| 308. | 20.03.2006            | 70 groszy                  | nadkom. Anna Potaczek i sierż. sztab. Jakub Gęsiarz                                                             |
| 309. | 21.03.2006            | Mały zakładnik             | st. sierż. Anna Palka i sierż. sztab. Rafał Kopacz                                                              |
| 310. | 22.03.2006            | Wampir - cz. 1.            | nadkom. Joanna Czechowska i st. asp. Sebastian Wątroba oraz nadkom. Anna Potaczek i sierż. sztab. Jakub Gęsiarz |
| 311. | 23.03.2006            | Wampir - cz. 2.            | nadkom. Anna Potaczek i sierż. sztab. Jakub Gęsiarz oraz nadkom. Joanna Czechowska i st. asp. Sebastian Wątroba |
| 312. | 27.03.2006            | Czarna wdowa               | nadkom. Joanna Czechowska i st. asp. Sebastian Wątroba                                                          |
| 313. | 28.03.2006            | Na podsłuchu               | st. sierż. Anna Palka i sierż. sztab. Rafał Kopacz oraz st. asp. Sebastian Wątroba                              |
| 314. | 29.03.2006            | Lepsze życie               | nadkom. Anna Potaczek i sierż. sztab. Jakub Gęsiarz                                                             |
| 315. | 30.03.2006            | Według zasad               | nadkom. Joanna Czechowska i st. asp. Sebastian Wątroba                                                          |
| 316. | 03.04.2006            | Babcia                     | nadkom. Anna Potaczek i sierż. sztab. Jakub Gęsiarz                                                             |
| 317. | 04.04.2006            | Królowa Śniegu             | st. sierż. Anna Palka i sierż. sztab. Rafał Kopacz                                                              |
| 318. | 05.04.2006            | Czas zapłaty               | nadkom. Anna Potaczek i sierż. sztab. Jakub Gęsiarz                                                             |
| 319. | 06.04.2006            | Zaginiony ojciec           | nadkom. Joanna Czechowska i st. asp. Sebastian Wątroba                                                          |
| 320. | 10.04.2006            | Zawód negocjator           | nadkom. Joanna Czechowska i st. asp. Sebastian Wątroba                                                          |
| 321. | 11.04.2006            | Śmierć licealisty          | nadkom. Anna Potaczek i sierż. sztab. Jakub Gęsiarz                                                             |
| 322. | 12.04.2006            | Obcy                       | st. sierż. Anna Palka i sierż. sztab. Rafał Kopacz                                                              |
| 323. | 13.04.2006            | Bułgarka                   | nadkom. Joanna Czechowska i st. asp. Sebastian Wątroba                                                          |
| 324. | 18.04.2006            | Z premedytacją             | st. sierż. Anna Palka i sierż. sztab. Rafał Kopacz                                                              |
| 325. | 19.04.2006            | Głos - cz. 1.              | st. sierż. Anna Palka i sierż. sztab. Rafał Kopacz oraz nadkom. Anna Potaczek i sierż. sztab. Jakub Gęsiarz     |
| 326. | 20.04.2006            | Głos - cz. 2.              | st. sierż. Anna Palka i sierż. sztab. Rafał Kopacz oraz nadkom. Anna Potaczek i sierż. sztab. Jakub Gęsiarz     |
| 327. | 24.04.2006            | Konował                    | nadkom. Joanna Czechowska i st. asp. Sebastian Wątroba                                                          |
| 328. | 25.04.2006            | Tatuaż                     | nadkom. Anna Potaczek i sierż. sztab. Jakub Gęsiarz                                                             |
| 329. | 26.04.2006            | Autostop                   | nadkom. Joanna Czechowska i st. asp. Sebastian Wątroba                                                          |
| 330. | 27.04.2006            | Nie szukajcie mnie         | nadkom. Anna Potaczek i sierż. sztab. Jakub Gęsiarz                                                             |
| 331. | 01.05.2006            | Zdradzony                  | nadkom. Joanna Czechowska i st. asp. Sebastian Wątroba                                                          |
| 332. | 02.05.2006            | Otruty chłopak             | nadkom. Anna Potaczek i sierż. sztab. Jakub Gęsiarz                                                             |
| 333. | 03.05.2006            | Wspólnicy                  | st. sierż. Anna Palka i sierż. sztab. Rafał Kopacz                                                              |
| 334. | 04.05.2006            | Mediator                   | nadkom. Joanna Czechowska i st. asp. Sebastian Wątroba oraz dziennikarz Ryszard Cebula                          |
| 335. | 08.05.2006            | Podwójny kontrakt          | nadkom. Anna Potaczek i sierż. sztab. Jakub Gęsiarz                                                             |
| 336. | 09.05.2006            | Walka o życie              | st. sierż. Anna Palka i sierż. sztab. Rafał Kopacz                                                              |
| 337. | 10.05.2006            | Podwójny skok              | nadkom. Joanna Czechowska i st. asp. Sebastian Wątroba                                                          |
| 338. | 11.05.2006            | Uzbrojone i niebezpieczne  | nadkom. Joanna Czechowska i st. asp. Sebastian Wątroba                                                          |
| 339. | 15.05.2006            | Ślady krwi                 | nadkom. Anna Potaczek i sierż. sztab. Jakub Gęsiarz                                                             |
| 340. | 16.05.2006            | Hanka                      | st. sierż. Anna Palka i sierż. sztab. Rafał Kopacz                                                              |
| 341. | 17.05.2006            | Sposób na życie            | nadkom. Anna Potaczek i sierż. sztab. Jakub Gęsiarz                                                             |
| 342. | 18.05.2006            | Fikcyjny ślub              | nadkom. Joanna Czechowska i st. asp. Sebastian Wątroba                                                          |
| 343. | 22.05.2006            | Wytrawny gracz             | nadkom. Anna Potaczek i sierż. sztab. Jakub Gęsiarz                                                             |
| 344. | 23.05.2006            | Kubuś Puchatek             | st. sierż. Anna Palka i sierż. sztab. Rafał Kopacz                                                              |
| 345. | 24.05.2006            | Kolekcjoner                | nadkom. Anna Potaczek i sierż. sztab. Jakub Gęsiarz                                                             |
| 346. | 25.05.2006            | Joker                      | nadkom. Joanna Czechowska i st. asp. Sebastian Wątroba                                                          |
| 347. | 29.05.2006            | Randka w ciemno            | nadkom. Joanna Czechowska i st. asp. Sebastian Wątroba oraz sierż. sztab. Rafał Kopacz                          |
| 348. | 30.05.2006            | Śmierć na kasecie          | st. sierż. Anna Palka i sierż. sztab. Rafał Kopacz                                                              |
| 349. | 31.05.2006            | Zakazany romans            | st. sierż. Anna Palka i sierż. sztab. Rafał Kopacz                                                              |
| 350. | 01.06.2006            | Milion euro                | st. sierż. Anna Palka i sierż. sztab. Rafał Kopacz                                                              |
| 351. | 05.06.2006            | Alicja                     | nadkom. Joanna Czechowska i sierż. sztab. Rafał Kopacz                                                          |
| 352. | 06.06.2006            | Kamienica                  | nadkom. Joanna Czechowska i sierż. sztab. Rafał Kopacz                                                          |
| 353. | 07.06.2006            | Wybuch                     | nadkom. Anna Potaczek i sierż. sztab. Jakub Gęsiarz                                                             |
| 354. | 08.06.2006            | Mściciel                   | nadkom. Anna Potaczek i sierż. sztab. Jakub Gęsiarz                                                             |

## Seria 3
| Nr   | Data pierwszej emisji | Tytuł odcinka                 | Komisarze |
| ---- | --------------------- | ----------------------------- | --- |
| 355. | 05.09.2006            | Małżeńskie porachunki         | nadkom. Anna Potaczek i sierż. sztab. Jakub Gęsiarz |
| 356. | 06.09.2006            | Matematyk                     | st. sierż. Anna Palka i sierż. sztab. Rafał Kopacz |
| 357. | 07.09.2006            | Wstyd                         | nadkom. Joanna Czechowska i sierż. sztab. Rafał Kopacz |
| 358. | 11.09.2006            | Wycieczka                     | nadkom. Anna Potaczek i sierż. sztab. Jakub Gęsiarz |
| 359. | 12.09.2006            | Wielka wygrana                | st. sierż. Anna Palka i sierż. sztab. Rafał Kopacz |
| 360. | 13.09.2006            | Tragiczny biwak               | nadkom. Joanna Czechowska i st. asp. Sebastian Wątroba |
| 361. | 14.09.2006            | Ania                          | nadkom. Joanna Czechowska i st. asp. Sebastian Wątroba |
| 362. | 18.09.2006            | Śmiertelna pomyłka            | nadkom. Anna Potaczek i sierż. sztab. Jakub Gęsiarz |
| 363. | 19.09.2006            | Obraz                         | st. sierż. Anna Palka i sierż. sztab. Rafał Kopacz |
| 364. | 20.09.2006            | Zapis zbrodni                 | nadkom. Joanna Czechowska i st. asp. Sebastian Wątroba |
| 365. | 21.09.2006            | Śmierć w kamieniołomie        | nadkom. Anna Potaczek i sierż. sztab. Jakub Gęsiarz |
| 366. | 25.09.2006            | Pierwsza miłość               | nadkom. Anna Potaczek i sierż. sztab. Jakub Gęsiarz |
| 367. | 26.09.2006            | Alpinista                     | nadkom. Joanna Czechowska i st. asp. Sebastian Wątroba |
| 368. | 27.09.2006            | Śmierć w kanałach             | nadkom. Anna Potaczek i sierż. sztab. Jakub Gęsiarz oraz sierż. sztab. Rafał Kopacz                                                                                 |
| 369. | 28.09.2006            | Ani słowa                     | st. sierż. Anna Palka i sierż. sztab. Rafał Kopacz |
| 370. | 02.10.2006            | Tajemnicze zabójstwa          | st. sierż. Anna Palka i sierż. sztab. Rafał Kopacz |
| 371. | 03.10.2006            | Pechowa laborantka            | nadkom. Anna Potaczek i sierż. sztab. Jakub Gęsiarz |
| 372. | 04.10.2006            | W szachu                      | nadkom. Joanna Czechowska i st. asp. Sebastian Wątroba |
| 373. | 05.10.2006            | Tragiczny weekend             | nadkom. Joanna Czechowska i st. asp. Sebastian Wątroba |
| 374. | 09.10.2006            | Peryferia                     | nadkom. Joanna Czechowska i st. asp. Sebastian Wątroba |
| 375. | 10.10.2006            | Dla pieniędzy                 | nadkom. Anna Potaczek i sierż. sztab. Jakub Gęsiarz |
| 376. | 11.10.2006            | Monety                        | st. sierż. Anna Palka i sierż. sztab. Rafał Kopacz oraz st. asp. Sebastian Wątroba                                                                                  |
| 377. | 12.10.2006            | Nielegalne wyścigi            | nadkom. Anna Potaczek i sierż. sztab. Jakub Gęsiarz |
| 378. | 16.10.2006            | Napad                         | st. sierż. Anna Palka i sierż. sztab. Rafał Kopacz |
| 379. | 17.10.2006            | Ostatnia niedziela            | nadkom. Anna Potaczek i sierż. sztab. Jakub Gęsiarz |
| 380. | 18.10.2006            | Łomiarz - cz. 1.              | nadkom. Joanna Czechowska i st. asp. Sebastian Wątroba |
| 381. | 19.10.2006            | Łomiarz - cz. 2.              | nadkom. Joanna Czechowska i st. asp. Sebastian Wątroba |
| 382. | 23.10.2006            | Rodzinny dramat               | nadkom. Anna Potaczek i sierż. sztab. Jakub Gęsiarz |
| 383. | 24.10.2006            | Tragedia                      | st. sierż. Anna Palka i sierż. sztab. Rafał Kopacz |
| 384. | 25.10.2006            | Rodzina                       | nadkom. Anna Potaczek i sierż. sztab. Jakub Gęsiarz |
| 385. | 26.10.2006            | Sex telefon                   | nadkom. Joanna Czechowska i st. asp. Sebastian Wątroba |
| 386. | 30.10.2006            | Licealiści                    | st. sierż. Anna Palka i sierż. sztab. Rafał Kopacz |
| 387. | 31.10.2006            | Układ                         | nadkom. Joanna Czechowska i st. asp. Sebastian Wątroba |
| 388. | 01.11.2006            | Na skraju miasta              | st. sierż. Anna Palka i sierż. sztab. Rafał Kopacz |
| 389. | 02.11.2006            | Męskie zabawy                 | nadkom. Joanna Czechowska i st. asp. Sebastian Wątroba |
| 390. | 06.11.2006            | Prośba o pomoc                | nadkom. Anna Potaczek i sierż. sztab. Jakub Gęsiarz |
| 391. | 07.11.2006            | Sprawiedliwość                | nadkom. Anna Potaczek i sierż. sztab. Jakub Gęsiarz |
| 392. | 08.11.2006            | W niebezpieczeństwie - cz. 1. | nadkom. Joanna Czechowska i st. asp. Sebastian Wątroba, nadkom. Anna Potaczek i sierż. sztab. Jakub Gęsiarz oraz st. sierż. Anna Palka i sierż. sztab. Rafał Kopacz |
| 393. | 09.11.2006            | W niebezpieczeństwie - cz. 2. | nadkom. Joanna Czechowska i st. asp. Sebastian Wątroba, nadkom. Anna Potaczek i sierż. sztab. Jakub Gęsiarz oraz st. sierż. Anna Palka i sierż. sztab. Rafał Kopacz |
| 394. | 13.11.2006            | Krzyś                         | nadkom. Anna Potaczek i sierż. sztab. Jakub Gęsiarz |
| 395. | 14.11.2006            | Kucharz                       | st. sierż. Anna Palka i sierż. sztab. Rafał Kopacz |
| 396. | 15.11.2006            | Maleństwo                     | st. sierż. Anna Palka i sierż. sztab. Rafał Kopacz |
| 397. | 16.11.2006            | Grabarz                       | nadkom. Anna Potaczek i sierż. sztab. Jakub Gęsiarz |
| 398. | 20.11.2006            | Pani Stasia                   | st. sierż. Anna Palka i sierż. sztab. Rafał Kopacz |
| 399. | 21.11.2006            | Zabójstwo w parku             | nadkom. Joanna Czechowska i st. asp. Sebastian Wątroba |
| 400. | 22.11.2006            | Fałszywy trop                 | st. sierż. Anna Palka i sierż. sztab. Rafał Kopacz |
| 401. | 23.11.2006            | Parking                       | nadkom. Joanna Czechowska i st. asp. Sebastian Wątroba |
| 402. | 27.11.2006            | Bodyguard                     | nadkom. Joanna Czechowska i st. asp. Sebastian Wątroba |
| 403. | 28.11.2006            | Szczęśliwe życie              | nadkom. Anna Potaczek i sierż. sztab. Jakub Gęsiarz |
| 404. | 29.11.2006            | Zabawa                        | nadkom. Anna Potaczek i sierż. sztab. Jakub Gęsiarz |
| 405. | 30.11.2006            | Kinga                         | nadkom. Joanna Czechowska i st. asp. Sebastian Wątroba |
| 406. | 04.12.2006            | Pomogę ci tato                | st. sierż. Anna Palka i sierż. sztab. Rafał Kopacz |
| 407. | 05.12.2006            | Cudotwórca                    | nadkom. Anna Potaczek i sierż. sztab. Jakub Gęsiarz |
| 408. | 06.12.2006            | Zła miłość                    | st. sierż. Anna Palka i sierż. sztab. Rafał Kopacz |
| 409. | 07.12.2006            | Bogacz                        | nadkom. Joanna Czechowska i st. asp. Sebastian Wątroba |
| 410. | 11.12.2006            | Zoo                           | st. sierż. Anna Palka i sierż. sztab. Rafał Kopacz |
| 411. | 12.12.2006            | Najlepsi koledzy              | nadkom. Anna Potaczek i sierż. sztab. Jakub Gęsiarz |
| 412. | 13.12.2006            | Bójka                         | st. sierż. Anna Palka i sierż. sztab. Rafał Kopacz |
| 413. | 14.12.2006            | Witek                         | nadkom. Joanna Czechowska i st. asp. Sebastian Wątroba |

## Seria 4
| Nr   | Data pierwszej emisji | Tytuł odcinka          | Komisarze |
| ---- | --------------------- | ---------------------- | --- |
| 414. | 15.01.2007            | Strażnik miejski       | st. sierż. Anna Palka i sierż. sztab. Rafał Kopacz |
| 415. | 16.01.2007            | Mali świadkowie        | nadkom. Anna Potaczek i sierż. sztab. Jakub Gęsiarz |
| 416. | 17.01.2007            | Trójkąt                | nadkom. Joanna Czechowska i st. asp. Sebastian Wątroba |
| 417. | 18.01.2007            | Niezwykłe porwanie     | nadkom. Anna Potaczek i sierż. sztab. Jakub Gęsiarz oraz st. sierż. Anna Palka i sierż. sztab. Rafał Kopacz                                                        |
| 418. | 22.01.2007            | Sprawdzian             | st. sierż. Anna Palka i sierż. sztab. Rafał Kopacz |
| 419. | 23.01.2007            | Zły numer              | nadkom. Anna Potaczek i sierż. sztab. Jakub Gęsiarz |
| 420. | 24.01.2007            | Myśliwy                | st. sierż. Anna Palka i sierż. sztab. Rafał Kopacz oraz nadkom. Anna Potaczek i sierż. sztab. Jakub Gęsiarz                                                        |
| 421. | 25.01.2007            | Ukrainka               | nadkom. Joanna Czechowska i st. asp. Sebastian Wątroba |
| 422. | 29.01.2007            | Pociąg                 | st. sierż. Anna Palka i sierż. sztab. Rafał Kopacz |
| 423. | 30.01.2007            | Kolega z wojska        | nadkom. Anna Potaczek i sierż. sztab. Jakub Gęsiarz |
| 424. | 31.01.2007            | Dziupla                | nadkom. Joanna Czechowska i st. asp. Sebastian Wątroba |
| 425. | 01.02.2007            | Zakładnik              | nadkom. Anna Potaczek i sierż. sztab. Jakub Gęsiarz |
| 426. | 05.02.2007            | Szesnaście lat         | nadkom. Joanna Czechowska i st. asp. Sebastian Wątroba |
| 427. | 06.02.2007            | Wywiadówka             | nadkom. Anna Potaczek i sierż. sztab. Jakub Gęsiarz |
| 428. | 07.02.2007            | Mistrz                 | st. sierż. Anna Palka i sierż. sztab. Rafał Kopacz |
| 429. | 08.02.2007            | Strzały                | nadkom. Joanna Czechowska i st. asp. Sebastian Wątroba oraz st. sierż. Anna Palka i sierż. sztab. Rafał Kopacz                                                     |
| 430. | 12.02.2007            | Dziewczyny z dyskoteki | nadkom. Joanna Czechowska i st. asp. Sebastian Wątroba |
| 431. | 13.02.2007            | Rodzinna tragedia      | nadkom. Anna Potaczek i sierż. sztab. Jakub Gęsiarz |
| 432. | 14.02.2007            | Niebezpieczny las      | nadkom. Joanna Czechowska i st. asp. Sebastian Wątroba |
| 433. | 15.02.2007            | Dzieci                 | st. sierż. Anna Palka i sierż. sztab. Rafał Kopacz |
| 434. | 19.02.2007            | Kłótnia                | nadkom. Anna Potaczek i sierż. sztab. Jakub Gęsiarz |
| 435. | 20.02.2007            | Milioner               | st. sierż. Anna Palka i sierż. sztab. Rafał Kopacz |
| 436. | 21.02.2007            | Furgonetka             | nadkom. Anna Potaczek i sierż. sztab. Jakub Gęsiarz |
| 437. | 22.02.2007            | Włoski interes         | nadkom. Joanna Czechowska i st. asp. Sebastian Wątroba |
| 438. | 26.02.2007            | Pobity                 | st. sierż. Anna Palka i sierż. sztab. Rafał Kopacz |
| 439. | 27.02.2007            | Trzeci                 | nadkom. Anna Potaczek i sierż. sztab. Jakub Gęsiarz |
| 440. | 28.02.2007            | Morderczy trójkąt      | st. sierż. Anna Palka i sierż. sztab. Rafał Kopacz |
| 441. | 01.03.2007            | Podejrzany             | nadkom. Joanna Czechowska i st. asp. Sebastian Wątroba oraz nadkom. Anna Potaczek i sierż. sztab. Jakub Gęsiarz                                                    |
| 442. | 05.03.2007            | Jak bracia             | nadkom. Anna Potaczek i sierż. sztab. Jakub Gęsiarz |
| 443. | 06.03.2007            | Trzy siostry           | nadkom. Joanna Czechowska i st. asp. Sebastian Wątroba |
| 444. | 07.03.2007            | Nastolatki             | nadkom. Anna Potaczek i sierż. sztab. Jakub Gęsiarz |
| 445. | 08.03.2007            | Uciekinierzy           | nadkom. Joanna Czechowska i st. asp. Sebastian Wątroba |
| 446. | 12.03.2007            | Wyznanie               | nadkom. Anna Potaczek i sierż. sztab. Jakub Gęsiarz |
| 447. | 13.03.2007            | Nauczycielka           | st. sierż. Anna Palka i sierż. sztab. Rafał Kopacz |
| 448. | 14.03.2007            | Para                   | nadkom. Joanna Czechowska i st. asp. Sebastian Wątroba |
| 449. | 15.03.2007            | Film prawdy            | st. sierż. Anna Palka i sierż. sztab. Rafał Kopacz |
| 450. | 19.03.2007            | Święty                 | st. sierż. Anna Palka i sierż. sztab. Rafał Kopacz |
| 451. | 20.03.2007            | Ostrze                 | nadkom. Joanna Czechowska i st. asp. Sebastian Wątroba oraz nadkom. Anna Potaczek                                                                                  |
| 452. | 21.03.2007            | Barmanka               | nadkom. Anna Potaczek i sierż. sztab. Jakub Gęsiarz |
| 453. | 22.03.2007            | Dla dobra dziecka      | st. sierż. Anna Palka i sierż. sztab. Rafał Kopacz |
| 454. | 26.03.2007            | Pomszczona krzywda     | nadkom. Joanna Czechowska i st. asp. Sebastian Wątroba |
| 455. | 27.03.2007            | Jedyni przyjaciele     | nadkom. Anna Potaczek i sierż. sztab. Jakub Gęsiarz |
| 456. | 28.03.2007            | Porwani bracia         | nadkom. Joanna Czechowska i st. asp. Sebastian Wątroba |
| 457. | 29.03.2007            | Dzieci z dworca        | nadkom. Anna Potaczek i sierż. sztab. Jakub Gęsiarz |
| 458. | 02.04.2007            | Prawdziwy ojciec       | st. sierż. Anna Palka i sierż. sztab. Rafał Kopacz |
| 459. | 03.04.2007            | Film sensacyjny        | nadkom. Anna Potaczek i sierż. sztab. Jakub Gęsiarz |
| 460. | 04.04.2007            | Zabawka                | st. sierż. Anna Palka i sierż. sztab. Rafał Kopacz |
| 461. | 05.04.2007            | Szaleniec              | nadkom. Joanna Czechowska i st. asp. Sebastian Wątroba |
| 462. | 10.04.2007            | Pierwsza praca         | st. sierż. Anna Palka i sierż. sztab. Rafał Kopacz |
| 463. | 11.04.2007            | Cztery próby           | nadkom. Joanna Czechowska i st. asp. Sebastian Wątroba |
| 464. | 12.04.2007            | Detonator - cz. II     | nadkom. Anna Potaczek i sierż. sztab. Jakub Gęsiarz nadkom. Joanna Czechowska i st. asp. Sebastian Wątroba oraz detektyw Maciej Friedek i detektyw Krzysztof Dziób |
| 465. | 16.04.2007            | Tragedia sióstr        | nadkom. Joanna Czechowska i st. asp. Sebastian Wątroba |
| 466. | 17.04.2007            | Niezwykła przyjaźń     | nadkom. Anna Potaczek i sierż. sztab. Jakub Gęsiarz |
| 467. | 18.04.2007            | Osiemnastka            | st. sierż. Anna Palka i sierż. sztab. Rafał Kopacz |
| 468. | 19.04.2007            | Nocny pociąg           | nadkom. Joanna Czechowska i st. asp. Sebastian Wątroba |
| 469. | 23.04.2007            | Krawaciarz             | nadkom. Joanna Czechowska i st. asp. Sebastian Wątroba |
| 470. | 24.04.2007            | Imprezka               | st. sierż. Anna Palka i sierż. sztab. Rafał Kopacz |
| 471. | 25.04.2007            | Jurek                  | nadkom. Anna Potaczek i sierż. sztab. Jakub Gęsiarz |
| 472. | 26.04.2007            | Striptizerka           | nadkom. Joanna Czechowska i st. asp. Sebastian Wątroba |
| 473. | 30.04.2007            | Zupełnie nowe życie    | st. sierż. Anna Palka i sierż. sztab. Rafał Kopacz |
| 474. | 01.05.2007            | Jimmy                  | nadkom. Joanna Czechowska i st. asp. Sebastian Wątroba |
| 475. | 02.05.2007            | Jak ojciec             | nadkom. Anna Potaczek i sierż. sztab. Jakub Gęsiarz |
| 476. | 03.05.2007            | Strach                 | nadkom. Joanna Czechowska i st. asp. Sebastian Wątroba oraz st. sierż. Anna Palka i sierż. sztab. Rafał Kopacz                                                     |
| 477. | 07.05.2007            | Maciuś                 | nadkom. Anna Potaczek i sierż. sztab. Jakub Gęsiarz |
| 478. | 08.05.2007            | Mój ojciec             | nadkom. Anna Potaczek i sierż. sztab. Jakub Gęsiarz |
| 479. | 09.05.2007            | Nad zalewem            | st. sierż. Anna Palka i sierż. sztab. Rafał Kopacz |
| 480. | 10.05.2007            | Ty i tylko ty          | st. sierż. Anna Palka i sierż. sztab. Rafał Kopacz |
| 481. | 14.05.2007            | Lichwiarz              | nadkom. Anna Potaczek i sierż. sztab. Jakub Gęsiarz |
| 482. | 15.05.2007            | Na polanie             | st. sierż. Anna Palka i sierż. sztab. Rafał Kopacz |
| 483. | 16.05.2007            | Bez powodu             | st. sierż. Anna Palka i sierż. sztab. Rafał Kopacz |
| 484. | 17.05.2007            | Przemiana              | nadkom. Joanna Czechowska i st, asp. Sebastian Wątroba |
| 485. | 21.05.2007            | Klątwa                 | nadkom. Anna Potaczek i sierż. sztab. Jakub Gęsiarz |
| 486. | 22.05.2007            | Wspólny interes        | st. sierż. Anna Palka i sierż. sztab. Rafał Kopacz |
| 487. | 23.05.2007            | Żart                   | nadkom. Anna Potaczek i sierż. sztab. Jakub Gęsiarz |
| 488. | 24.05.2007            | Dziewczyna z Rajskiej  | nadkom. Joanna Czechowska i st. asp. Sebastian Wątroba |
| 489. | 28.05.2007            | Szkolne tajemnice      | nadkom. Anna Potaczek i sierż. sztab. Jakub Gęsiarz |
| 490. | 29.05.2007            | Nigdy nie zapomnę      | st. sierż. Anna Palka i sierż. sztab. Rafał Kopacz |
| 491. | 30.05.2007            | Nieszczęśliwa miłość   | nadkom. Anna Potaczek i sierż. sztab. Jakub Gęsiarz |
| 492. | 31.05.2007            | Alarm bombowy          | nadkom. Joanna Czechowska i st. asp. Sebastian Wątroba |
| 493. | 04.06.2007            | Zaborcza miłość        | nadkom. Joanna Czechowska i st. asp. Sebastian Wątroba |
| 494. | 05.06.2007            | Tajemniczy zamach      | nadkom. Anna Potaczek i sierż. sztab. Jakub Gęsiarz |
| 495. | 06.06.2007            | Leśna legenda          | nadkom. Joanna Czechowska i st. asp. Sebastian Wątroba oraz sierż. sztab. Rafał Kopacz                                                                             |
| 496. | 07.06.2007            | W leśnej głuszy        | nadkom. Joanna Czechowska i st. asp. Sebastian Wątroba |
| 497. | 11.06.2007            | Zbrodnia doskonała     | nadkom. Anna Potaczek i sierż. sztab. Jakub Gęsiarz |
| 498. | 12.06.2007            | Pomyłka                | st. sierż. Anna Palka i sierż. sztab. Rafał Kopacz |
| 499. | 13.06.2007            | Wieczór panieński      | nadkom. Anna Potaczek i sierż. sztab. Jakub Gęsiarz |
| 500. | 14.06.2007            | Świadek                | nadkom. Joanna Czechowska i st. asp. Sebastian Wątroba |
| 501. | 15.06.2007            | Chuliganeria           | nadkom. Joanna Czechowska i st. asp. Sebastian Wątroba |
| 502. | 18.06.2007            | Na ulicy               | nadkom. Anna Potaczek i sierż. sztab. Jakub Gęsiarz |
| 503. | 19.06.2007            | Filip                  | st. sierż. Anna Palka i sierż. sztab. Rafał Kopacz oraz nadkom. Anna Potaczek                                                                                      |
| 504. | 20.06.2007            | Miłość aż po grób      | nadkom. Joanna Czechowska i st. asp. Sebastian Wątroba |
| 505. | 21.06.2007            | Szaleniec z Jaworowej  | st. sierż. Anna Palka i sierż. sztab. Rafał Kopacz |
| 506. | 22.06.2007            | Złomowisko             | nadkom. Anna Potaczek i sierż. sztab. Jakub Gęsiarz |

## Seria 5
| Nr   | Data pierwszej emisji | Tytuł odcinka          | Komisarze |
| ---- | --------------------- | ---------------------- | --- |
| 507. | 03.09.2007            | Przynęta               | nadkom. Anna Potaczek i sierż. sztab. Jakub Gęsiarz                                                          |
| 508. | 04.09.2007            | Siergiej               | nadkom. Joanna Czechowska i st. asp. Sebastian Wątroba                                                       |
| 509. | 05.09.2007            | Matka i córka          | st. sierż. Anna Palka i sierż. sztab. Rafał Kopacz                                                           |
| 510. | 06.09.2007            | Natasza                | nadkom. Anna Potaczek i sierż. sztab. Jakub Gęsiarz                                                          |
| 511. | 10.09.2007            | Podpalenie             | nadkom. Joanna Czechowska i st. asp. Sebastian Wątroba                                                       |
| 512. | 11.09.2007            | Nie mogłem tego zrobić | nadkom. Anna Potaczek i sierż. sztab. Jakub Gęsiarz                                                          |
| 513. | 12.09.2007            | Punk is not dead       | st. sierż. Anna Palka i sierż. sztab. Rafał Kopacz                                                           |
| 514. | 13.09.2007            | Na zawsze razem        | nadkom. Anna Potaczek i sierż. sztab. Jakub Gęsiarz                                                          |
| 515. | 17.09.2007            | Śmierć komornika       | st. sierż. Anna Palka i sierż. sztab. Rafał Kopacz                                                           |
| 516. | 18.09.2007            | Karate                 | nadkom. Anna Potaczek i sierż. sztab. Jakub Gęsiarz                                                          |
| 517. | 19.09.2007            | Fryzjer - cz. 1.       | nadkom. Joanna Czechowska i st. asp. Sebastian Wątroba                                                       |
| 518. | 20.09.2007            | Fryzjer - cz. 2.       | nadkom. Joanna Czechowska i st. asp. Sebastian Wątroba                                                       |
| 519. | 24.09.2007            | Policjanci             | st. sierż. Anna Palka i sierż. sztab. Rafał Kopacz                                                           |
| 520. | 25.09.2007            | Bez litości            | nadkom. Joanna Czechowska i st. asp. Sebastian Wątroba                                                       |
| 521. | 26.09.2007            | Roksana - cz. 1.       | nadkom. Anna Potaczek i sierż. sztab. Jakub Gęsiarz oraz detektyw Maciej Friedek i detektyw Marzena Fliegiel |
| 522. | 27.09.2007            | Roksana - cz. 2.       | nadkom. Anna Potaczek i sierż. sztab. Jakub Gęsiarz oraz detektyw Maciej Friedek i detektyw Marzena Fliegiel |
| 523. | 01.10.2007            | Prywatny detektyw      | st. sierż. Anna Palka i sierż. sztab. Rafał Kopacz                                                           |
| 524. | 02.10.2007            | W obronie godności     | nadkom. Joanna Czechowska i st. asp. Sebastian Wątroba                                                       |
| 525. | 03.10.2007            | Zabić zabić zabić      | st. sierż. Anna Palka i sierż. sztab. Rafał Kopacz                                                           |
| 526. | 04.10.2007            | Selekcjoner            | nadkom. Anna Potaczek i sierż. sztab. Jakub Gęsiarz                                                          |
| 527. | 08.10.2007            | Instruktor             | nadkom. Joanna Czechowska i st. asp. Sebastian Wątroba                                                       |
| 528. | 09.10.2007            | Rewanż                 | st. sierż. Anna Palka i sierż sztab. Rafał Kopacz                                                            |
| 529. | 10.10.2007            | Okup za Julkę          | nadkom. Joanna Czechowska i st. asp. Sebastian Wątroba                                                       |
| 530. | 11.10.2007            | List do Boga           | nadkom. Joanna Czechowska i st. asp. Sebastian Wątroba                                                       |
| 531. | 15.10.2007            | Windziarz              | nadkom. Joanna Czechowska i st. asp. Sebastian Wątroba                                                       |
| 532. | 16.10.2007            | Brygida Chrzanowska    | nadkom. Joanna Czechowska i st. asp. Sebastian Wątroba                                                       |
| 533. | 17.10.2007            | Bractwo                | st. sierż. Anna Palka i sierż. sztab. Rafał Kopacz                                                           |
| 534. | 18.10.2007            | Zbrodnia               | nadkom. Anna Potaczek i mł. asp. Maciej Dębosz                                                               |
| 535. | 22.10.2007            | Klaudia                | st. sierż. Anna Palka i sierż. sztab. Rafał Kopacz                                                           |
| 536. | 23.10.2007            | Nasza pani doktor      | nadkom. Anna Potaczek i mł. asp. Maciej Dębosz                                                               |
| 537. | 24.10.2007            | Bezdomni               | st. sierż. Anna Palka i sierż. sztab. Rafał Kopacz                                                           |
| 538. | 25.10.2007            | Wiadomość              | nadkom. Joanna Czechowska i st. asp. Sebastian Wątroba                                                       |
| 539. | 29.10.2007            | Wendeta                | st. sierż. Anna Palka i sierż. sztab. Rafał Kopacz                                                           |
| 540. | 30.10.2007            | Pechowy samochód       | nadkom. Anna Potaczek i mł. asp. Maciej Dębosz                                                               |
| 541. | 31.10.2007            | Gej                    | nadkom. Joanna Czechowska i st. asp. Sebastian Wątroba                                                       |
| 542. | 01.11.2007            | Tragedia Adasia        | nadkom. Anna Potaczek i mł. asp. Maciej Dębosz                                                               |
| 543. | 05.11.2007            | Na przyjęciu           | st. sierż. Anna Palka i sierż. sztab. Rafał Kopacz oraz nadkom. Anna Potaczek                                |
| 544. | 06.11.2007            | Twardziel              | nadkom. Anna Potaczek i mł. asp. Maciej Dębosz                                                               |
| 545. | 07.11.2007            | Magda i Wojtek         | nadkom. Anna Potaczek i mł. asp. Maciej Dębosz oraz st. asp. Sebastian Wątroba                               |
| 546. | 08.11.2007            | Natalka                | nadkom. Joanna Czechowska i st. asp. Sebastian Wątroba                                                       |
| 547. | 12.11.2007            | Kontroler              | nadkom. Anna Potaczek i mł. asp. Maciej Dębosz                                                               |
| 548. | 13.11.2007            | W dywanie              | st. sierż. Anna Palka i sierż. sztab. Rafał Kopacz                                                           |
| 549. | 14.11.2007            | Trener                 | st. sierż. Anna Palka i sierż. sztab. Rafał Kopacz                                                           |
| 550. | 15.11.2007            | Przypadkowe porwanie   | nadkom. Joanna Czechowska i st. asp. Sebastian Wątroba                                                       |
| 551. | 19.11.2007            | Wrogowie               | nadkom. Joanna Czechowska i st. asp. Sebastian Wątroba                                                       |
| 552. | 20.11.2007            | Bandyci                | st. sierż. Anna Palka i sierż. sztab. Rafał Kopacz                                                           |
| 553. | 21.11.2007            | Powrót z Iraku         | nadkom. Anna Potaczek i mł. asp. Maciej Dębosz                                                               |
| 554. | 22.11.2007            | Grzeczna dziewczyna    | nadkom. Joanna Czechowska i st. asp. Sebastian Wątroba                                                       |
| 555. | 26.11.2007            | Skłot przy Torowej     | nadkom. Anna Potaczek i mł. asp. Maciej Dębosz                                                               |
| 556. | 27.11.2007            | Martyna Rudzik         | nadkom. Joanna Czechowska i st. asp. Sebastian Wątroba                                                       |
| 557. | 28.11.2007            | Dyskoteka              | st. sierż. Anna Palka i sierż. sztab. Rafał Kopacz                                                           |
| 558. | 29.11.2007            | W tłumie               | nadkom. Joanna Czechowska i st. asp. Sebastian Wątroba oraz mł. asp. Maciej Dębosz                           |
| 559. | 03.12.2007            | Sprawy rodzinne        | nadkom. Joanna Czechowska i st. asp. Sebastian Wątroba                                                       |
| 560. | 04.12.2007            | Wołanie o miłość       | st. sierż. Anna Palka i sierż. sztab. Rafał Kopacz                                                           |
| 561. | 05.12.2007            | Guru                   | nadkom. Anna Potaczek i mł. asp. Maciej Dębosz oraz sierż. sztab. Rafał Kopacz i st. asp. Sebastian Wątroba  |
| 562. | 06.12.2007            | 8 minut                | nadkom. Anna Potaczek i mł. asp. Maciej Dębosz                                                               |
| 563. | 10.12.2007            | Tragiczny piątek       | st. sierż. Anna Palka i sierż. sztab. Rafał Kopacz                                                           |
| 564. | 11.12.2007            | Za wszelką cenę        | nadkom. Joanna Czechowska i st. asp. Sebastian Wątroba                                                       |
| 565. | 12.12.2007            | Furia                  | nadkom. Anna Potaczek i mł. asp. Maciej Dębosz                                                               |
| 566. | 13.12.2007            | Pracownice             | st. sierż. Anna Palka i sierż. sztab. Rafał Kopacz                                                           |
| 567. | 17.12.2007            | Gra o życie            | nadkom. Anna Potaczek i mł. asp. Maciej Dębosz                                                               |
| 568. | 18.12.2007            | Łatwa kasa             | st. sierż. Anna Palka i sierż. sztab. Rafał Kopacz                                                           |
| 569. | 19.12.2007            | Wioska                 | nadkom. Anna Potaczek i mł. asp. Maciej Dębosz                                                               |
| 570. | 20.12.2007            | Porwanie Wiktorii      | nadkom. Anna Potaczek i mł. asp. Maciej Dębosz                                                               |

## Seria 6
Niektóre z zamieszczonych tu informacji od 2025-06 wymagają weryfikacji.
Dokładniejsze informacje o tym, co należy poprawić, być może znajdują się w dyskusji tego artykułu.
 Po wyeliminowaniu niedoskonałości należy usunąć szablon {{Dopracować}} z tego artykułu.
| Nr   | Data pierwszej emisji | Tytuł odcinka                | Komisarze |
| ---- | --------------------- | ---------------------------- | --- |
| 571. | 04.02.2008            | Wołanie o pomoc              | nadkom. Joanna Czechowska i st. asp. Sebastian Wątroba |
| 572. | 05.02.2008            | Chcę być kochana             | st. sierż. Anna Palka i sierż. sztab. Rafał Kopacz |
| 573. | 06.02.2008            | Spacer nocą                  | nadkom. Anna Potaczek i mł. asp. Maciej Dębosz oraz st. asp. Sebastian Wątroba                                                                                 |
| 574. | 07.02.2008            | Prawnicy                     | nadkom. Joanna Czechowska i st. asp. Sebastian Wątroba oraz nadkom. Anna Potaczek i mł. asp. Maciej Dębosz                                                     |
| 575. | 11.02.2008            | Ostatnia szansa              | st. sierż. Anna Palka i sierż. sztab. Rafał Kopacz |
| 576. | 12.02.2008            | Bliźniacy                    | nadkom. Joanna Czechowska i st. asp. Sebastian Wątroba |
| 577. | 13.02.2008            | Rusztowanie                  | st. sierż. Anna Palka i sierż. sztab. Rafał Kopacz |
| 578. | 14.02.2008            | Gdzie są moje córki - cz. II | nadkom. Anna Potaczek i mł. asp. Maciej Dębosz, nadkom. Joanna Czechowska i st. asp. Sebastian Wątroba oraz detektyw Krzysztof Dziób                           |
| 579. | 18.02.2008            | Wieczór kawalerski           | nadkom. Anna Potaczek i mł. asp. Maciej Dębosz |
| 580. | 19.02.2008            | Babcia Klara                 | st. sierż. Anna Palka i sierż. sztab. Rafał Kopacz |
| 581. | 20.02.2008            | Skorpion                     | nadkom. Joanna Czechowska i st. asp. Sebastian Wątroba |
| 582. | 21.02.2008            | Śmieć                        | nadkom. Anna Potaczek i mł. asp. Maciej Dębosz |
| 583. | 25.02.2008            | Ukarany                      | st. sierż. Anna Palka i sierż. sztab. Rafał Kopacz |
| 584. | 26.02.2008            | Mieszkanie na wynajem        | nadkom. Joanna Czechowska i st. asp. Sebastian Wątroba |
| 585. | 27.02.2008            | Powrót do kraju              | st. sierż. Anna Palka i sierż. sztab. Rafał Kopacz |
| 586. | 28.02.2008            | Superfura                    | nadkom. Anna Potaczek i mł. asp. Maciej Dębosz |
| 587. | 03.03.2008            | Czarna biżuteria             | nadkom. Joanna Czechowska i st. asp. Sebastian Wątroba |
| 588. | 04.03.2008            | W odwecie                    | nadkom. Anna Potaczek i mł. asp. Maciej Dębosz |
| 589. | 05.03.2008            | Pętla - cz. 1.               | nadkom. Joanna Czechowska i st. asp. Sebastian Wątroba, nadkom. Anna Potaczek i mł. asp. Maciej Dębosz oraz st. sierż. Anna Palka i sierż. sztab. Rafał Kopacz |
| 590. | 06.03.2008            | Pętla - cz. 2.               | nadkom. Joanna Czechowska i st. asp. Sebastian Wątroba, nadkom. Anna Potaczek i mł. asp. Maciej Dębosz oraz st. sierż. Anna Palka i sierż. sztab. Rafał Kopacz |
| 591. | 10.03.2008            | Kumple                       | nadkom. Joanna Czechowska i st. asp. Sebastian Wątroba |
| 592. | 11.03.2008            | Zdrada                       | st. sierż. Anna Palka i sierż. sztab. Rafał Kopacz |
| 593. | 12.03.2008            | Piętnastolatki               | nadkom. Joanna Czechowska i st. asp. Sebastian Wątroba |
| 594. | 13.03.2008            | Strzał - cz. II              | nadkom. Joanna Czechowska i st. asp. Sebastian Wątroba oraz mł. asp. Maciej Dębosz i detektyw Maciej Friedek                                                   |
| 595. | 17.03.2008            | Portier                      | nadkom. Anna Potaczek i mł. asp. Maciej Dębosz |
| 596. | 18.03.2008            | Burzliwa młodość             | st. sierż. Anna Palka i sierż. sztab. Rafał Kopacz |
| 597. | 19.03.2008            | Przystanek na Lipowej        | nadkom. Anna Potaczek i mł. asp. Maciej Dębosz |
| 598. | 20.03.2008            | Olek                         | nadkom. Joanna Czechowska i st. asp. Sebastian Wątroba |
| 599. | 25.03.2008            | 30 telefonów                 | st. sierż. Anna Palka i sierż. sztab. Rafał Kopacz |
| 600. | 26.03.2008            | Bez wybaczenia               | st. sierż. Anna Palka i sierż. sztab. Rafał Kopacz |
| 601. | 27.03.2008            | Razem                        | nadkom. Anna Potaczek i mł. asp. Maciej Dębosz |
| 602. | 31.03.2008            | Dziadek                      | st. sierż. Anna Palka i sierż. sztab. Rafał Kopacz |
| 603. | 01.04.2008            | Gliniarz                     | nadkom. Joanna Czechowska i st. asp. Sebastian Wątroba |
| 604. | 02.04.2008            | Milion złotych - cz. II      | nadkom. Anna Potaczek i mł. asp. Maciej Dębosz oraz detektyw Krzysztof Dziób                                                                                   |
| 605. | 03.04.2008            | Dzieci ulicy                 | nadkom. Joanna Czechowska i st. asp. Sebastian Wątroba |
| 606. | 07.04.2008            | Królowa życia                | st. sierż. Anna Palka i sierż. sztab. Rafał Kopacz |
| 607. | 08.04.2008            | Żmije                        | nadkom. Joanna Czechowska i st. asp. Sebastian Wątroba |
| 608. | 09.04.2008            | Skąpy człowiek               | st. sierż. Anna Palka i sierż. sztab. Rafał Kopacz |
| 609. | 10.04.2008            | Takiego syna urodziłam       | nadkom. Anna Potaczek i mł. asp. Maciej Dębosz |
| 610. | 14.04.2008            | Komornik                     | nadkom. Joanna Czechowska i st. asp. Sebastian Wątroba |
| 611. | 15.04.2008            | Najważniejszy koncert        | st. sierż. Anna Palka i sierż. sztab. Rafał Kopacz |
| 612. | 16.04.2008            | Romantyczni                  | nadkom. Anna Potaczek i mł. asp. Maciej Dębosz |
| 613. | 17.04.2008            | Wypożyczalnia                | nadkom. Joanna Czechowska i st. asp. Sebastian Wątroba oraz detektyw Maciej Friedek                                                                            |
| 614. | 21.04.2008            | Tancerka                     | nadkom. Anna Potaczek i mł. asp. Maciej Dębosz |
| 615. | 22.04.2008            | Wolna chata                  | nadkom. Joanna Czechowska i st. asp. Sebastian Wątroba |
| 616. | 23.04.2008            | Śmiertelna zazdrość          | nadkom. Anna Potaczek i mł. asp. Maciej Dębosz oraz sierż. sztab. Rafał Kopacz                                                                                 |
| 617. | 24.04.2008            | Bez wyboru - cz. II          | nadkom. Anna Potaczek, kom. Maciej Dębosz, sierż. sztab. Jakub Gęsiarz oraz detektyw Maciej Friedek                                                            |
| 618. | 28.04.2008            | Pod podłogą                  | nadkom. Anna Potaczek i mł. asp. Maciej Dębosz |
| 619. | 29.04.2008            | Wakacje w Czernej            | nadkom. Joanna Czechowska i st. asp. Sebastian Wątroba |
| 620. | 30.04.2008            | Lęk                          | st. sierż. Anna Palka i sierż. sztab. Rafał Kopacz |
| 621. | 01.05.2008            | Architekt                    | nadkom. Joanna Czechowska i st. asp. Sebastian Wątroba |
| 622. | 05.05.2008            | Szychy                       | st. sierż. Anna Palka i sierż. sztab. Rafał Kopacz |
| 623. | 06.05.2008            | Stary                        | nadkom. Anna Potaczek i mł. asp. Maciej Dębosz |
| 624. | 07.05.2008            | Striptizerki                 | nadkom. Joanna Czechowska i st. asp. Sebastian Wątroba |
| 625. | 08.05.2008            | Bandyci, mordercy...         | nadkom. Anna Potaczek i mł. asp. Maciej Dębosz |
| 626. | 12.05.2008            | Nasze miejsce                | st. sierż. Anna Palka i sierż. sztab. Rafał Kopacz |
| 627. | 13.05.2008            | Niewłaściwe zachowanie       | nadkom. Anna Potaczek i mł. asp. Maciej Dębosz |
| 628. | 14.05.2008            | Oddajcie naszą córeczkę      | nadkom. Joanna Czechowska i st. asp. Sebastian Wątroba |
| 629. | 15.05.2008            | Męska sprawa                 | st. sierż. Anna Palka i sierż. sztab. Rafał Kopacz |
| 630. | 19.05.2008            | Własna droga                 | nadkom. Anna Potaczek i mł. asp. Maciej Dębosz |
| 631. | 20.05.2008            | Zakochani                    | nadkom. Anna Potaczek i mł. asp. Maciej Dębosz |
| 632. | 21.05.2008            | Brudne interesy              | nadkom. Joanna Czechowska i st. asp. Sebastian Wątroba |
| 633. | 22.05.2008            | Oszukała mnie                | st. sierż. Anna Palka i sierż. sztab. Rafał Kopacz |
| 634. | 26.05.2008            | Bomba                        | nadkom. Joanna Czechowska i st. asp. Sebastian Wątroba, nadkom. Anna Potaczek i mł. asp. Maciej Dębosz oraz st. sierż. Anna Palka i sierż. sztab. Rafał Kopacz |
| 635. | 27.05.2008            | Sekslinia                    | nadkom. Anna Potaczek i mł. asp. Maciej Dębosz |
| 636. | 28.05.2008            | Pajęczyna                    | nadkom. Joanna Czechowska i st. asp. Sebastian Wątroba |
| 637. | 29.05.2008            | Wspinaczka                   | nadkom. Joanna Czechowska i st. asp. Sebastian Wątroba |
| 638. | 02.06.2008            | Nieugięta                    | st. sierż. Anna Palka i sierż. sztab. Rafał Kopacz |
| 639. | 03.06.2008            | Galeria                      | nadkom. Anna Potaczek i mł. asp. Maciej Dębosz |
| 640. | 04.06.2008            | Basen                        | nadkom. Joanna Czechowska i st. asp. Sebastian Wątroba |
| 641. | 05.06.2008            | Stracona szansa              | st. sierż. Anna Palka i sierż. sztab. Rafał Kopacz |
| 642. | 09.06.2008            | Bez pomocy                   | nadkom. Anna Potaczek i mł. asp. Maciej Dębosz |
| 643. | 10.06.2008            | Płonący samochód             | nadkom. Joanna Czechowska i st. asp. Sebastian Wątroba |
| 644. | 11.06.2008            | Lekcja walki                 | st. sierż. Anna Palka i sierż. sztab. Rafał Kopacz |
| 645. | 12.06.2008            | Dobre chęci                  | st. sierż. Anna Palka i sierż. sztab. Rafał Kopacz |
| 646. | 16.06.2008            | Śmiertelne pobicie           | nadkom. Joanna Czechowska i st. asp. Sebastian Wątroba |
| 647. | 17.06.2008            | Znajdę cię                   | st. sierż. Anna Palka i sierż. sztab. Rafał Kopacz |
| 648. | 18.06.2008            | Bez opieki                   | nadkom. Joanna Czechowska i st. asp. Sebastian Wątroba |

## Seria 7
| Nr   | Data pierwszej emisji | Tytuł odcinka        | Komisarze |
| ---- | --------------------- | -------------------- | --- |
| 649. | 01.09.2008            | W dobrej wierze      | st. sierż. Anna Palka i sierż. sztab. Rafał Kopacz                                                             |
| 650. | 02.09.2008            | Umowa                | nadkom. Joanna Czechowska i st. asp. Sebastian Wątroba                                                         |
| 651. | 03.09.2008            | Ukochana mama        | nadkom. Anna Potaczek i mł. asp. Maciej Dębosz oraz detektyw Marzena Fliegel                                   |
| 652. | 04.09.2008            | Artur                | nadkom. Anna Potaczek i mł. asp. Maciej Dębosz                                                                 |
| 653. | 08.09.2008            | Chłopcy              | nadkom. Joanna Czechowska i st. asp. Sebastian Wątroba                                                         |
| 654. | 09.09.2008            | Smutne dzieciństwo   | st. sierż. Anna Palka i sierż. sztab. Rafał Kopacz                                                             |
| 655. | 10.09.2008            | Anioł                | nadkom. Joanna Czechowska i st. asp. Sebastian Wątroba                                                         |
| 656. | 11.09.2008            | Prawdziwi rodzice    | nadkom. Anna Potaczek i mł. asp. Maciej Dębosz                                                                 |
| 657. | 15.09.2008            | Fryzjer męski        | st. sierż. Anna Palka i sierż. sztab. Rafał Kopacz                                                             |
| 658. | 16.09.2008            | Nasze jedyne dziecko | nadkom. Anna Potaczek i mł. asp. Maciej Dębosz                                                                 |
| 659. | 17.09.2008            | Zły                  | nadkom. Joanna Czechowska i st. asp. Sebastian Wątroba                                                         |
| 660. | 18.09.2008            | Gwałt zbiorowy       | nadkom. Anna Potaczek i mł. asp. Maciej Dębosz                                                                 |
| 661. | 22.09.2008            | Dom                  | nadkom. Joanna Czechowska i st. asp. Sebastian Wątroba oraz detektyw Maciej Friedek                            |
| 662. | 23.09.2008            | Nasza krew           | st. sierż. Anna Palka i sierż. sztab. Rafał Kopacz                                                             |
| 663. | 24.09.2008            | Nocny łowca          | nadkom. Anna Potaczek i mł. asp. Maciej Dębosz                                                                 |
| 664. | 25.09.2008            | Kombinatorka         | st. sierż. Anna Palka i sierż. sztab. Rafał Kopacz                                                             |
| 665. | 29.09.2008            | Życiowy dramat       | nadkom. Joanna Czechowska i st. asp. Sebastian Wątroba                                                         |
| 666. | 30.09.2008            | Jedna noc            | st. sierż. Anna Palka i sierż. sztab. Rafał Kopacz                                                             |
| 667. | 01.10.2008            | Kochankowie          | nadkom. Anna Potaczek i mł. asp. Maciej Dębosz oraz detektyw Maciej Friedek                                    |
| 668. | 02.10.2008            | Bronx                | st. sierż. Anna Palka i sierż. sztab. Rafał Kopacz                                                             |
| 669. | 06.10.2008            | Miłosny trójkąt      | nadkom. Joanna Czechowska i st. sierż. Sebastian Wątroba                                                       |
| 670. | 07.10.2008            | Pod dobrą opieką     | nadkom. Anna Potaczek i mł. asp. Maciej Dębosz                                                                 |
| 671. | 08.10.2008            | Gnojek               | st. sierż. Anna Palka i sierż. sztab. Rafał Kopacz                                                             |
| 672. | 09.10.2008            | Obłęd - cz. II       | nadkom. Anna Potaczek i mł. asp. Maciej Dębosz oraz detektyw Maciej Friedek                                    |
| 673. | 13.10.2008            | Na bruku             | st. sierż. Anna Palka i sierż. sztab. Rafał Kopacz                                                             |
| 674. | 14.10.2008            | Chirurg plastyczny   | nadkom. Joanna Czechowska i st. asp. Sebastian Wątroba                                                         |
| 675. | 15.10.2008            | Pan dyrektor         | nadkom. Anna Potaczek i mł. asp. Maciej Dębosz                                                                 |
| 676. | 16.10.2008            | Papieros             | nadkom. Joanna Czechowska i st. asp. Sebastian Wątroba                                                         |
| 677. | 20.10.2008            | Winny                | nadkom. Anna Potaczek i mł. asp. Maciej Dębosz oraz sierż. sztab. Rafał Kopacz                                 |
| 678. | 21.10.2008            | Rafałek              | st. sierż. Anna Palka i sierż. sztab. Rafał Kopacz                                                             |
| 679. | 22.10.2008            | Ostry                | st. sierż. Anna Palka i sierż. sztab. Rafał Kopacz                                                             |
| 680. | 23.10.2008            | VIP                  | nadkom. Joanna Czechowska i st. asp. Sebastian Wątroba                                                         |
| 681. | 27.10.2008            | Jedyne wyjście       | nadkom. Anna Potaczek i mł. asp. Maciej Dębosz                                                                 |
| 682. | 28.10.2008            | Jaś                  | nadkom. Anna Potaczek i mł. asp. Maciej Dębosz                                                                 |
| 683. | 29.10.2008            | Supermarket - cz. 1. | nadkom. Joanna Czechowska i st. asp. Sebastian Wątroba oraz nadkom. Anna Potaczek i mł. asp. Maciej Dębosz     |
| 684. | 30.10.2008            | Supermarket - cz. 2. | nadkom. Joanna Czechowska i st. asp. Sebastian Wątroba oraz nadkom. Anna Potaczek i mł. asp. Maciej Dębosz     |
| 685. | 03.11.2008            | Pasek                | st. sierż. Anna Palka i sierż. sztab. Rafał Kopacz oraz nadkom. Anna Potaczek i mł. asp. Maciej Dębosz         |
| 686. | 04.11.2008            | Nie do wytrzymania   | nadkom. Anna Potaczek i mł. asp. Maciej Dębosz                                                                 |
| 687. | 05.11.2008            | Inny                 | nadkom. Joanna Czechowska i st. asp. Sebastian Wątroba oraz detektyw Maciej Friedek                            |
| 688. | 06.11.2008            | Spryciara            | st. sierż. Anna Palka i sierż. sztab. Rafał Kopacz                                                             |
| 689. | 10.11.2008            | Ostatnie śledztwo    | nadkom. Joanna Czechowska i st. asp. Sebastian Wątroba oraz detektyw Maciej Friedek                            |
| 690. | 11.11.2008            | Śliczna dziewczyna   | st. sierż. Anna Palka i sierż. sztab. Rafał Kopacz                                                             |
| 691. | 12.11.2008            | Heroina              | st. sierż. Anna Palka i sierż. sztab. Rafał Kopacz oraz st. asp. Sebastian Wątroba                             |
| 692. | 13.11.2008            | Ogromna strata       | nadkom. Joanna Czechowska i st. asp. Sebastian Wątroba                                                         |
| 693. | 17.11.2008            | Zabójstwo w hotelu   | st. sierż. Anna Palka i sierż. sztab. Rafał Kopacz                                                             |
| 694. | 18.11.2008            | Modelki              | nadkom. Joanna Czechowska i st. asp. Sebastian Wątroba                                                         |
| 695. | 19.11.2008            | Zabiłem ich          | st. sierż. Anna Palka i sierż. sztab. Rafał Kopacz                                                             |
| 696. | 20.11.2008            | W akcie desperacji   | nadkom. Anna Potaczek i mł. asp. Maciej Dębosz oraz detektyw Maciej Friedek                                    |
| 697. | 24.11.2008            | Zły przykład         | nadkom. Anna Potaczek i mł. asp. Maciej Dębosz                                                                 |
| 698. | 25.11.2008            | Filmowcy             | st. sierż. Anna Palka i sierż. sztab. Rafał Kopacz                                                             |
| 699. | 26.11.2008            | Plan - cz. 1.        | nadkom. Joanna Czechowska i st. asp. Sebastian Wątroba                                                         |
| 700. | 27.11.2008            | Plan - cz. 2.        | nadkom. Joanna Czechowska i st. asp. Sebastian Wątroba oraz st. sierż. Anna Palka i sierż. sztab. Rafał Kopacz |
| 701. | 01.12.2008            | Zjazd klasowy        | nadkom. Anna Potaczek i mł. asp. Maciej Dębosz                                                                 |
| 702. | 02.12.2008            | Laleczki             | st. sierż. Anna Palka i sierż. sztab. Rafał Kopacz                                                             |
| 703. | 03.12.2008            | Pojutrze             | nadkom. Anna Potaczek i mł. asp. Maciej Dębosz                                                                 |
| 704. | 04.12.2008            | Słaby                | nadkom. Joanna Czechowska i st. asp. Sebastian Wątroba                                                         |
| 705. | 08.12.2008            | Długie poszukiwania  | st. sierż. Anna Palka i sierż. sztab. Rafał Kopacz                                                             |
| 706. | 09.12.2008            | Świństwo             | nadkom. Anna Potaczek i mł. asp. Maciej Dębosz oraz detektyw Krzysztof Dziób                                   |
| 707. | 10.12.2008            | Reanimator           | nadkom. Joanna Czechowska i st. asp. Sebastian Wątroba                                                         |
| 708. | 11.12.2008            | Od lat               | nadkom. Anna Potaczek i mł. asp. Maciej Dębosz                                                                 |

## Seria 8
| Nr   | Data pierwszej emisji | Tytuł odcinka              | Komisarze |
| ---- | --------------------- | -------------------------- | --- |
| 709. | 16.02.2009            | Natalia                    | nadkom. Joanna Czechowska i st. asp. Sebastian Wątroba                                                                           |
| 710. | 17.02.2009            | Rodzinny wyjazd            | st. sierż. Anna Palka i sierż. sztab. Rafał Kopacz                                                                               |
| 711. | 18.02.2009            | Wychowanie                 | nadkom. Anna Potaczek, mł. asp. Maciej Dębosz                                                                                    |
| 712. | 19.02.2009            | Oddaj mi go                | st. sierż. Anna Palka i sierż. sztab. Rafał Kopacz                                                                               |
| 713. | 23.02.2009            | Zasadzka                   | st. sierż. Anna Palka i sierż. sztab. Rafał Kopacz oraz mł. asp. Maciej Dębosz                                                   |
| 714. | 24.02.2009            | Misjonarz                  | nadkom. Joanna Czechowska i st. asp. Sebastian Wątroba                                                                           |
| 715. | 25.02.2009            | Niechciany                 | nadkom. Anna Potaczek i mł. asp. Maciej Dębosz                                                                                   |
| 716. | 26.02.2009            | Pocisk                     | nadkom. Joanna Czechowska i mł. asp. Maciej Dębosz                                                                               |
| 717. | 02.03.2009            | Nieufność                  | st. sierż. Anna Palka i sierż. sztab. Rafał Kopacz                                                                               |
| 718. | 03.03.2009            | W cieniu                   | nadkom. Joanna Czechowska i st. asp. Sebastian Wątroba                                                                           |
| 719. | 04.03.2009            | Prośba o pomoc             | nadkom. Anna Potaczek i mł. asp. Maciej Dębosz                                                                                   |
| 720. | 05.03.2009            | Trójkąt Bermudzki - cz. II | nadkom. Joanna Czechowska i st. asp. Sebastian Wątroba oraz detektyw Maciej Friedek                                              |
| 721. | 09.03.2009            | Bar na Wiślanej            | st. sierż. Anna Palka i sierż. sztab. Rafał Kopacz                                                                               |
| 722. | 10.03.2009            | Chcę być wolna             | nadkom. Joanna Czechowska i mł. asp. Maciej Dębosz                                                                               |
| 723. | 11.03.2009            | Cisza i spokój             | st. sierż. Anna Palka i sierż. sztab. Rafał Kopacz                                                                               |
| 724. | 12.03.2009            | Złe dzieci                 | nadkom. Joanna Czechowska i mł. asp. Maciej Dębosz                                                                               |
| 725. | 16.03.2009            | Asystentka                 | st. sierż. Anna Palka i sierż. sztab. Rafał Kopacz                                                                               |
| 726. | 17.03.2009            | Szukając prawdy            | nadkom. Joanna Czechowska i st. asp. Sebastian Wątroba                                                                           |
| 727. | 18.03.2009            | Gang Wiktoria              | st. sierż. Anna Palka i sierż. sztab. Rafał Kopacz                                                                               |
| 728. | 19.03.2009            | Dobry człowiek - cz. II    | nadkom. Anna Potaczek i mł. asp. Maciej Dębosz oraz detektyw Marzena Fliegel                                                     |
| 729. | 23.03.2009            | Stracony czas              | st. sierż. Anna Palka i sierż. sztab. Rafał Kopacz                                                                               |
| 730. | 24.03.2009            | Siedem długich lat         | nadkom. Anna Potaczek i mł. asp. Maciej Dębosz                                                                                   |
| 731. | 25.03.2009            | Porywacz                   | nadkom. Anna Potaczek i mł. asp. Maciej Dębosz                                                                                   |
| 732. | 26.03.2009            | Nożownik                   | st. sierż. Anna Palka i sierż. sztab. Rafał Kopacz oraz nadkom. Joanna Czechowska                                                |
| 733. | 30.03.2009            | Dług                       | st. sierż. Anna Palka i sierż. sztab. Rafał Kopacz oraz st. asp. Sebastian Wątroba                                               |
| 734. | 31.03.2009            | Dobroczyńca                | nadkom. Anna Potaczek i mł. asp. Maciej Dębosz                                                                                   |
| 735. | 01.04.2009            | Braterstwo broni           | nadkom. Anna Potaczek i mł. asp. Maciej Dębosz st. sierż. Anna Palka i sierż. sztab. Rafał Kopacz oraz nadkom. Joanna Czechowska |
| 736. | 02.04.2009            | Szok                       | nadkom. Anna Potaczek i mł. asp. Maciej Dębosz                                                                                   |
| 737. | 06.04.2009            | Zrządzenie losu            | nadkom. Joanna Czechowska i st. asp. Sebastian Wątroba                                                                           |
| 738. | 07.04.2009            | Prawo ojca                 | st. sierż. Anna Palka i sierż. sztab. Rafał Kopacz                                                                               |
| 739. | 08.04.2009            | Małe ofiary - cz. 1.       | nadkom. Anna Potaczek i mł. asp. Maciej Dębosz oraz nadkom. Joanna Czechowska i sierż. sztab. Rafał Kopacz                       |
| 740. | 09.04.2009            | Małe ofiary - cz. 2.       | nadkom. Anna Potaczek i mł. asp. Maciej Dębosz oraz nadkom. Joanna Czechowska i sierż. sztab. Rafał Kopacz                       |
| 741. | 14.04.2009            | Tragiczne włamanie         | st. sierż. Anna Palka i sierż. sztab. Rafał Kopacz                                                                               |
| 742. | 15.04.2009            | Młodszy brat               | nadkom. Joanna Czechowska i st. asp. Sebastian Wątroba                                                                           |
| 743. | 16.04.2009            | Zwykła kłótnia             | nadkom. Anna Potaczek i mł. asp. Maciej Dębosz                                                                                   |
| 744. | 20.04.2009            | Ocalenie                   | nadkom. Ania Potaczek i mł. asp. Maciej Dębosz                                                                                   |
| 745. | 21.04.2009            | Trudna decyzja             | st. sierż. Anna Palka i sierż. sztab. Rafał Kopacz                                                                               |
| 746. | 22.04.2009            | Bestialstwo                | nadkom. Joanna Czechowska i st. asp. Sebastian Wątroba                                                                           |
| 747. | 23.04.2009            | W potrzasku - cz. II       | nadkom. Anna Potaczek i mł. asp. Maciej Dębosz st. sierż. Anna Palka i sierż. sztab. Rafał Kopacz oraz detektyw Maciej Friedek   |
| 748. | 27.04.2009            | Synowie                    | nadkom. Joanna Czechowska i st. asp. Sebastian Wątroba                                                                           |
| 749. | 28.04.2009            | Matka, mama                | nadkom. Anna Potaczek i mł. asp. Maciej Dębosz                                                                                   |
| 750. | 29.04.2009            | Obława                     | nadkom. Joanna Czechowska i st. asp. Sebastian Wątroba                                                                           |
| 751. | 30.04.2009            | Siedmiolatek               | st. sierż. Anna Palka i sierż. sztab. Rafał Kopacz                                                                               |
| 752. | 04.05.2009            | Milczenie na sprzedaż      | st. sierż. Anna Palka i sierż. sztab. Rafał Kopacz                                                                               |
| 753. | 05.05.2009            | Terapia                    | nadkom. Joanna Czechowska i st. asp. Sebastian Wątroba                                                                           |
| 754. | 06.05.2009            | Biegaczka                  | nadkom. Anna Potaczek i mł. asp. Maciej Dębosz                                                                                   |
| 755. | 07.05.2009            | Dwie dziewczyny            | nadkom. Joanna Czechowska i st. asp. Sebastian Wątroba                                                                           |
| 756. | 11.05.2009            | Wspólny cel                | nadkom. Joanna Czechowska i st. asp. Sebastian Wątroba oraz st. sierż. Anna Palka i sierż. sztab. Rafał Kopacz                   |
| 757. | 12.05.2009            | Powrót po latach           | st. sierż. Anna Palka i sierż. sztab. Rafał Kopacz                                                                               |
| 758. | 13.05.2009            | Niewierny                  | nadkom. Anna Potaczek i mł. asp. Maciej Dębosz                                                                                   |
| 759. | 14.05.2009            | Słabi ludzie               | nadkom. Joanna Czechowska i st. asp. Sebastian Wątroba                                                                           |
| 760. | 18.05.2009            | Woźny                      | nadkom. Anna Potaczek i mł. asp. Maciej Dębosz                                                                                   |
| 761. | 19.05.2009            | Nie umiał inaczej          | st. sierż. Anna Palka i sierż. sztab. Rafał Kopacz                                                                               |
| 762. | 20.05.2009            | To moja córeczka           | nadkom. Anna Potaczek i mł. asp. Maciej Dębosz                                                                                   |
| 763. | 21.05.2009            | Andżelika                  | nadkom. Joanna Czechowska i st. asp. Sebastian Wątroba                                                                           |
| 764. | 25.05.2009            | Ojciec z półświatka        | st. sierż. Anna Palka i sierż. sztab. Rafał Kopacz                                                                               |
| 765. | 26.05.2009            | Morderstwo w parku         | nadkom. Joanna Czechowska i st. asp. Sebastian Wątroba                                                                           |
| 766. | 27.05.2009            | Być z mamą                 | nadkom. Anna Potaczek i sierż. sztab. Rafał Kopacz oraz st. sierż. Anna Palka i mł. asp. Maciej Dębosz                           |
| 767. | 28.05.2009            | Zabójstwo                  | nadkom. Joanna Czechowska i st. asp. Sebastian Wątroba                                                                           |

## Seria 9
| Nr   | Data pierwszej emisji | Tytuł odcinka             | Komisarze                                                                                                  |
| ---- | --------------------- | ------------------------- | --- |
| 768. | 07.09.2009            | W nocnym klubie           | st. sierż. Anna Palka i sierż. sztab. Rafał Kopacz                                                         |
| 769. | 08.09.2009            | Kanalia                   | nadkom. Joanna Czechowska i st. asp. Sebastian Wątroba                                                     |
| 770. | 09.09.2009            | Na dnie                   | nadkom. Anna Potaczek i mł. asp. Maciej Dębosz                                                             |
| 771. | 10.09.2009            | Pod przymusem             | nadkom. Joanna Czechowska i st. asp. Sebastian Wątroba oraz st. sierż. Anna Palka                          |
| 772. | 14.09.2009            | Wesele                    | nadkom. Joanna Czechowska i st. asp. Sebastian Wątroba                                                     |
| 773. | 15.09.2009            | Taniec na krawędzi        | nadkom. Anna Potaczek i mł. asp. Maciej Dębosz                                                             |
| 774. | 16.09.2009            | Klan                      | nadkom. Joanna Czechowska i st. asp. Sebastian Wątroba                                                     |
| 775. | 17.09.2009            | Musisz mnie kochać        | nadkom. Anna Potaczek i mł. asp. Maciej Dębosz                                                             |
| 776. | 21.09.2009            | Los                       | nadkom. Joanna Czechowska i st. asp. Sebastian Wątroba                                                     |
| 777. | 22.09.2009            | Historia Teresy           | st. sierż. Anna Palka i sierż. sztab. Rafał Kopacz                                                         |
| 778. | 23.09.2009            | Złamane życie             | nadkom. Anna Potaczek i mł. asp. Maciej Dębosz                                                             |
| 779. | 24.09.2009            | Impreza w hotelu          | nadkom. Joanna Czechowska i st. asp. Sebastian Wątroba                                                     |
| 780. | 28.09.2009            | Prymus                    | st. sierż. Anna Palka i sierż. sztab. Rafał Kopacz                                                         |
| 781. | 29.09.2009            | Wszystko mi wolno         | nadkom. Anna Potaczek i mł. asp. Maciej Dębosz                                                             |
| 782. | 30.09.2009            | Troska                    | nadkom. Joanna Czechowska i st. asp. Sebastian Wątroba                                                     |
| 783. | 01.10.2009            | Kochana rodzina           | nadkom. Anna Potaczek i mł. asp. Maciej Dębosz                                                             |
| 784. | 05.10.2009            | Wspólna kobieta           | nadkom. Joanna Czechowska i st. asp. Sebastian Wątroba                                                     |
| 785. | 06.10.2009            | Okup za męża              | st. sierż. Anna Palka i sierż. sztab. Rafał Kopacz oraz detektyw Krzysztof Dziób i detektyw Maciej Friedek |
| 786. | 07.10.2009            | Nowy dom                  | nadkom. Joanna Czechowska i st. asp. Sebastian Wątroba                                                     |
| 787. | 08.10.2009            | Paweł i Marta             | st. sierż. Anna Palka i sierż. sztab. Rafał Kopacz                                                         |
| 788. | 12.10.2009            | Przy drodze               | nadkom. Joanna Czechowska i st. asp. Sebastian Wątroba                                                     |
| 789. | 13.10.2009            | Sześć godzin              | nadkom. Anna Potaczek i mł. asp. Maciej Dębosz                                                             |
| 790. | 14.10.2009            | Narzeczone                | nadkom. Anna Potaczek i mł. asp. Maciej Dębosz                                                             |
| 791. | 15.10.2009            | Milczący świadek          | nadkom. Anna Potaczek i mł. asp. Maciej Dębosz                                                             |
| 792. | 19.10.2009            | Adwokat                   | st. sierż. Anna Palka i sierż. sztab. Rafał Kopacz                                                         |
| 793. | 20.10.2009            | Zamknięty rozdział        | st. sierż. Anna Palka i sierż. sztab. Rafał Kopacz oraz mł. asp. Maciej Dębosz                             |
| 794. | 21.10.2009            | Zaginione dzieci - cz. 1. | nadkom. Anna Potaczek i mł. asp. Maciej Dębosz oraz st. sierż. Anna Palka i sierż. sztab. Rafał Kopacz     |
| 795. | 22.10.2009            | Zaginione dzieci - cz. 2. | nadkom. Anna Potaczek i mł. asp. Maciej Dębosz oraz st. sierż. Anna Palka i sierż. sztab. Rafał Kopacz     |
| 796. | 26.10.2009            | Opamiętaj się             | st. sierż. Anna Palka i sierż. sztab. Rafał Kopacz                                                         |
| 797. | 27.10.2009            | Moje kobiety              | nadkom. Anna Potaczek i mł. asp. Maciej Dębosz                                                             |
| 798. | 28.10.2009            | Rozpacz                   | nadkom. Anna Potaczek i mł. asp. Maciej Dębosz                                                             |
| 799. | 29.10.2009            | Giń!                      | nadkom. Joanna Czechowska i st. asp. Sebastian Wątroba                                                     |
| 800. | 02.11.2009            | Wina                      | nadkom. Anna Potaczek i mł. asp. Maciej Dębosz                                                             |
| 801. | 03.11.2009            | Na całe życie             | st. sierż. Anna Palka i sierż. sztab. Rafał Kopacz                                                         |
| 802. | 04.11.2009            | Wśród kamienic            | nadkom. Joanna Czechowska i st. asp. Sebastian Wątroba                                                     |
| 803. | 05.11.2009            | Niemowlę                  | st. sierż. Anna Palka i sierż sztab. Rafał Kopacz                                                          |
| 804. | 09.11.2009            | Ta druga                  | st. sierż. Anna Palka i sierż. sztab. Rafał Kopacz                                                         |
| 805. | 10.11.2009            | Ostatni taniec            | nadkom. Joanna Czechowska i st. asp. Sebastian Wątroba                                                     |
| 806. | 11.11.2009            | Dziewczynki               | nadkom. Anna Potaczek i mł. asp. Maciej Dębosz oraz nadkom. Joanna Czechowska                              |
| 807. | 12.11.2009            | Zagubiona                 | nadkom. Anna Potaczek i mł. asp. Maciej Dębosz                                                             |
| 808. | 16.11.2009            | Babcia                    | st. sierż. Anna Palka i sierż. sztab. Rafał Kopacz                                                         |
| 809. | 17.11.2009            | Plan zbrodni              | nadkom. Joanna Czechowska i st. asp. Sebastian Wątroba                                                     |
| 810. | 18.11.2009            | Pościg                    | st. sierż. Anna Palka i sierż. sztab. Rafał Kopacz                                                         |
| 811. | 19.11.2009            | Pewna śmierć              | nadkom. Anna Potaczek i mł. asp. Maciej Dębosz                                                             |
| 812. | 23.11.2009            | Barman                    | nadkom. Joanna Czechowska i st. asp. Sebastian Wątroba                                                     |
| 813. | 24.11.2009            | Jubiler na Kamiennej      | nadkom. Anna Potaczek i mł. asp. Maciej Dębosz                                                             |
| 814. | 25.11.2009            | Na bocznicy               | st. sierż. Anna Palka i sierż. sztab. Rafał Kopacz                                                         |
| 815. | 26.11.2009            | Ślady zbrodni             | nadkom. Joanna Czechowska i st. asp. Sebastian Wątroba                                                     |
| 816. | 30.11.2009            | Odwołaj to!               | nadkom. Joanna Czechowska i st. asp. Sebastian Wątroba                                                     |
| 817. | 01.12.2009            | Dawne sprawy              | st. sierż. Anna Palka i sierż. sztab. Rafał Kopacz                                                         |
| 818. | 02.12.2009            | Do taty                   | nadkom. Joanna Czechowska i st. asp. Sebastian Wątroba                                                     |
| 819. | 03.12.2009            | Hania                     | nadkom. Anna Potaczek i mł. asp. Maciej Dębosz                                                             |

## Seria 10
| Nr   | Data pierwszej emisji | Tytuł odcinka                    | Komisarze                                                                                              |
| ---- | --------------------- | -------------------------------- | --- |
| 820. | 01.02.2010            | Pamiętaj                         | st. sierż. Anna Palka i sierż. sztab. Rafał Kopacz                                                     |
| 821. | 02.02.2010            | Cała prawda                      | nadkom. Joanna Czechowska i st. asp. Sebastian Wątroba                                                 |
| 822. | 03.02.2010            | Nigdy więcej                     | nadkom. Anna Potaczek i mł. asp. Maciej Dębosz                                                         |
| 823. | 04.02.2010            | Ucieczka z poprawczaka           | st. sierż. Anna Palka i sierż. sztab. Rafał Kopacz                                                     |
| 824. | 08.02.2010            | Lowelas                          | st. sierż. Anna Palka i sierż. sztab. Rafał Kopacz                                                     |
| 825. | 09.02.2010            | Rozczarowanie                    | nadkom. Anna Potaczek i mł. asp. Maciej Dębosz                                                         |
| 826. | 10.02.2010            | Więzienne zlecenie               | st. sierż. Anna Palka i sierż. sztab. Rafał Kopacz                                                     |
| 827. | 11.02.2010            | Nieznajomy                       | nadkom. Joanna Czechowska i st. asp. Sebastian Wątroba                                                 |
| 828. | 15.02.2010            | 114 tysięcy                      | st. sierż. Anna Palka i sierż. sztab. Rafał Kopacz                                                     |
| 829. | 16.02.2010            | Jedyny sposób                    | nadkom. Joanna Czechowska i st. asp. Sebastian Wątroba                                                 |
| 830. | 17.02.2010            | Milionerka                       | st. sierż. Anna Palka i sierż. sztab. Rafał Kopacz                                                     |
| 831. | 18.02.2010            | Towar - cz. II                   | nadkom. Anna Potaczek i mł. asp. Maciej Dębosz oraz detektyw Maciej Friedek                            |
| 832. | 22.02.2010            | Paulina                          | st. sierż. Anna Palka i sierż. sztab. Rafał Kopacz                                                     |
| 833. | 23.02.2010            | Niespełnione żądania             | nadkom. Anna Potaczek i mł. asp. Maciej Dębosz                                                         |
| 834. | 24.02.2010            | Zbrodnia na rodzinie Jasielskich | nadkom. Joanna Czechowska i st. asp. Sebastian Wątroba                                                 |
| 835. | 25.02.2010            | Piekło                           | nadkom. Anna Potaczek i mł. asp. Maciej Dębosz                                                         |
| 836. | 01.03.2010            | Stracona młodość                 | nadkom. Anna Potaczek i mł. asp. Maciej Dębosz                                                         |
| 837. | 02.03.2010            | Odrzucony                        | st. sierż. Anna Palka i sierż. sztab. Rafał Kopacz                                                     |
| 838. | 03.03.2010            | Psychopata - cz. 1.              | nadkom. Joanna Czechowska i st. asp. Sebastian Wątroba                                                 |
| 839. | 04.03.2010            | Psychopata - cz. 2.              | nadkom. Joanna Czechowska i st. asp. Sebastian Wątroba oraz mł. asp. Maciej Dębosz                     |
| 840. | 08.03.2010            | Zauroczenie                      | st. sierż. Anna Palka i sierż. sztab. Rafał Kopacz                                                     |
| 841. | 09.03.2010            | Odpowiesz za to                  | nadkom. Joanna Czechowska i st. asp. Sebastian Wątroba                                                 |
| 842. | 10.03.2010            | Na autostradzie                  | st. sierż. Anna Palka i sierż. sztab. Rafał Kopacz                                                     |
| 843. | 11.03.2010            | Chcą mnie zabić                  | nadkom. Joanna Czechowska i st. asp. Sebastian Wątroba                                                 |
| 844. | 15.03.2010            | Dorotka                          | st. sierż. Anna Palka i sierż. sztab. Rafał Kopacz                                                     |
| 845. | 16.03.2010            | Śmiertelny upadek                | nadkom. Anna Potaczek i mł. asp. Maciej Dębosz                                                         |
| 846. | 17.03.2010            | Gniew                            | nadkom. Joanna Czechowska i st. asp. Sebastian Wątroba                                                 |
| 847. | 18.03.2010            | Od dziecka                       | nadkom. Anna Potaczek i mł. asp. Maciej Dębosz                                                         |
| 848. | 22.03.2010            | Moja dziewczyna                  | st. sierż. Anna Palka i sierż. sztab. Rafał Kopacz                                                     |
| 849. | 23.03.2010            | Znajdźcie mnie                   | nadkom. Anna Potaczek i mł. asp. Maciej Dębosz                                                         |
| 850. | 24.03.2010            | Przyjdę po ciebie - cz. 1.       | nadkom. Joanna Czechowska i st. asp. Sebastian Wątroba                                                 |
| 851. | 25.03.2010            | Przyjdę po ciebie - cz. 2.       | nadkom. Joanna Czechowska i st. asp. Sebastian Wątroba                                                 |
| 852. | 29.03.2010            | Przybłęda                        | st. sierż. Anna Palka i sierż. sztab. Rafał Kopacz                                                     |
| 853. | 30.03.2010            | Piętno                           | nadkom. Joanna Czechowska i st. asp. Sebastian Wątroba                                                 |
| 854. | 31.03.2010            | Kasia i Aleks                    | nadkom. Anna Potaczek i mł. asp. Maciej Dębosz                                                         |
| 855. | 01.04.2010            | Nie chcę być sama                | nadkom. Anna Potaczek i mł. asp. Maciej Dębosz                                                         |
| 856. | 06.04.2010            | Pomocna dłoń                     | nadkom. Joanna Czechowska i st. asp. Sebastian Wątroba                                                 |
| 857. | 07.04.2010            | Wojna o dzieci                   | st. sierż. Anna Palka i kom. Rafał Kopacz                                                              |
| 858. | 08.04.2010            | Osiem lat                        | nadkom. Anna Potaczek i kom. Maciej Dębosz                                                             |
| 859. | 12.04.2010            | Pamiętam                         | st. sierż. Anna Palka i kom. Rafał Kopacz                                                              |
| 860. | 13.04.2010            | Taksówkarz                       | nadkom. Joanna Czechowska i st. asp. Sebastian Wątroba                                                 |
| 861. | 14.04.2010            | Żyła złota                       | st. sierż. Anna Palka i kom. Rafał Kopacz                                                              |
| 862. | 15.04.2010            | Morderstwo                       | nadkom. Joanna Czechowska i st. asp. Sebastian Wątroba oraz nadkom. Anna Potaczek i kom. Maciej Dębosz |
| 863. | 19.04.2010            | Dla innych                       | nadkom. Anna Potaczek i kom. Maciej Dębosz                                                             |
| 864. | 20.04.2010            | Musisz być ze mną                | nadkom. Joanna Czechowska i st. asp. Sebastian Wątroba                                                 |
| 865. | 21.04.2010            | Zamordowani we śnie              | nadkom. Joanna Czechowska i st. asp. Sebastian Wątroba                                                 |
| 866. | 22.04.2010            | Bursa                            | nadkom. Anna Potaczek i kom. Maciej Dębosz                                                             |
| 867. | 26.04.2010            | Gośka                            | st. sierż. Anna Palka i kom. Rafał Kopacz                                                              |
| 868. | 27.04.2010            | Sprzeciw                         | nadkom. Joanna Czechowska i st. asp. Sebastian Wątroba                                                 |
| 869. | 28.04.2010            | Przyznaj się                     | nadkom. Anna Potaczek i kom. Maciej Dębosz                                                             |
| 870. | 29.04.2010            | Niewidzialni                     | st. sierż. Anna Palka i kom. Rafał Kopacz                                                              |
| 871. | 03.05.2010            | Chcę być dobra                   | nadkom. Anna Potaczek i kom. Maciej Dębosz oraz st. sierż. Anna Palka                                  |
| 872. | 04.05.2010            | Odnaleziony                      | st. sierż. Anna Palka i kom. Rafał Kopacz                                                              |
| 873. | 05.05.2010            | W obłędzie                       | nadkom. Anna Potaczek i kom. Maciej Dębosz                                                             |
| 874. | 06.05.2010            | Kto zabił Weronikę?              | nadkom. Joanna Czechowska i st. asp. Sebastian Wątroba                                                 |
| 875. | 10.05.2010            | Bliski człowiek                  | nadkom. Anna Potaczek i kom. Maciej Dębosz                                                             |
| 876. | 11.05.2010            | Zabójstwo Anety                  | st. sierż. Anna Palka i kom. Rafał Kopacz                                                              |
| 877. | 12.05.2010            | Po 16 latach                     | nadkom. Anna Potaczek i kom. Maciej Dębosz                                                             |
| 878. | 13.05.2010            | Z miłości                        | nadkom. Joanna Czechowska i st. asp. Sebastian Wątroba                                                 |
| 879. | 17.05.2010            | Bezdomna kobieta                 | nadkom. Joanna Czechowska i kom. Maciej Dębosz oraz nadkom. Anna Potaczek i kom. Rafał Kopacz          |
| 880. | 18.05.2010            | Cudze szczęście                  | st. sierż. Anna Palka i kom. Rafał Kopacz                                                              |
| 881. | 19.05.2010            | Okrutna zemsta                   | nadkom. Joanna Czechowska i st. asp. Sebastian Wątroba                                                 |
| 882. | 20.05.2010            | Oddaj ją                         | nadkom. Anna Potaczek i kom. Maciej Dębosz                                                             |
| 883. | 24.05.2010            | Jedynaczka                       | nadkom. Joanna Czechowska i st. asp. Sebastian Wątroba                                                 |
| 884. | 25.05.2010            | Pod kontrolą                     | st. sierż. Anna Palka i kom. Rafał Kopacz                                                              |
| 885. | 26.05.2010            | Bliskość                         | nadkom. Anna Potaczek i kom. Maciej Dębosz                                                             |
| 886. | 27.05.2010            | Dziewczyna do towarzystwa        | nadkom. Joanna Czechowska i st. asp. Sebastian Wątroba                                                 |
| 887. | 31.05.2010            | Jej plan                         | st. sierż. Anna Palka i sierż. sztab. Rafał Kopacz                                                     |
| 888. | 01.06.2010            | Nie wrócę do domu                | nadkom. Joanna Czechowska i st. asp. Sebastian Wątroba                                                 |
| 889. | 02.06.2010            | Pomóż mi tato                    | nadkom. Anna Potaczek i kom. Maciej Dębosz                                                             |
| 890. | 03.06.2010            | Sara i Angela                    | nadkom. Joanna Czechowska i st. asp. Sebastian Wątroba                                                 |
| 891. | 07.06.2010            | Samobójstwo Bartka               | nadkom. Joanna Czechowska i st. asp. Sebastian Wątroba                                                 |
| 892. | 08.06.2010            | Dom Zofii                        | nadkom. Anna Potaczek i kom. Maciej Dębosz oraz kom. Rafał Kopacz                                      |
| 893. | 09.06.2010            | Porwanie Ani                     | st. sierż. Anna Palka i kom. Rafał Kopacz                                                              |
| 894. | 10.06.2010            | Tatiana                          | nadkom. Anna Potaczek i kom. Maciej Dębosz                                                             |

## Seria 11
| Nr   | Data pierwszej emisji | Tytuł odcinka              | Komisarze                                                                                      |
| ---- | --------------------- | -------------------------- | ---------------------------------------------------------------------------------------------- |
| 895. | 06.09.2010            | Mamy tylko siebie          | nadkom. Joanna Czechowska i st. asp. Sebastian Wątroba                                         |
| 896. | 07.09.2010            | Napad na Ninę              | kom. Maciej Dębosz i kom. Rafał Kopacz                                                         |
| 897. | 08.09.2010            | Wiem kim jesteś[!]         | st. sierż. Anna Palka i kom. Rafał Kopacz                                                      |
| 898. | 09.09.2010            | Tak jak mama               | nadkom. Joanna Czechowska i st. asp. Sebastian Wątroba                                         |
| 899. | 13.09.2010            | Gdzie jest Klaudia?        | st. sierż. Anna Palka i kom. Rafał Kopacz                                                      |
| 900. | 14.09.2010            | W obronie                  | nadkom. Joanna Czechowska i st. asp. Sebastian Wątroba                                         |
| 901. | 15.09.2010            | Precyzyjny plan zbrodni    | st. sierż. Anna Palka i kom. Rafał Kopacz                                                      |
| 902. | 16.09.2010            | Porządek                   | nadkom. Anna Potaczek i kom. Maciej Dębosz                                                     |
| 903. | 20.09.2010            | Zabić tę miłość            | st. sierż. Anna Palka i kom. Rafał Kopacz                                                      |
| 904. | 21.09.2010            | Na śmietniku               | nadkom. Joanna Czechowska i st. asp. Sebastian Wątroba                                         |
| 905. | 22.09.2010            | Trociny                    | nadkom. Anna Potaczek i kom. Maciej Dębosz                                                     |
| 906. | 23.09.2010            | Niech mi ktoś pomoże       | st. sierż. Anna Palka i kom. Rafał Kopacz                                                      |
| 907. | 27.09.2010            | Trudna miłość              | st. sierż. Anna Palka i kom. Rafał Kopacz                                                      |
| 908. | 28.09.2010            | Trucizna                   | nadkom. Anna Potaczek i kom. Maciej Dębosz                                                     |
| 909. | 29.09.2010            | Nie potrafię z tym żyć     | nadkom. Joanna Czechowska i st. asp. Sebastian Wątroba oraz kom. Maciej Dębosz                 |
| 910. | 30.09.2010            | Diabeł - cz. II            | st. sierż. Anna Palka i kom. Rafał Kopacz oraz detektyw Maciej Friedek                         |
| 911. | 04.10.2010            | Tajemnicza śmierć          | nadkom. Anna Potaczek i kom. Maciej Dębosz                                                     |
| 912. | 05.10.2010            | Spokojny dzień             | nadkom. Joanna Czechowska i st. asp. Sebastian Wątroba oraz kom. Rafał Kopacz                  |
| 913. | 06.10.2010            | Nigdy mi nie wybaczysz     | st. sierż. Anna Palka i kom. Rafał Kopacz                                                      |
| 914. | 07.10.2010            | Dla dobra córki            | nadkom. Anna Potaczek i kom. Maciej Dębosz                                                     |
| 915. | 11.10.2010            | Mężczyzna w garniturze     | st. sierż. Anna Palka i kom. Rafał Kopacz oraz kom. Maciej Dębosz i st. asp. Sebastian Wątroba |
| 916. | 12.10.2010            | Moja matka                 | nadkom. Anna Potaczek i st. asp. Sebastian Wątroba oraz nadkom. Joanna Czechowska              |
| 917. | 13.10.2010            | Przyjdź sama               | nadkom. Joanna Czechowska i st. asp. Sebastian Wątroba                                         |
| 918. | 14.10.2010            | Osiemnastka                | nadkom. Joanna Czechowska i st. asp. Sebastian Wątroba oraz kom. Rafał Kopacz                  |
| 919. | 18.10.2010            | Prawda o przeszłości       | nadkom. Anna Potaczek i kom. Maciej Dębosz                                                     |
| 920. | 19.10.2010            | Na budowie                 | st. sierż. Anna Palka i kom. Rafał Kopacz                                                      |
| 921. | 20.10.2010            | Bagno - cz. II             | nadkom. Anna Potaczek i kom. Maciej Dębosz oraz detektyw Krzysztof Dziób                       |
| 922. | 21.10.2010            | Poza prawem                | st. sierż. Anna Palka i st. asp. Sebastian Wątroba                                             |
| 923. | 25.10.2010            | Dobre imię                 | st. sierż. Anna Palka i kom. Rafał Kopacz                                                      |
| 924. | 26.10.2010            | Lasek                      | nadkom. Anna Potaczek i kom. Maciej Dębosz                                                     |
| 925. | 27.10.2010            | Marcysia                   | st. sierż. Anna Palka i st. asp Sebastian Wątroba oraz nadkom. Joanna Czechowska               |
| 926. | 28.10.2010            | Potępiony                  | nadkom. Anna Potaczek i kom. Maciej Dębosz                                                     |
| 927. | 01.11.2010            | Nóż                        | st. sierż. Anna Palka i kom. Rafał Kopacz oraz nadkom. Anna Potaczek                           |
| 928. | 02.11.2010            | Kobieta o ciemnych włosach | st. sierż. Anna Palka i kom. Rafał Kopacz                                                      |
| 929. | 03.11.2010            | Nareszcie!                 | nadkom. Anna Potaczek i kom. Maciej Dębosz                                                     |
| 930. | 04.11.2010            | 18 lat                     | st. asp. Sebastian Wątroba i kom. Maciej Dębosz                                                |
| 931. | 08.11.2010            | Wiktor                     | st. sierż. Anna Palka i kom. Rafał Kopacz                                                      |
| 932. | 09.11.2010            | 15 uderzeń                 | nadkom. Anna Potaczek i kom. Maciej Dębosz                                                     |
| 933. | 10.11.2010            | Dziewczynka z rzeki        | st. sierż. Anna Palka i kom. Rafał Kopacz                                                      |
| 934. | 11.11.2010            | Oszukana                   | nadkom. Anna Potaczek i st. asp. Sebastian Wątroba                                             |
| 935. | 15.11.2010            | Pomóżcie jej               | nadkom. Anna Potaczek i kom. Maciej Dębosz                                                     |
| 936. | 16.11.2010            | Przedsiębiorca             | nadkom. Anna Potaczek i kom. Maciej Dębosz                                                     |
| 937. | 17.11.2010            | Nienawidzę was wszystkich  | st. asp. Sebastian Wątroba i kom. Rafał Kopacz                                                 |
| 938. | 18.11.2010            | Szaleńcy                   | st. sierż. Anna Palka i kom. Rafał Kopacz                                                      |
| 939. | 22.11.2010            | Urodziny                   | st. sierż. Anna Palka i kom. Rafał Kopacz                                                      |
| 940. | 23.11.2010            | Zostaliśmy sami            | nadkom. Joanna Czechowska i st. asp. Sebastian Wątroba                                         |
| 941. | 24.11.2010            | W amoku                    | st. asp. Sebastian Wątroba i kom. Maciej Dębosz                                                |
| 942. | 25.11.2010            | Przyjaciel                 | nadkom. Anna Potaczek i st. asp. Sebastian Wątroba                                             |
| 943. | 29.11.2010            | Nauczka                    | st. sierż. Anna Palka i kom. Rafał Kopacz                                                      |
| 944. | 30.11.2010            | Jak mogłaś?                | nadkom. Anna Potaczek i st. sierż Anna Palka                                                   |
| 945. | 01.12.2010            | Chora miłość               | st. sierż. Anna Palka i kom. Rafał Kopacz                                                      |
| 946. | 02.12.2010            | Porucznik                  | nadkom. Anna Potaczek i kom. Rafał Kopacz                                                      |
| 947. | 06.12.2010            | Uwodzicielka               | st. sierż. Anna Palka i kom. Rafał Kopacz                                                      |
| 948. | 07.12.2010            | Niewinny                   | nadkom. Joanna Czechowska i st. asp. Sebastian Wątroba                                         |
| 949. | 08.12.2010            | Sprawa z bidula            | nadkom. Anna Potaczek i kom. Rafał Kopacz                                                      |
| 950. | 09.12.2010            | Na zlecenie                | st. sierż. Anna Palka i kom. Rafał Kopacz oraz nadkom. Joanna Czechowska                       |
| 951. | 13.12.2010            | Bez miłości                | st. sierż. Anna Palka i kom. Rafał Kopacz                                                      |
| 952. | 14.12.2010            | Żeby umarła                | nadkom. Joanna Czechowska i st. asp. Sebastian Wątroba                                         |
| 953. | 15.12.2010            | Zbrodnia niedoskonała      | nadkom. Anna Potaczek i kom. Maciej Dębosz                                                     |
| 954. | 16.12.2010            | Walka                      | nadkom. Joanna Czechowska i st. asp. Sebastian Wątroba                                         |

## Seria 12
| Nr    | Data pierwszej emisji | Tytuł odcinka                   | Komisarze                                                                                              |
| ----- | --------------------- | ------------------------------- | --- |
| 955.  | 07.02.2011            | Smutek                          | nadkom. Anna Potaczek i kom. Maciej Dębosz                                                             |
| 956.  | 08.02.2011            | Okazja                          | nadkom. Joanna Czechowska i st. asp. Sebastian Wątroba                                                 |
| 957.  | 09.02.2011            | Olga                            | st. sierż. Anna Palka i kom Rafał Kopacz                                                               |
| 958.  | 10.02.2011            | Lalki                           | nadkom. Anna Potaczek i kom. Maciej Dębosz                                                             |
| 959.  | 14.02.2011            | Zostawiłeś nas                  | nadkom. Joanna Czechowska i st. asp. Sebastian Wątroba                                                 |
| 960.  | 15.02.2011            | Prawda o sobie                  | nadkom. Anna Potaczek i kom. Maciej Dębosz                                                             |
| 961.  | 16.02.2011            | Wyrok śmierci                   | nadkom. Joanna Czechowska i st. asp. Sebastian Wątroba oraz st. sierż. Anna Palka                      |
| 962.  | 17.02.2011            | Nikt                            | nadkom. Anna Potaczek i kom. Maciej Dębosz                                                             |
| 963.  | 21.02.2011            | W dyskrecji                     | nadkom. Joanna Czechowska i st. asp. Sebastian Wątroba                                                 |
| 964.  | 22.02.2011            | Skończę z tym                   | st. sierż. Anna Palka i kom. Rafał Kopacz                                                              |
| 965.  | 23.02.2011            | Oszukać przeznaczenie - cz. 1.  | nadkom. Joanna Czechowska i st. asp. Sebastian Wątroba                                                 |
| 966.  | 24.02.2011            | Oszukać przeznaczenie - cz. 2.  | nadkom. Joanna Czechowska i st. asp. Sebastian Wątroba                                                 |
| 967.  | 28.02.2011            | Powrót do domu                  | nadkom. Anna Potaczek i kom. Maciej Dębosz                                                             |
| 968.  | 01.03.2011            | Fortuna                         | st. sierż. Anna Palka i kom. Rafał Kopacz oraz kom. Maciej Dębosz                                      |
| 969.  | 02.03.2011            | Zasłużył na to                  | nadkom. Anna Potaczek i kom. Maciej Dębosz                                                             |
| 970.  | 03.03.2011            | Mama i tata                     | st. sierż. Anna Palka i kom. Rafał Kopacz                                                              |
| 971.  | 07.03.2011            | Zakochany                       | st. sierż. Anna Palka i kom. Rafał Kopacz                                                              |
| 972.  | 08.03.2011            | Igraszki                        | nadkom. Joanna Czechowska i st. asp. Sebastian Wątroba                                                 |
| 973.  | 09.03.2011            | Czystość                        | nadkom. Anna Potaczek i kom. Maciej Dębosz                                                             |
| 974.  | 10.03.2011            | Kim ty jesteś?                  | nadkom. Joanna Czechowska i st. asp. Sebastian Wątroba                                                 |
| 975.  | 14.03.2011            | Belmondo                        | st. sierż. Anna Palka i kom. Rafał Kopacz                                                              |
| 976.  | 15.03.2011            | Będę miała dziecko              | nadkom. Anna Potaczek i kom. Maciej Dębosz                                                             |
| 977.  | 16.03.2011            | Milena                          | nadkom. Joanna Czechowska i st. asp. Sebastian Wątroba                                                 |
| 978.  | 17.03.2011            | Dwuletni chłopczyk              | nadkom. Anna Potaczek i kom. Maciej Dębosz                                                             |
| 979.  | 21.03.2011            | Prawdziwy dom                   | nadkom. Joanna Czechowska i st. asp. Sebastian Wątroba                                                 |
| 980.  | 22.03.2011            | Zasłużyła                       | st. sierż. Anna Palka i kom. Rafał Kopacz                                                              |
| 981.  | 23.03.2011            | Dziewczynka w zielonej sukience | nadkom. Anna Potaczek i kom. Maciej Dębosz                                                             |
| 982.  | 24.03.2011            | Miłość życia                    | nadkom. Joanna Czechowska i st. asp. Sebastian Wątroba                                                 |
| 983.  | 28.03.2011            | Laleczka                        | nadkom. Joanna Czechowska i st. asp. Sebastian Wątroba                                                 |
| 984.  | 29.03.2011            | Za ścianą                       | st. sierż. Anna Palka i kom. Rafał Kopacz oraz kom. Maciej Dębosz                                      |
| 985.  | 30.03.2011            | Droga do szczęścia              | nadkom. Joanna Czechowska i st. asp. Sebastian Wątroba                                                 |
| 986.  | 31.03.2011            | Gorszy                          | st. sierż. Anna Palka i kom. Rafał Kopacz                                                              |
| 987.  | 04.04.2011            | Tomek                           | st. sierż. Anna Palka i kom. Rafał Kopacz                                                              |
| 988.  | 05.04.2011            | Zła opieka                      | nadkom. Anna Potaczek i kom. Maciej Dębosz                                                             |
| 989.  | 06.04.2011            | Zajmę się tym                   | st. sierż. Anna Palka i kom. Rafał Kopacz                                                              |
| 990.  | 07.04.2011            | Potwór                          | nadkom. Joanna Czechowska i st. asp. Sebastian Wątroba                                                 |
| 991.  | 11.04.2011            | Ucieczka od przeszłości         | st. sierż. Anna Palka i kom. Rafał Kopacz                                                              |
| 992.  | 12.04.2011            | Włoszka                         | nadkom Joanna Czechowska i st. asp. Sebastian Wątroba                                                  |
| 993.  | 13.04.2011            | Sponsor                         | nadkom. Anna Potaczek i kom. Maciej Dębosz                                                             |
| 994.  | 14.04.2011            | Przeklęty - cz. II              | nadkom. Anna Potaczek i kom. Maciej Dębosz oraz detektyw Krzysztof Dziób                               |
| 995.  | 18.04.2011            | Głuchy telefon                  | st. sierż. Anna Palka i kom. Rafał Kopacz                                                              |
| 996.  | 19.04.2011            | Wkrętka                         | nadkom. Joanna Czechowska i st. asp. Sebastian Wątroba                                                 |
| 997.  | 20.04.2011            | Lilianka                        | nadkom. Anna Potaczek i kom. Maciej Dębosz                                                             |
| 998.  | 21.04.2011            | Zostawcie mnie w spokoju        | st. sierż. Anna Palka i kom. Rafał Kopacz                                                              |
| 999.  | 26.04.2011            | Król życia                      | nadkom. Anna Potaczek i kom. Maciej Dębosz                                                             |
| 1000. | 27.04.2011            | Uratować Adę                    | nadkom. Joanna Czechowska i st. asp. Sebastian Wątroba                                                 |
| 1001. | 28.04.2011            | Bestia                          | nadkom. Anna Potaczek i kom. Maciej Dębosz                                                             |
| 1002. | 02.05.2011            | Nikt nas nie szuka              | nadkom. Anna Potaczek i kom. Maciej Dębosz                                                             |
| 1003. | 03.05.2011            | Naiwność                        | st. sierż. Anna Palka i kom. Rafał Kopacz oraz kom. Maciej Dębosz                                      |
| 1004. | 04.05.2011            | Wielka miłość                   | nadkom. Joanna Czechowska i st. asp. Sebastian Wątroba oraz kom. Maciej Dębosz                         |
| 1005. | 05.05.2011            | Głupi Mateusz                   | nadkom. Anna Potaczek i kom. Maciej Dębosz                                                             |
| 1006. | 09.05.2011            | Kara                            | nadkom. Joanna Czechowska i st. asp. Sebastian Wątroba oraz kom. Maciej Dębosz                         |
| 1007. | 10.05.2011            | Było tak samo                   | nadkom. Anna Potaczek i kom. Maciej Dębosz                                                             |
| 1008. | 11.05.2011            | Niespodzianka                   | st. sierż. Anna Palka i kom. Rafał Kopacz                                                              |
| 1009. | 12.05.2011            | Rodzina Rytowskich              | nadkom. Joanna Czechowska i st. asp. Sebastian Wątroba oraz nadkom. Anna Potaczek i kom. Maciej Dębosz |
| 1010. | 16.05.2011            | Strzały w ciemności             | st. sierż. Anna Palka i kom. Rafał Kopacz                                                              |
| 1011. | 17.05.2011            | Nie mów nikomu                  | nadkom. Anna Potaczek i kom. Maciej Dębosz oraz st. sierż. Anna Palka i kom. Rafał Kopacz              |
| 1012. | 18.05.2011            | Pani Stefa                      | st. sierż. Anna Palka i kom. Rafał Kopacz                                                              |
| 1013. | 19.05.2011            | Dwa miliony                     | nadkom. Joanna Czechowska i st. asp. Sebastian Wątroba oraz st. sierż. Anna Palka                      |
| 1014. | 23.05.2011            | Szuja                           | st. sierż. Anna Palka i kom. Rafał Kopacz                                                              |
| 1015. | 24.05.2011            | Dom na odludziu                 | nadkom. Joanna Czechowska i st. asp. Sebastian Wątroba                                                 |
| 1016. | 25.05.2011            | Pod jednym dachem               | nadkom. Anna Potaczek i kom. Maciej Dębosz                                                             |
| 1017. | 26.05.2011            | Odlot                           | nadkom. Joanna Czechowska i st. asp. Sebastian Wątroba                                                 |
| 1018. | 30.05.2011            | Pożar na Kalinowej              | st. sierż. Anna Palka i kom. Rafał Kopacz                                                              |
| 1019. | 31.05.2011            | Prawda                          | nadkom. Joanna Czechowska i st. asp. Sebastian Wątroba                                                 |
| 1020. | 01.06.2011            | Zabójstwo Gościckiego           | nadkom. Anna Potaczek i kom. Maciej Dębosz                                                             |
| 1021. | 02.06.2011            | Zły człowiek                    | st. sierż. Anna Palka i kom. Rafał Kopacz                                                              |
| 1022. | 06.06.2011            | We śnie                         | st. sierż. Anna Palka i kom. Rafał Kopacz                                                              |
| 1023. | 07.06.2011            | Asia i Zosia                    | nadkom. Anna Potaczek i kom. Maciej Dębosz                                                             |
| 1024. | 08.06.2011            | Zbliżenie                       | nadkom. Joanna Czechowska i st. asp. Sebastian Wątroba                                                 |
| 1025. | 09.06.2011            | Zabawimy się                    | st. sierż. Anna Palka i kom. Rafał Kopacz oraz kom. Maciej Dębosz                                      |
| 1026. | 13.06.2011            | Droga w lesie                   | st. sierż. Anna Palka i kom. Rafał Kopacz                                                              |
| 1027. | 14.06.2011            | 20 tysiaków                     | nadkom. Joanna Czechowska i st. asp. Sebastian Wątroba                                                 |
| 1028. | 15.06.2011            | Szukam przyjaciół               | st. sierż. Anna Palka i kom. Rafał Kopacz                                                              |
| 1029. | 16.06.2011            | Wściekłość                      | nadkom. Anna Potaczek i kom. Maciej Dębosz                                                             |

## Seria 13
| Nr    | Data pierwszej emisji | Tytuł odcinka             | Komisarze                                                                                 |
| ----- | --------------------- | ------------------------- | ----------------------------------------------------------------------------------------- |
| 1030. | 05.09.2011            | Nocne zgłoszenie          | nadkom. Anna Potaczek i kom. Maciej Dębosz                                                |
| 1031. | 06.09.2011            | Aktorka                   | st. sierż. Anna Palka i kom. Rafał Kopacz                                                 |
| 1032. | 07.09.2011            | Brzydka                   | nadkom. Joanna Czechowska i st. asp. Sebastian Wątroba                                    |
| 1033. | 08.09.2011            | Przez całe życie          | nadkom. Anna Potaczek i kom. Maciej Dębosz                                                |
| 1034. | 12.09.2011            | Już dość                  | st. sierż. Anna Palka i kom. Rafał Kopacz                                                 |
| 1035. | 13.09.2011            | Rodzina Bielskich         | nadkom. Anna Potaczek i kom. Maciej Dębosz                                                |
| 1036. | 14.09.2011            | Szkolna dyskoteka         | nadkom. Joanna Czechowska i st. asp. Sebastian Wątroba                                    |
| 1037. | 15.09.2011            | Poznaję go                | st. sierż. Anna Palka i kom. Rafał Kopacz                                                 |
| 1038. | 19.09.2011            | Zlecenie                  | st. sierż. Anna Palka i kom. Rafał Kopacz                                                 |
| 1039. | 20.09.2011            | Opór                      | nadkom. Joanna Czechowska i st. asp. Sebastian Wątroba                                    |
| 1040. | 21.09.2011            | Bunt                      | nadkom. Anna Potaczek i kom. Maciej Dębosz                                                |
| 1041. | 22.09.2011            | Konwój                    | nadkom. Joanna Czechowska i st. asp. Sebastian Wątroba                                    |
| 1042. | 26.09.2011            | Przypływ uczuć            | nadkom. Joanna Czechowska i st. asp. Sebastian Wątroba                                    |
| 1043. | 27.09.2011            | Zabójstwo Kingi Kielskiej | st. sierż. Anna Palka i kom. Rafał Kopacz                                                 |
| 1044. | 28.09.2011            | Na celowniku              | nadkom. Joanna Czechowska i st. asp. Sebastian Wątroba                                    |
| 1045. | 29.09.2011            | Wydasz mnie               | nadkom. Anna Potaczek i kom. Maciej Dębosz                                                |
| 1046. | 03.10.2011            | W lepszym świecie         | nadkom. Joanna Czechowska i st. asp. Sebastian Wątroba                                    |
| 1047. | 04.10.2011            | Nie rób mi tego           | st. sierż. Anna Palka i kom. Rafał Kopacz                                                 |
| 1048. | 05.10.2011            | Wszystko dla Krzysia      | nadkom. Joanna Czechowska i st. asp. Sebastian Wątroba                                    |
| 1049. | 06.10.2011            | Aniołek                   | nadkom. Anna Potaczek i kom. Maciej Dębosz                                                |
| 1050. | 10.10.2011            | Będziesz mój              | nadkom. Joanna Czechowska i st. asp. Sebastian Wątroba                                    |
| 1051. | 11.10.2011            | Zacisze                   | nadkom. Anna Potaczek i kom. Maciej Dębosz oraz st. sierż. Anna Palka i kom. Rafał Kopacz |
| 1052. | 12.10.2011            | W pułapce                 | st. sierż. Anna Palka i kom. Rafał Kopacz                                                 |
| 1053. | 13.10.2011            | Dorośli                   | nadkom. Anna Potaczek i kom. Maciej Dębosz                                                |
| 1054. | 17.10.2011            | Lojalność                 | nadkom. Joanna Czechowska i st. asp. Sebastian Wątroba                                    |
| 1055. | 18.10.2011            | Co z ciebie za matka      | st. sierż. Anna Palka i kom. Rafał Kopacz                                                 |
| 1056. | 19.10.2011            | Normalne życie - cz. II   | nadkom. Anna Potaczek i kom. Maciej Dębosz oraz detektyw Maciej Friedek                   |
| 1057. | 20.10.2011            | Grożą mi                  | st. sierż. Anna Palka i kom. Rafał Kopacz oraz nadkom. Anna Potaczek i kom. Maciej Dębosz |
| 1058. | 24.10.2011            | Ida                       | nadkom. Anna Potaczek i kom. Maciej Dębosz                                                |
| 1059. | 25.10.2011            | Most                      | st. sierż. Anna Palka i kom. Rafał Kopacz                                                 |
| 1060. | 26.10.2011            | Nic jej nie obchodzę      | nadkom. Joanna Czechowska i st. asp. Sebastian Wątroba                                    |
| 1061. | 27.10.2011            | Gruby                     | nadkom. Anna Potaczek i kom. Maciej Dębosz                                                |
| 1062. | 31.10.2011            | Gosia                     | nadkom. Joanna Czechowska i st. asp. Sebastian Wątroba                                    |
| 1063. | 01.11.2011            | Chłopiec z gitarą         | nadkom. Anna Potaczek i kom. Maciej Dębosz                                                |
| 1064. | 02.11.2011            | Spokój                    | st. sierż. Anna Palka i kom. Rafał Kopacz                                                 |
| 1065. | 03.11.2011            | Śmieci                    | st. sierż. Anna Palka i kom. Maciej Dębosz                                                |
| 1066. | 07.11.2011            | Szukam miłości            | nadkom. Joanna Czechowska i st. asp. Sebastian Wątroba                                    |
| 1067. | 08.11.2011            | Żona policjanta           | st. sierż. Anna Palka i kom. Rafał Kopacz oraz kom. Michał Nowak                          |
| 1068. | 09.11.2011            | Helena i Martyna          | nadkom. Anna Potaczek i kom. Maciej Dębosz                                                |
| 1069. | 10.11.2011            | Za to, co zrobiłeś        | st. sierż. Anna Palka i kom. Rafał Kopacz                                                 |
| 1070. | 14.11.2011            | W lęku                    | nadkom. Joanna Czechowska i st. asp. Sebastian Wątroba                                    |
| 1071. | 15.11.2011            | Mały tancerz              | st. sierż. Anna Palka i kom. Rafał Kopacz                                                 |
| 1072. | 16.11.2011            | Ostatni etap gry          | nadkom. Joanna Czechowska i st. asp. Sebastian Wątroba                                    |
| 1073. | 17.11.2011            | Dyskretnie                | nadkom. Anna Potaczek i kom. Maciej Dębosz                                                |
| 1074. | 21.11.2011            | Damian                    | st. sierż. Anna Palka i kom. Rafał Kopacz                                                 |
| 1075. | 22.11.2011            | Zwierzenia                | nadkom. Joanna Czechowska i st. asp. Sebastian Wątroba                                    |
| 1076. | 23.11.2011            | Rodzina zastępcza         | nadkom. Anna Potaczek i kom. Maciej Dębosz                                                |
| 1077. | 24.11.2011            | Wstręt                    | nadkom. Joanna Czechowska i st. asp. Sebastian Wątroba                                    |
| 1078. | 28.11.2011            | Meksyk                    | nadkom. Joanna Czechowska i st. asp. Sebastian Wątroba                                    |
| 1079. | 29.11.2011            | W środku nocy             | nadkom. Anna Potaczek i kom. Maciej Dębosz                                                |
| 1080. | 30.11.2011            | El cziko                  | nadkom. Anna Potaczek i kom. Maciej Dębosz                                                |
| 1081. | 01.12.2011            | Totalny odlot             | nadkom. Joanna Czechowska i st. asp. Sebastian Wątroba                                    |

## Seria 14
| Nr    | Data pierwszej emisji | Tytuł odcinka             | Komisarze                                                                                              |
| ----- | --------------------- | ------------------------- | --- |
| 1082. | 13.02.2012            | W złym towarzystwie       | nadkom. Anna Potaczek i kom. Maciej Dębosz                                                             |
| 1083. | 14.02.2012            | Czyje to dziecko?         | nadkom. Joanna Czechowska i st. asp. Sebastian Wątroba                                                 |
| 1084. | 15.02.2012            | Jak mężczyznę             | st. sierż. Anna Palka i kom. Rafał Kopacz                                                              |
| 1085. | 16.02.2012            | Magda i ja                | nadkom. Anna Potaczek i kom. Maciej Dębosz                                                             |
| 1086. | 20.02.2012            | Hasza                     | nadkom. Joanna Czechowska i kom. Rafał Kopacz                                                          |
| 1087. | 21.02.2012            | Po tamtej stronie         | nadkom. Anna Potaczek i kom. Maciej Dębosz                                                             |
| 1088. | 22.02.2012            | Kampus                    | nadkom. Anna Potaczek i kom. Rafał Kopacz oraz st. asp. Sebastian Wątroba                              |
| 1089. | 23.02.2012            | Bandyta                   | nadkom. Joanna Czechowska i st. asp. Sebastian Wątroba oraz nadkom. Anna Potaczek i kom. Maciej Dębosz |
| 1090. | 27.02.2012            | Paragraf                  | nadkom. Anna Potaczek i kom. Maciej Dębosz                                                             |
| 1091. | 28.02.2012            | My z poprawczaka          | nadkom. Joanna Czechowska i st. asp. Sebastian Wątroba                                                 |
| 1092. | 29.02.2012            | Zabójstwo na parkingu     | nadkom. Anna Potaczek i kom. Rafał Kopacz                                                              |
| 1093. | 01.03.2012            | Michał i Wojtek           | st. asp. Sebastian Wątroba i kom. Rafał Kopacz                                                         |
| 1094. | 05.03.2012            | Z chciwości               | nadkom. Anna Potaczek i kom. Rafał Kopacz                                                              |
| 1095. | 06.03.2012            | Moja narzeczona           | kom. Maciej Dębosz i kom. Rafał Kopacz                                                                 |
| 1096. | 07.03.2012            | Ścigany                   | nadkom. Joanna Czechowska i st. asp. Sebastian Wątroba                                                 |
| 1097. | 08.03.2012            | Siostry Grochowskie       | nadkom. Anna Potaczek i kom. Maciej Dębosz                                                             |
| 1098. | 12.03.2012            | Pielęgniarka              | nadkom. Joanna Czechowska i st. asp. Sebastian Wątroba                                                 |
| 1099. | 13.03.2012            | Jestem sama               | nadkom. Joanna Czechowska i kom. Rafał Kopacz                                                          |
| 1100. | 14.03.2012            | 30 minut - cz. II         | nadkom. Joanna Czechowska i st. asp. Sebastian Wątroba oraz detektyw Maciej Friedek                    |
| 1101. | 15.03.2012            | Bohater                   | kom. Maciej Dębosz i kom. Rafał Kopacz                                                                 |
| 1102. | 19.03.2012            | Porwanie Krzysia          | nadkom. Anna Potaczek i kom. Maciej Dębosz                                                             |
| 1103. | 20.03.2012            | Dobra kobieta             | nadkom. Joanna Czechowska i st. asp. Sebastian Wątroba                                                 |
| 1104. | 21.03.2012            | Na granicy ryzyka         | nadkom. Anna Potaczek i kom. Maciej Dębosz oraz st. asp. Sebastian Wątroba                             |
| 1105. | 22.03.2012            | W ukryciu                 | nadkom. Anna Potaczek i kom. Rafał Kopacz                                                              |
| 1106. | 26.03.2012            | Magda, Julia i Krzysztof  | st. asp. Sebastian Wątroba i kom. Rafał Kopacz                                                         |
| 1107. | 27.03.2012            | Niech będzie jak dawniej  | nadkom. Anna Potaczek i kom. Maciej Dębosz                                                             |
| 1108. | 28.03.2012            | Śmierć za nic             | nadkom. Joanna Czechowska i st. asp. Sebastian Wątroba                                                 |
| 1109. | 29.03.2012            | Zaginiona Marysia         | nadkom. Anna Potaczek i kom. Maciej Dębosz                                                             |
| 1110. | 02.04.2012            | To jest twoje dziecko     | nadkom. Joanna Czechowska i st. asp. Sebastian Wątroba                                                 |
| 1111. | 03.04.2012            | W płomieniach             | nadkom. Joanna Czechowska i kom. Rafał Kopacz                                                          |
| 1112. | 04.04.2012            | Zła kobieta               | nadkom. Anna Potaczek i kom. Maciej Dębosz                                                             |
| 1113. | 05.04.2012            | Nie igraj ze mną          | nadkom. Joanna Czechowska i st. asp. Sebastian Wątroba                                                 |
| 1114. | 10.04.2012            | Inga                      | nadkom. Anna Potaczek i kom. Maciej Dębosz                                                             |
| 1115. | 11.04.2012            | Słoneczko                 | nadkom. Joanna Czechowska i st. asp. Sebastian Wątroba                                                 |
| 1116. | 12.04.2012            | Poza podejrzeniem         | nadkom. Anna Potaczek i kom. Maciej Dębosz                                                             |
| 1117. | 16.04.2012            | Grześ                     | st. sierż. Anna Palka i kom. Rafał Kopacz                                                              |
| 1118. | 17.04.2012            | Zakład                    | nadkom. Joanna Czechowska i st. asp. Sebastian Wątroba                                                 |
| 1119. | 18.04.2012            | Dziewczęta z ośrodka      | st. sierż. Anna Palka i kom. Rafał Kopacz                                                              |
| 1120. | 19.04.2012            | Nauczę Cię                | nadkom. Anna Potaczek i kom. Maciej Dębosz                                                             |
| 1121. | 23.04.2012            | Dom śmierci               | st. sierż. Anna Palka i kom. Rafał Kopacz oraz kom. Maciej Dębosz                                      |
| 1122. | 24.04.2012            | Kurier                    | nadkom. Anna Potaczek i kom. Maciej Dębosz                                                             |
| 1123. | 25.04.2012            | Kompletny świr            | nadkom. Joanna Czechowska i st. asp. Sebastian Wątroba                                                 |
| 1124. | 26.04.2012            | Zły wpływ                 | st. sierż. Anna Palka i kom. Rafał Kopacz                                                              |
| 1125. | 30.04.2012            | Wszystko jest na sprzedaż | nadkom. Joanna Czechowska i st. asp. Sebastian Wątroba                                                 |
| 1126. | 01.05.2012            | Porwanie Dawidka          | nadkom. Anna Potaczek i kom. Maciej Dębosz                                                             |
| 1127. | 02.05.2012            | Randka                    | nadkom. Joanna Czechowska i kom. Maciej Dębosz oraz st. sierż. Anna Palka                              |
| 1128. | 03.05.2012            | Zniknięcie Izy            | nadkom. Joanna Czechowska i st. sierż. Anna Palka                                                      |
| 1129. | 07.05.2012            | Brat i siostra            | nadkom. Anna Potaczek i kom. Maciej Dębosz                                                             |
| 1130. | 08.05.2012            | Śmierć w laboratorium     | st. sierż. Anna Palka i kom. Rafał Kopacz                                                              |
| 1131. | 09.05.2012            | Poza zasięgiem            | nadkom. Anna Potaczek i kom. Maciej Dębosz                                                             |
| 1132. | 10.05.2012            | Wariatka                  | st. sierż. Anna Palka i kom. Rafał Kopacz                                                              |
| 1133. | 14.05.2012            | Dla córki                 | nadkom. Anna Potaczek i kom. Maciej Dębosz                                                             |
| 1134. | 15.05.2012            | Alicja                    | nadkom. Joanna Czechowska i nadkom. Anna Potaczek                                                      |
| 1135. | 16.05.2012            | Nie wyprowadzisz się      | st. sierż. Anna Palka i kom. Rafał Kopacz                                                              |
| 1136. | 17.05.2012            | Gang młodocianych         | nadkom. Anna Potaczek i kom. Maciej Dębosz                                                             |
| 1137. | 21.05.2012            | Gdzie jest nasze dziecko  | st. sierż. Anna Palka i kom. Rafał Kopacz                                                              |
| 1138. | 22.05.2012            | Anielątko                 | nadkom. Anna Potaczek i kom. Maciej Dębosz                                                             |
| 1139. | 23.05.2012            | Złe sąsiedztwo            | nadkom. Joanna Czechowska i st. asp. Sebastian Wątroba                                                 |
| 1140. | 24.05.2012            | Dokopać mu                | nadkom. Joanna Czechowska i kom. Rafał Kopacz                                                          |

## Seria 15
| Nr    | Data pierwszej emisji | Tytuł odcinka                 | Komisarze                                                                                             |
| ----- | --------------------- | ----------------------------- | --- |
| 1141. | 03.09.2012            | Anons                         | st. sierż. Anna Palka i kom. Rafał Kopacz                                                             |
| 1142. | 04.09.2012            | Rozstanie                     | nadkom. Joanna Czechowska i st. asp. Sebastian Wątroba                                                |
| 1143. | 05.09.2012            | Dziewczyna znikąd             | nadkom. Anna Potaczek i kom. Maciej Dębosz                                                            |
| 1144. | 06.09.2012            | Bomber                        | st. sierż. Anna Palka i kom. Rafał Kopacz oraz kom. Maciej Dębosz i st. asp. Sebastian Wątroba        |
| 1145. | 10.09.2012            | Na śmierć                     | nadkom. Joanna Czechowska i st. asp. Sebastian Wątroba                                                |
| 1146. | 11.09.2012            | Karuzela                      | st. sierż. Anna Palka i kom. Rafał Kopacz                                                             |
| 1147. | 12.09.2012            | Kuratorka                     | nadkom. Joanna Czechowska i st. asp. Sebastian Wątroba                                                |
| 1148. | 13.09.2012            | Swobodna kobieta              | nadkom. Anna Potaczek i kom. Maciej Dębosz                                                            |
| 1149. | 17.09.2012            | Druga szansa                  | nadkom. Anna Potaczek i kom. Maciej Dębosz                                                            |
| 1150. | 18.09.2012            | Zastraszeni                   | st. sierż. Anna Palka i kom. Rafał Kopacz                                                             |
| 1151. | 19.09.2012            | Dom na Zarzeczu               | nadkom. Joanna Czechowska i st. asp. Sebastian Wątroba                                                |
| 1152. | 20.09.2012            | Porwanie Oli                  | st. sierż. Anna Palka i kom. Rafał Kopacz                                                             |
| 1153. | 24.09.2012            | Zamiast miłości               | nadkom. Anna Potaczek i kom. Maciej Dębosz                                                            |
| 1154. | 25.09.2012            | Plac zabaw                    | nadkom. Joanna Czechowska i st. asp. Sebastian Wątroba                                                |
| 1155. | 26.09.2012            | Dobry uczynek                 | nadkom. Joanna Czechowska i st. asp. Sebastian Wątroba oraz st. sierż. Anna Palka i kom. Rafał Kopacz |
| 1156. | 27.09.2012            | Płacz to moje nowe hobby      | nadkom. Anna Potaczek i kom. Maciej Dębosz                                                            |
| 1157. | 01.10.2012            | Przetrwanie                   | nadkom. Joanna Czechowska i st. asp. Sebastian Wątroba                                                |
| 1158. | 02.10.2012            | W rozpadzie                   | st. sierż. Anna Palka i kom. Rafał Kopacz                                                             |
| 1159. | 03.10.2012            | To nie tak miało być          | nadkom. Anna Potaczek i kom. Maciej Dębosz                                                            |
| 1160. | 04.10.2012            | Moje dziecko                  | st. sierż. Anna Palka i kom. Rafał Kopacz                                                             |
| 1161. | 08.10.2012            | Niezły numer                  | nadkom. Joanna Czechowska i st. asp. Sebastian Wątroba                                                |
| 1162. | 09.10.2012            | Wybawienie                    | nadkom. Anna Potaczek i mł. asp. Maciej Dębosz                                                        |
| 1163. | 10.10.2012            | Wielki dom na wzgórzu         | st. sierż. Anna Palka i kom. Rafał Kopacz                                                             |
| 1164. | 11.10.2012            | Mamusia ratuj                 | nadkom. Joanna Czechowska i st. asp. Sebastian Wątroba                                                |
| 1165. | 15.10.2012            | Czekałam                      | st. sierż. Anna Palka i kom. Rafał Kopacz                                                             |
| 1166. | 16.10.2012            | Noc z piątku na sobotę        | nadkom. Joanna Czechowska i st. asp. Sebastian Wątroba                                                |
| 1167. | 17.10.2012            | Pogoń                         | st. sierż. Anna Palka i kom. Rafał Kopacz                                                             |
| 1168. | 18.10.2012            | Bydlaki                       | nadkom. Anna Potaczek i kom. Maciej Dębosz                                                            |
| 1169. | 22.10.2012            | Dzieci z osiedla              | nadkom. Joanna Czechowska i st. asp. Sebastian Wątroba                                                |
| 1170. | 23.10.2012            | Toksyczna miłość              | nadkom. Anna Potaczek i kom. Maciej Dębosz                                                            |
| 1171. | 24.10.2012            | Domowe piekło                 | nadkom. Joanna Czechowska i st. asp. Sebastian Wątroba                                                |
| 1172. | 25.10.2012            | Kobiety                       | st. sierż. Anna Palka i kom. Rafał Kopacz                                                             |
| 1173. | 29.10.2012            | Nie zrobisz mi tego           | st. sierż. Anna Palka i kom. Rafał Kopacz                                                             |
| 1174. | 30.10.2012            | Żółty samochód                | nadkom. Anna Potaczek i kom. Maciej Dębosz oraz st. asp. Sebastian Wątroba                            |
| 1175. | 31.10.2012            | Ogrodowa 12                   | st. sierż. Anna Palka i kom. Rafał Kopacz                                                             |
| 1176. | 01.11.2012            | Wolność                       | nadkom. Joanna Czechowska i st. asp. Sebastian Wątroba                                                |
| 1177. | 05.11.2012            | Chcę być sobą                 | nadkom. Joanna Czechowska i st. asp. Sebastian Wątroba                                                |
| 1178. | 06.11.2012            | Moja żona mój mąż             | st. sierż. Anna Palka i kom. Rafał Kopacz oraz nadkom. Anna Potaczek i kom. Maciej Dębosz             |
| 1179. | 07.11.2012            | Dziewczyna o różowych włosach | nadkom. Joanna Czechowska i st. asp. Sebastian Wątroba                                                |
| 1180. | 08.11.2012            | Sutenerka                     | nadkom. Anna Potaczek i kom. Maciej Dębosz                                                            |
| 1181. | 12.11.2012            | Ratujcie moje dziecko         | nadkom. Anna Potaczek i kom. Maciej Dębosz                                                            |
| 1182. | 13.11.2012            | Piękna Sonia                  | st. sierż. Anna Palka i kom. Rafał Kopacz                                                             |
| 1183. | 14.11.2012            | Podwójna gra                  | nadkom. Joanna Czechowska i st. asp. Sebastian Wątroba                                                |
| 1184. | 15.11.2012            | Wszystko przez Dorotę         | nadkom. Anna Potaczek i kom. Maciej Dębosz                                                            |

## Seria 16
| Nr    | Data pierwszej emisji | Tytuł odcinka                   | Komisarze                                                                                             |
| ----- | --------------------- | ------------------------------- | --- |
| 1185. | 11.02.2013            | Robert                          | nadkom. Joanna Czechowska i st. asp. Sebastian Wątroba oraz kom. Maciej Dębosz                        |
| 1186. | 12.02.2013            | Debil                           | st. sierż. Anna Palka i kom. Rafał Kopacz                                                             |
| 1187. | 13.02.2013            | Wśród ludzi                     | nadkom. Anna Potaczek i kom. Maciej Dębosz                                                            |
| 1188. | 14.02.2013            | Menda                           | nadkom. Joanna Czechowska i st. asp. Sebastian Wątroba                                                |
| 1189. | 18.02.2013            | Winna, niewinna                 | st. sierż. Anna Palka i kom. Rafał Kopacz                                                             |
| 1190. | 19.02.2013            | Plan był inny                   | nadkom. Anna Potaczek i kom. Maciej Dębosz                                                            |
| 1191. | 20.02.2013            | Handlarz starzyzną              | st. sierż. Anna Palka i kom. Maciej Dębosz                                                            |
| 1192. | 21.02.2013            | Bez przebaczenia                | nadkom. Anna Potaczek i kom. Maciej Dębosz oraz st. sierż. Anna Palka i kom. Rafał Kopacz             |
| 1193. | 25.02.2013            | Zabójstwo niedoskonałe          | nadkom. Anna Potaczek i kom. Maciej Dębosz                                                            |
| 1194. | 26.02.2013            | W zagrożeniu                    | st. sierż. Anna Palka i st. asp. Sebastian Wątroba                                                    |
| 1195. | 27.02.2013            | Leoś                            | nadkom. Joanna Czechowska i st. asp. Sebastian Wątroba                                                |
| 1196. | 28.02.2013            | To było niesamowite             | nadkom. Anna Potaczek i kom. Maciej Dębosz                                                            |
| 1197. | 04.03.2013            | Zła znajomość                   | nadkom. Anna Potaczek i kom. Maciej Dębosz                                                            |
| 1198. | 05.03.2013            | Marzenie o szczęśliwej rodzinie | nadkom. Joanna Czechowska i st. asp. Sebastian Wątroba                                                |
| 1199. | 06.03.2013            | Topór                           | nadkom. Anna Potaczek i kom. Maciej Dębosz                                                            |
| 1200. | 07.03.2013            | Gabryśka                        | nadkom. Joanna Czechowska i st. sierż. Anna Palka                                                     |
| 1201. | 11.03.2013            | Pokochaj mnie                   | nadkom. Joanna Czechowska i st. asp. Sebastian Wątroba                                                |
| 1202. | 12.03.2013            | Historia z Podgórskiej          | nadkom. Anna Potaczek i kom. Maciej Dębosz                                                            |
| 1203. | 13.03.2013            | Nierozłączni                    | st. sierż. Anna Palka i nadkom. Anna Potaczek                                                         |
| 1204. | 14.03.2013            | Bez pardonu                     | st. sierż. Anna Palka i kom. Maciej Dębosz oraz st. asp. Sebastian Wątroba                            |
| 1205. | 18.03.2013            | Zabójstwo Rosieckiej            | st. sierż. Anna Palka i nadkom. Joanna Czechowska                                                     |
| 1206. | 19.03.2013            | Późnym wieczorem                | nadkom. Anna Potaczek i kom. Maciej Dębosz                                                            |
| 1207. | 20.03.2013            | Krzyki                          | nadkom. Joanna Czechowska i st. asp. Sebastian Wątroba                                                |
| 1208. | 21.03.2013            | Przeklęty dom                   | nadkom. Anna Potaczek i kom. Maciej Dębosz                                                            |
| 1209. | 25.03.2013            | Trudna dziewczyna               | nadkom. Joanna Czechowska i st. asp. Sebastian Wątroba                                                |
| 1210. | 26.03.2013            | Na wagarach                     | nadkom. Anna Potaczek i kom. Maciej Dębosz                                                            |
| 1211. | 27.03.2013            | Niech on zniknie                | st. sierż. Anna Palka i st. asp. Sebastian Wątroba                                                    |
| 1212. | 28.03.2013            | Mój synek                       | nadkom. Joanna Czechowska i st. asp. Sebastian Wątroba                                                |
| 1213. | 02.04.2013            | Niewybaczalna zdrada            | st. sierż. Anna Palka i kom. Rafał Kopacz                                                             |
| 1214. | 03.04.2013            | Klawisz                         | nadkom. Anna Potaczek i kom. Maciej Dębosz                                                            |
| 1215. | 04.04.2013            | Baranek                         | nadkom. Anna Potaczek i kom. Maciej Dębosz                                                            |
| 1216. | 08.04.2013            | Szkolny świr                    | st. sierż. Anna Palka i kom. Rafał Kopacz                                                             |
| 1217. | 09.04.2013            | Cena miłości                    | st. sierż. Anna Palka i kom. Rafał Kopacz                                                             |
| 1218. | 10.04.2013            | Zabójstwo Janiny Chabrzyńskiej  | nadkom. Anna Potaczek i kom. Maciej Dębosz                                                            |
| 1219. | 11.04.2013            | Ryzykantka                      | nadkom. Joanna Czechowska i st. asp. Sebastian Wątroba                                                |
| 1220. | 15.04.2013            | Dyrektorka                      | nadkom. Joanna Czechowska i st. asp. Sebastian Wątroba                                                |
| 1221. | 16.04.2013            | Bardzo długi nóż                | nadkom. Anna Potaczek i kom. Maciej Dębosz                                                            |
| 1222. | 17.04.2013            | Zośka                           | st. sierż. Anna Palka i kom. Rafał Kopacz                                                             |
| 1223. | 18.04.2013            | Ostatni skok                    | nadkom. Joanna Czechowska i st. asp. Sebastian Wątroba                                                |
| 1224. | 22.04.2013            | Sieć                            | nadkom. Joanna Czechowska i st. asp. Sebastian Wątroba                                                |
| 1225. | 23.04.2013            | Jesteś dla mnie najważniejsza   | st. sierż. Anna Palka i kom. Rafał Kopacz                                                             |
| 1226. | 24.04.2013            | Włamywacz                       | nadkom. Anna Potaczek i kom. Maciej Dębosz                                                            |
| 1227. | 25.04.2013            | Spokojne życie                  | nadkom. Joanna Czechowska i st. asp. Sebastian Wątroba                                                |
| 1228. | 29.04.2013            | Szkoleniowiec                   | st. sierż. Anna Palka i kom. Rafał Kopacz                                                             |
| 1229. | 30.04.2013            | Dawni znajomi                   | nadkom. Joanna Czechowska i st. asp. Sebastian Wątroba                                                |
| 1230. | 01.05.2013            | W afekcie                       | st. sierż. Anna Palka i kom. Rafał Kopacz                                                             |
| 1231. | 02.05.2013            | Nocny wypad                     | nadkom. Anna Potaczek i kom. Maciej Dębosz                                                            |
| 1232. | 06.05.2013            | Fetyszysta                      | nadkom. Joanna Czechowska i st. asp. Sebastian Wątroba                                                |
| 1233. | 07.05.2013            | Tato                            | nadkom. Anna Potaczek i kom. Maciej Dębosz                                                            |
| 1234. | 08.05.2013            | Filmik                          | st. sierż. Anna Palka i kom. Rafał Kopacz                                                             |
| 1235. | 09.05.2013            | Napad na parkingu               | nadkom. Anna Potaczek i kom. Maciej Dębosz                                                            |
| 1236. | 13.05.2013            | Przemoc                         | nadkom. Joanna Czechowska i st. asp. Sebastian Wątroba oraz kom. Maciej Dębosz                        |
| 1237. | 14.05.2013            | Rodzinna kolacja                | nadkom. Joanna Czechowska i st. asp. Sebastian Wątroba                                                |
| 1238. | 15.05.2013            | Delirium                        | nadkom. Anna Potaczek i kom. Maciej Dębosz                                                            |
| 1239. | 16.05.2013            | Butelka wódki                   | st. sierż. Anna Palka i kom. Rafał Kopacz                                                             |
| 1240. | 20.05.2013            | Własne życie                    | nadkom. Anna Potaczek i kom. Maciej Dębosz oraz nadkom. Joanna Czechowska                             |
| 1241. | 21.05.2013            | Największy błąd                 | nadkom. Joanna Czechowska i st. asp. Sebastian Wątroba                                                |
| 1242. | 22.05.2013            | Nie zostawisz mnie              | st. sierż. Anna Palka i kom. Maciej Dębosz                                                            |
| 1243. | 23.05.2013            | Luksusowa dziewczyna            | st. sierż. Anna Palka i kom. Rafał Kopacz                                                             |
| 1244. | 27.05.2013            | Mama, tata                      | st. sierż. Anna Palka i kom. Rafał Kopacz                                                             |
| 1245. | 28.05.2013            | Karina                          | nadkom. Joanna Czechowska i st. asp. Sebastian Wątroba                                                |
| 1246. | 29.05.2013            | Chcę umrzeć                     | st. sierż. Anna Palka i kom. Rafał Kopacz oraz nadkom. Joanna Czechowska i st. asp. Sebastian Wątroba |
| 1247. | 30.05.2013            | Mężczyźni                       | nadkom. Anna Potaczek i kom. Maciej Dębosz                                                            |

## Seria 17
| Nr    | Data pierwszej emisji | Tytuł odcinka                           | Komisarze |
| ----- | --------------------- | --------------------------------------- | --- |
| 1248. | 02.09.2013            | Śmiertelna osiemnastka                  | nadkom. Anna Potaczek i mł. asp. Maciej Dębosz                                                                 |
| 1249. | 03.09.2013            | Śmierć taksówkarza                      | nadkom. Joanna Czechowska i st. asp. Sebastian Wątroba                                                         |
| 1250. | 04.09.2013            | Oszust, fałszerz, defraudant            | st. sierż. Anna Palka i sierż. sztab. Rafał Kopacz                                                             |
| 1251. | 05.09.2013            | Będziesz ze mną                         | nadkom. Joanna Czechowska i st. asp. Sebastian Wątroba                                                         |
| 1252. | 09.09.2013            | Pod ścianą                              | st. sierż. Anna Palka i sierż. sztab. Rafał Kopacz                                                             |
| 1253. | 10.09.2013            | Marta                                   | nadkom. Joanna Czechowska i st. asp. Sebastian Wątroba oraz mł. asp. Maciej Dębosz                             |
| 1254. | 11.09.2013            | Moja wina                               | nadkom. Anna Potaczek i mł. asp. Maciej Dębosz                                                                 |
| 1255. | 12.09.2013            | Kutwa                                   | st. sierż. Anna Palka i sierż. sztab. Rafał Kopacz                                                             |
| 1256. | 16.09.2013            | Cola, hamburgery, amerykańska telewizja | nadkom. Joanna Czechowska i st. asp. Sebastian Wątroba                                                         |
| 1257. | 17.09.2013            | Czeszka                                 | st. sierż. Anna Palka i sierż. sztab. Rafał Kopacz                                                             |
| 1258. | 18.09.2013            | Miłosz                                  | nadkom. Anna Potaczek i mł. asp. Maciej Dębosz                                                                 |
| 1259. | 19.09.2013            | Cztery lata                             | st.sierż. Anna Palka i sierż. sztab. Rafał Kopacz nadkom. Anna Potaczek i mł. asp. Maciej Dębosz               |
| 1260. | 23.09.2013            | Jej wina                                | nadkom. Joanna Czechowska i st. asp. Sebastian Wątroba                                                         |
| 1261. | 24.09.2013            | W ciszy                                 | st. sierż. Anna Palka i sierż. sztab. Rafał Kopacz                                                             |
| 1262. | 25.09.2013            | Nikt się nie dowie                      | nadkom. Anna Potaczek i mł. asp. Maciej Dębosz                                                                 |
| 1263. | 26.09.2013            | Książę                                  | st. sierż. Anna Palka i sierż. sztab. Rafał Kopacz                                                             |
| 1264. | 30.09.2013            | Princeska                               | nadkom. Joanna Czechowska i st. asp. Sebastian Wątroba                                                         |
| 1265. | 01.10.2013            | Głupek                                  | nadkom. Anna Potaczek i mł. asp. Maciej Dębosz                                                                 |
| 1266. | 02.10.2013            | Fryzjerki                               | st. sierż. Anna Palka i sierż. sztab. Rafał Kopacz                                                             |
| 1267. | 03.10.2013            | Piknik                                  | nadkom. Anna Potaczek i mł. asp. Maciej Dębosz                                                                 |
| 1268. | 07.10.2013            | Szał                                    | nadkom. Joanna Czechowska i st. asp. Sebastian Wątroba                                                         |
| 1269. | 08.10.2013            | Telefon o ratunek                       | nadkom. Anna Potaczek i kom. Maciej Dębosz                                                                     |
| 1270. | 09.10.2013            | Agusia                                  | st. sierż. Anna Palka i kom. Rafał Kopacz                                                                      |
| 1271. | 10.10.2013            | Śmierdziel                              | nadkom. Anna Potaczek i kom. Maciej Dębosz                                                                     |
| 1272. | 14.10.2013            | Prawdziwa miłość                        | nadkom. Joanna Czechowska i st. asp. Sebastian Wątroba                                                         |
| 1273. | 15.10.2013            | Moja rodzina, mój dom                   | nadkom. Anna Potaczek i mł. asp. Maciej Dębosz                                                                 |
| 1274. | 16.10.2013            | Jak śmieci                              | st. sierż. Anna Palka i sierż. sztab. Rafał Kopacz                                                             |
| 1275. | 17.10.2013            | Pętaki                                  | nadkom. Joanna Czechowska i st. asp. Sebastian Wątroba oraz sierż. sztab. Rafał Kopacz                         |
| 1276. | 21.10.2013            | Tatko                                   | nadkom. Joanna Czechowska i st. asp. Sebastian Wątroba                                                         |
| 1277. | 22.10.2013            | Dzieciątko                              | st. sierż. Anna Palka i sierż. sztab. Rafał Kopacz                                                             |
| 1278. | 23.10.2013            | Elfy                                    | nadkom. Anna Potaczek i mł. asp. Maciej Dębosz                                                                 |
| 1279. | 24.10.2013            | Wariat                                  | nadkom. Joanna Czechowska i st. asp. Sebastian Wątroba oraz st. sierż. Anna Palka i sierż. sztab. Rafał Kopacz |
| 1280. | 28.10.2013            | Zabójstwo Marka Bujowskiego             | nadkom. Joanna Czechowska i st. asp. Sebastian Wątroba                                                         |
| 1281. | 29.10.2013            | Świetny dzieciak                        | st. sierż. Anna Palka i sierż. sztab. Rafał Kopacz                                                             |
| 1282. | 30.10.2013            | Despota                                 | nadkom. Joanna Czechowska i st. asp. Sebastian Wątroba                                                         |
| 1283. | 31.10.2013            | Kochani rodzice                         | nadkom. Anna Potaczek i mł. asp. Maciej Dębosz                                                                 |
| 1284. | 04.11.2013            | Krwawy Iwan                             | st. sierż. Anna Palka i sierż. sztab. Rafał Kopacz                                                             |
| 1285. | 05.11.2013            | Rysiek                                  | nadkom. Anna Potaczek i mł. asp. Maciej Dębosz                                                                 |
| 1286. | 06.11.2013            | Domówka                                 | nadkom. Joanna Czechowska i st. asp. Sebastian Wątroba                                                         |
| 1287. | 07.11.2013            | Po godzinach                            | st. sierż. Anna Palka i sierż. sztab. Rafał Kopacz                                                             |
| 1288. | 11.11.2013            | Alkoholiczka                            | st. sierż. Anna Palka i sierż. sztab. Rafał Kopacz                                                             |
| 1289. | 12.11.2013            | To jeszcze dzieci                       | nadkom. Anna Potaczek i mł. asp. Maciej Dębosz                                                                 |
| 1290. | 13.11.2013            | Obciach                                 | nadkom. Joanna Czechowska i st. asp. Sebastian Wątroba                                                         |
| 1291. | 14.11.2013            | Kret                                    | st. sierż. Anna Palka i sierż. sztab. Rafał Kopacz                                                             |
| 1292. | 18.11.2013            | Śmierć jubilera                         | nadkom. Joanna Czechowska i sierż. sztab. Rafał Kopacz                                                         |
| 1293. | 19.11.2013            | Urzędniczka                             | st. sierż. Anna Palka i sierż. sztab. Rafał Kopacz                                                             |
| 1294. | 20.11.2013            | Masakra rodziny Biernackich             | nadkom. Joanna Czechowska i st. asp. Sebastian Wątroba                                                         |
| 1295. | 21.11.2013            | Psychol                                 | nadkom. Anna Potaczek i mł. asp. Maciej Dębosz                                                                 |
| 1296. | 25.11.2013            | Problem Majki                           | st. sierż. Anna Palka i sierż. sztab. Rafał Kopacz                                                             |
| 1297. | 26.11.2013            | Bizneswoman                             | nadkom. Joanna Czechowska i st. asp. Sebastian Wątroba                                                         |
| 1298. | 27.11.2013            | Dużo do stracenia                       | nadkom. Anna Potaczek i mł. asp. Maciej Dębosz                                                                 |
| 1299. | 28.11.2013            | Romantyczna przesyłka                   | nadkom. Joanna Czechowska i st. asp. Sebastian Wątroba                                                         |
| 1300. | 02.12.2013            | Kamila                                  | st. sierż. Anna Palka i sierż. sztab. Rafał Kopacz                                                             |
| 1301. | 03.12.2013            | Wyjazd                                  | nadkom. Joanna Czechowska i st. asp. Sebastian Wątroba                                                         |
| 1302. | 04.12.2013            | Młoda                                   | nadkom. Anna Potaczek i mł. asp. Maciej Dębosz                                                                 |
| 1303. | 05.12.2013            | Oszustka                                | st. sierż. Anna Palka i sierż. sztab. Rafał Kopacz                                                             |
| 1304. | 09.12.2013            | Kanar                                   | nadkom. Anna Potaczek i mł. asp. Maciej Dębosz                                                                 |
| 1305. | 10.12.2013            | Okup za żonę                            | nadkom. Joanna Czechowska i st. asp. Sebastian Wątroba oraz nadkom. Anna Potaczek i mł. asp. Maciej Dębosz     |
| 1306. | 11.12.2013            | Złodziej                                | st. sierż. Anna Palka i sierż. sztab. Rafał Kopacz                                                             |
| 1307. | 12.12.2013            | Porywacze                               | nadkom. Anna Potaczek i mł. asp. Maciej Dębosz                                                                 |

## Seria 18
| Nr    | Data pierwszej emisji | Tytuł odcinka            | Komisarze                                                                                             |
| ----- | --------------------- | ------------------------ | --- |
| 1308. | 10.02.2014            | Oszust                   | nadkom. Anna Potaczek i mł. asp. Maciej Dębosz                                                        |
| 1309. | 11.02.2014            | Przeprowadzka            | nadkom. Joanna Czechowska i st. asp. Sebastian Wątroba                                                |
| 1310. | 12.02.2014            | Przekręt                 | nadkom. Anna Potaczek i mł. asp. Maciej Dębosz                                                        |
| 1311. | 13.02.2014            | Dom na obrzeżach         | st. sierż. Anna Palka i sierż. sztab. Rafał Kopacz                                                    |
| 1312. | 17.02.2014            | Willa Sfinks             | st. sierż. Anna Palka i sierż. sztab. Rafał Kopacz                                                    |
| 1313. | 18.02.2014            | Wypad za miasto          | nadkom. Joanna Czechowska i st. asp. Sebastian Wątroba                                                |
| 1314. | 19.02.2014            | Dolce vita               | nadkom. Anna Potaczek i mł. asp. Maciej Dębosz                                                        |
| 1315. | 20.02.2014            | Nożownicy                | st. sierż. Anna Palka i sierż. sztab. Rafał Kopacz                                                    |
| 1316. | 24.02.2014            | Noc w Paryżu             | st. sierż. Anna Palka i sierż. sztab. Rafał Kopacz                                                    |
| 1317. | 25.02.2014            | Dziewucha                | nadkom. Anna Potaczek i mł. asp. Maciej Dębosz                                                        |
| 1318, | 26.02.2014            | Upokorzyłeś mnie         | nadkom. Joanna Czechowska i st. asp. Sebastian Wątroba                                                |
| 1319. | 27.02.2014            | Brudas                   | nadkom. Anna Potaczek i mł. asp. Maciej Dębosz                                                        |
| 1320. | 03.03.2014            | Sąsiadka                 | nadkom. Anna Potaczek i mł. asp. Maciej Dębosz                                                        |
| 1321. | 04.03.2014            | Na skwerku               | st.sierż. Anna Palka i sierż. sztab. Rafał Kopacz                                                     |
| 1322. | 05.03.2014            | Dziwna śmierć            | nadkom. Joanna Czechowska i st. asp. Sebastian Wątroba                                                |
| 1323. | 06.03.2014            | Scenariusz zbrodni       | nadkom. Anna Potaczek i mł. asp. Maciej Dębosz                                                        |
| 1324. | 10.03.2014            | Niebezpieczna znajomość  | st.sierż. Anna Palka i sierż. sztab. Rafał Kopacz                                                     |
| 1325. | 11.03.2014            | Koszmary senne           | nadkom. Anna Potaczek i mł. asp. Maciej Dębosz                                                        |
| 1326. | 12.03.2014            | Spaleni żywcem           | st. sierż. Anna Palka i sierż. sztab. Rafał Kopacz                                                    |
| 1327. | 13.03.2014            | Nawrócony                | nadkom. Joanna Czechowska i st. asp. Sebastian Wątroba oraz mł. asp. Maciej Dębosz                    |
| 1328. | 17.03.2014            | Rodzina wielodzietna     | st.sierż. Anna Palka i sierż. sztab. Rafał Kopacz                                                     |
| 1329. | 18.03.2014            | Śmierć pracoholika       | nadkom. Anna Potaczek i mł. asp. Maciej Dębosz                                                        |
| 1330. | 19.03.2014            | Bohun                    | nadkom. Anna Potaczek i mł. asp. Maciej Dębosz                                                        |
| 1331. | 20.03.2014            | Jak psa                  | nadkom. Joanna Czechowska i st. asp. Sebastian Wątroba                                                |
| 1332. | 24.03.2014            | Kłopoty mieszkaniowe     | st.sierż. Anna Palka i sierż. sztab. Rafał Kopacz                                                     |
| 1333. | 25.03.2014            | Diler                    | nadkom. Anna Potaczek i mł. asp. Maciej Dębosz                                                        |
| 1334. | 26.03.2014            | Szkoła przetrwania       | st.sierż. Anna Palka i sierż. sztab. Rafał Kopacz                                                     |
| 1335. | 27.03.2014            | Dzieciobójczyni          | nadkom. Anna Potaczek i mł. asp. Maciej Dębosz                                                        |
| 1336. | 31.03.2014            | Nowa rodzina             | nadkom. Anna Potaczek i mł. asp. Maciej Dębosz                                                        |
| 1337. | 01.04.2014            | Strzelanina w dyskotece  | st.sierż. Anna Palka i sierż. sztab. Rafał Kopacz                                                     |
| 1338. | 02.04.2014            | Córka alkoholiczki       | nadkom. Anna Potaczek i mł. asp. Maciej Dębosz                                                        |
| 1339. | 03.04.2014            | Nocny powrót             | st.sierż. Anna Palka i sierż. sztab. Rafał Kopacz                                                     |
| 1340. | 07.04.2014            | Krwawa randka            | nadkom. Anna Potaczek i mł. asp. Maciej Dębosz                                                        |
| 1341. | 08.04.2014            | Uprowadzenie             | st.sierż. Anna Palka i sierż. sztab. Rafał Kopacz                                                     |
| 1342. | 09.04.2014            | Zaginięcie Marysi        | nadkom. Anna Potaczek i mł. asp. Maciej Dębosz                                                        |
| 1343. | 10.04.2014            | Dziewczyny               | st.sierż. Anna Palka i sierż. sztab. Rafał Kopacz                                                     |
| 1344. | 14.04.2014            | Nałóg                    | nadkom. Anna Potaczek i mł. asp. Maciej Dębosz                                                        |
| 1345. | 15.04.2014            | Ostatnie tchnienie       | st.sierż. Anna Palka i sierż. sztab. Rafał Kopacz                                                     |
| 1346. | 16.04.2014            | Fatalne zauroczenie      | nadkom. Anna Potaczek i mł. asp. Maciej Dębosz                                                        |
| 1347. | 17.04.2014            | Okno życia               | nadkom. Anna Potaczek i mł. asp. Maciej Dębosz                                                        |
| 1348. | 22.04.2014            | Mięczaki                 | st.sierż. Anna Palka i sierż. sztab. Rafał Kopacz                                                     |
| 1349. | 23.04.2014            | Bydlak                   | nadkom. Anna Potaczek i mł. asp. Maciej Dębosz                                                        |
| 1350. | 24.04.2014            | Królowe internetu        | nadkom. Anna Potaczek i mł. asp. Maciej Dębosz                                                        |
| 1351. | 28.04.2014            | Moja krew                | st.sierż. Anna Palka i sierż. sztab. Rafał Kopacz                                                     |
| 1352. | 29.04.2014            | Potrójne morderstwo      | nadkom. Anna Potaczek i mł. asp. Maciej Dębosz                                                        |
| 1353. | 30.04.2014            | Nocna zmiana             | st.sierż. Anna Palka i sierż. sztab. Rafał Kopacz                                                     |
| 1354. | 01.05.2014            | Porwanie Toli            | nadkom. Anna Potaczek i mł. asp. Maciej Dębosz                                                        |
| 1355. | 05.05.2014            | Hanka z Galerii          | nadkom. Anna Potaczek i mł. asp. Maciej Dębosz                                                        |
| 1356. | 06.05.2014            | Modelka                  | st.sierż. Anna Palka i sierż. sztab. Rafał Kopacz                                                     |
| 1357. | 07.05.2014            | Na uboczu                | st.sierż. Anna Palka i sierż. sztab. Rafał Kopacz                                                     |
| 1358. | 08.05.2014            | Bezprawie                | nadkom. Anna Potaczek i mł. asp. Maciej Dębosz                                                        |
| 1359. | 12.05.2014            | Ostre zabawy             | st.sierż. Anna Palka i sierż. sztab. Rafał Kopacz                                                     |
| 1360. | 13.05.2014            | Porządny człowiek        | nadkom. Anna Potaczek i mł. asp. Maciej Dębosz                                                        |
| 1361. | 14.05.2014            | Zabójstwo ordynatora     | st.sierż. Anna Palka i sierż. sztab. Rafał Kopacz                                                     |
| 1362. | 15.05.2014            | Nowa                     | st.sierż. Anna Palka i sierż. sztab. Rafał Kopacz                                                     |
| 1363. | 19.05.2014            | Anonimowa alkoholiczka   | st.sierż. Anna Palka i sierż. sztab. Rafał Kopacz                                                     |
| 1364. | 20.05.2014            | Ukochana córeczka        | nadkom. Anna Potaczek i mł. asp. Maciej Dębosz                                                        |
| 1365. | 21.05.2014            | Śrubokręt                | nadkom. Anna Potaczek i mł. asp. Maciej Dębosz                                                        |
| 1366. | 22.05.2014            | Zwyrodnialcy             | st.sierż. Anna Palka i sierż. sztab. Rafał Kopacz oraz nadkom. Anna Potaczek i mł. asp. Maciej Dębosz |
| 1367. | 26.05.2014            | Bij mnie                 | nadkom. Anna Potaczek i mł. asp. Maciej Dębosz                                                        |
| 1368. | 27.05.2014            | Dziewczyna z poprawczaka | nadkom. Anna Potaczek i mł. asp. Maciej Dębosz                                                        |
| 1369. | 28.05.2014            | Belfer                   | nadkom. Anna Potaczek i mł. asp. Maciej Dębosz                                                        |
| 1370. | 29.05.2014            | Bracia Kotowscy          | st.sierż. Anna Palka i sierż. sztab. Rafał Kopacz                                                     |
| 1371. | 02.06.2014            | Lewa robota              | st.sierż. Anna Palka i sierż. sztab. Rafał Kopacz                                                     |
| 1372. | 03.06.2014            | Głupie zabawy            | st.sierż. Anna Palka i sierż. sztab. Rafał Kopacz                                                     |
| 1373. | 04.06.2014            | Sztabka                  | st.sierż. Anna Palka i sierż. sztab. Rafał Kopacz                                                     |
| 1374. | 05.06.2014            | Szczyl                   | nadkom. Anna Potaczek i mł. asp. Maciej Dębosz                                                        |
| 1375. | 09.06.2014            | Wezwanie                 | nadkom. Anna Potaczek i mł. asp. Maciej Dębosz                                                        |
| 1376. | 10.06.2014            | Uprowadzone              | st.sierż. Anna Palka i sierż. sztab. Rafał Kopacz                                                     |
| 1377. | 11.06.2014            | Gangsterzy               | nadkom. Anna Potaczek i mł. asp. Maciej Dębosz                                                        |